# Рендген (шах)
Овај чланак користи алгебарску шаховску нотацију како би се описали шаховски потези.
У шаху, термин икс реј или икс реј напад је синоним који се некада користи за ражањ. Може се односити на шаховку тактику гдје је фигура или:
- индиректно нападнута од стране противничких фигура кроз другу фигуру или фигуре, или
- брани пријатељску фигуру преко непријатељске фигуре.

## Примјери
|   | a | b | c | d | e | f | g | h |   |
| 8 | a8 black rook · c8 black bishop · d8 black queen · e8 black rook · g8 black king · a7 black pawn · b7 black pawn · c7 black pawn · f7 black pawn · g7 black bishop · h7 black pawn · d6 black pawn · f6 black knight · g6 black pawn · d5 white pawn · e5 black pawn · c4 white pawn · d4 black knight · e4 white pawn · a3 white pawn · c3 white knight · e3 white bishop · f3 white knight · b2 white pawn · e2 white bishop · f2 white pawn · g2 white pawn · h2 white pawn · a1 white rook · d1 white queen · f1 white rook · g1 white king | a8 black rook · c8 black bishop · d8 black queen · e8 black rook · g8 black king · a7 black pawn · b7 black pawn · c7 black pawn · f7 black pawn · g7 black bishop · h7 black pawn · d6 black pawn · f6 black knight · g6 black pawn · d5 white pawn · e5 black pawn · c4 white pawn · d4 black knight · e4 white pawn · a3 white pawn · c3 white knight · e3 white bishop · f3 white knight · b2 white pawn · e2 white bishop · f2 white pawn · g2 white pawn · h2 white pawn · a1 white rook · d1 white queen · f1 white rook · g1 white king | a8 black rook · c8 black bishop · d8 black queen · e8 black rook · g8 black king · a7 black pawn · b7 black pawn · c7 black pawn · f7 black pawn · g7 black bishop · h7 black pawn · d6 black pawn · f6 black knight · g6 black pawn · d5 white pawn · e5 black pawn · c4 white pawn · d4 black knight · e4 white pawn · a3 white pawn · c3 white knight · e3 white bishop · f3 white knight · b2 white pawn · e2 white bishop · f2 white pawn · g2 white pawn · h2 white pawn · a1 white rook · d1 white queen · f1 white rook · g1 white king | a8 black rook · c8 black bishop · d8 black queen · e8 black rook · g8 black king · a7 black pawn · b7 black pawn · c7 black pawn · f7 black pawn · g7 black bishop · h7 black pawn · d6 black pawn · f6 black knight · g6 black pawn · d5 white pawn · e5 black pawn · c4 white pawn · d4 black knight · e4 white pawn · a3 white pawn · c3 white knight · e3 white bishop · f3 white knight · b2 white pawn · e2 white bishop · f2 white pawn · g2 white pawn · h2 white pawn · a1 white rook · d1 white queen · f1 white rook · g1 white king | a8 black rook · c8 black bishop · d8 black queen · e8 black rook · g8 black king · a7 black pawn · b7 black pawn · c7 black pawn · f7 black pawn · g7 black bishop · h7 black pawn · d6 black pawn · f6 black knight · g6 black pawn · d5 white pawn · e5 black pawn · c4 white pawn · d4 black knight · e4 white pawn · a3 white pawn · c3 white knight · e3 white bishop · f3 white knight · b2 white pawn · e2 white bishop · f2 white pawn · g2 white pawn · h2 white pawn · a1 white rook · d1 white queen · f1 white rook · g1 white king | a8 black rook · c8 black bishop · d8 black queen · e8 black rook · g8 black king · a7 black pawn · b7 black pawn · c7 black pawn · f7 black pawn · g7 black bishop · h7 black pawn · d6 black pawn · f6 black knight · g6 black pawn · d5 white pawn · e5 black pawn · c4 white pawn · d4 black knight · e4 white pawn · a3 white pawn · c3 white knight · e3 white bishop · f3 white knight · b2 white pawn · e2 white bishop · f2 white pawn · g2 white pawn · h2 white pawn · a1 white rook · d1 white queen · f1 white rook · g1 white king | a8 black rook · c8 black bishop · d8 black queen · e8 black rook · g8 black king · a7 black pawn · b7 black pawn · c7 black pawn · f7 black pawn · g7 black bishop · h7 black pawn · d6 black pawn · f6 black knight · g6 black pawn · d5 white pawn · e5 black pawn · c4 white pawn · d4 black knight · e4 white pawn · a3 white pawn · c3 white knight · e3 white bishop · f3 white knight · b2 white pawn · e2 white bishop · f2 white pawn · g2 white pawn · h2 white pawn · a1 white rook · d1 white queen · f1 white rook · g1 white king | a8 black rook · c8 black bishop · d8 black queen · e8 black rook · g8 black king · a7 black pawn · b7 black pawn · c7 black pawn · f7 black pawn · g7 black bishop · h7 black pawn · d6 black pawn · f6 black knight · g6 black pawn · d5 white pawn · e5 black pawn · c4 white pawn · d4 black knight · e4 white pawn · a3 white pawn · c3 white knight · e3 white bishop · f3 white knight · b2 white pawn · e2 white bishop · f2 white pawn · g2 white pawn · h2 white pawn · a1 white rook · d1 white queen · f1 white rook · g1 white king | 8 |
| 7 | a8 black rook · c8 black bishop · d8 black queen · e8 black rook · g8 black king · a7 black pawn · b7 black pawn · c7 black pawn · f7 black pawn · g7 black bishop · h7 black pawn · d6 black pawn · f6 black knight · g6 black pawn · d5 white pawn · e5 black pawn · c4 white pawn · d4 black knight · e4 white pawn · a3 white pawn · c3 white knight · e3 white bishop · f3 white knight · b2 white pawn · e2 white bishop · f2 white pawn · g2 white pawn · h2 white pawn · a1 white rook · d1 white queen · f1 white rook · g1 white king | a8 black rook · c8 black bishop · d8 black queen · e8 black rook · g8 black king · a7 black pawn · b7 black pawn · c7 black pawn · f7 black pawn · g7 black bishop · h7 black pawn · d6 black pawn · f6 black knight · g6 black pawn · d5 white pawn · e5 black pawn · c4 white pawn · d4 black knight · e4 white pawn · a3 white pawn · c3 white knight · e3 white bishop · f3 white knight · b2 white pawn · e2 white bishop · f2 white pawn · g2 white pawn · h2 white pawn · a1 white rook · d1 white queen · f1 white rook · g1 white king | a8 black rook · c8 black bishop · d8 black queen · e8 black rook · g8 black king · a7 black pawn · b7 black pawn · c7 black pawn · f7 black pawn · g7 black bishop · h7 black pawn · d6 black pawn · f6 black knight · g6 black pawn · d5 white pawn · e5 black pawn · c4 white pawn · d4 black knight · e4 white pawn · a3 white pawn · c3 white knight · e3 white bishop · f3 white knight · b2 white pawn · e2 white bishop · f2 white pawn · g2 white pawn · h2 white pawn · a1 white rook · d1 white queen · f1 white rook · g1 white king | a8 black rook · c8 black bishop · d8 black queen · e8 black rook · g8 black king · a7 black pawn · b7 black pawn · c7 black pawn · f7 black pawn · g7 black bishop · h7 black pawn · d6 black pawn · f6 black knight · g6 black pawn · d5 white pawn · e5 black pawn · c4 white pawn · d4 black knight · e4 white pawn · a3 white pawn · c3 white knight · e3 white bishop · f3 white knight · b2 white pawn · e2 white bishop · f2 white pawn · g2 white pawn · h2 white pawn · a1 white rook · d1 white queen · f1 white rook · g1 white king | a8 black rook · c8 black bishop · d8 black queen · e8 black rook · g8 black king · a7 black pawn · b7 black pawn · c7 black pawn · f7 black pawn · g7 black bishop · h7 black pawn · d6 black pawn · f6 black knight · g6 black pawn · d5 white pawn · e5 black pawn · c4 white pawn · d4 black knight · e4 white pawn · a3 white pawn · c3 white knight · e3 white bishop · f3 white knight · b2 white pawn · e2 white bishop · f2 white pawn · g2 white pawn · h2 white pawn · a1 white rook · d1 white queen · f1 white rook · g1 white king | a8 black rook · c8 black bishop · d8 black queen · e8 black rook · g8 black king · a7 black pawn · b7 black pawn · c7 black pawn · f7 black pawn · g7 black bishop · h7 black pawn · d6 black pawn · f6 black knight · g6 black pawn · d5 white pawn · e5 black pawn · c4 white pawn · d4 black knight · e4 white pawn · a3 white pawn · c3 white knight · e3 white bishop · f3 white knight · b2 white pawn · e2 white bishop · f2 white pawn · g2 white pawn · h2 white pawn · a1 white rook · d1 white queen · f1 white rook · g1 white king | a8 black rook · c8 black bishop · d8 black queen · e8 black rook · g8 black king · a7 black pawn · b7 black pawn · c7 black pawn · f7 black pawn · g7 black bishop · h7 black pawn · d6 black pawn · f6 black knight · g6 black pawn · d5 white pawn · e5 black pawn · c4 white pawn · d4 black knight · e4 white pawn · a3 white pawn · c3 white knight · e3 white bishop · f3 white knight · b2 white pawn · e2 white bishop · f2 white pawn · g2 white pawn · h2 white pawn · a1 white rook · d1 white queen · f1 white rook · g1 white king | a8 black rook · c8 black bishop · d8 black queen · e8 black rook · g8 black king · a7 black pawn · b7 black pawn · c7 black pawn · f7 black pawn · g7 black bishop · h7 black pawn · d6 black pawn · f6 black knight · g6 black pawn · d5 white pawn · e5 black pawn · c4 white pawn · d4 black knight · e4 white pawn · a3 white pawn · c3 white knight · e3 white bishop · f3 white knight · b2 white pawn · e2 white bishop · f2 white pawn · g2 white pawn · h2 white pawn · a1 white rook · d1 white queen · f1 white rook · g1 white king | 7 |
| 6 | a8 black rook · c8 black bishop · d8 black queen · e8 black rook · g8 black king · a7 black pawn · b7 black pawn · c7 black pawn · f7 black pawn · g7 black bishop · h7 black pawn · d6 black pawn · f6 black knight · g6 black pawn · d5 white pawn · e5 black pawn · c4 white pawn · d4 black knight · e4 white pawn · a3 white pawn · c3 white knight · e3 white bishop · f3 white knight · b2 white pawn · e2 white bishop · f2 white pawn · g2 white pawn · h2 white pawn · a1 white rook · d1 white queen · f1 white rook · g1 white king | a8 black rook · c8 black bishop · d8 black queen · e8 black rook · g8 black king · a7 black pawn · b7 black pawn · c7 black pawn · f7 black pawn · g7 black bishop · h7 black pawn · d6 black pawn · f6 black knight · g6 black pawn · d5 white pawn · e5 black pawn · c4 white pawn · d4 black knight · e4 white pawn · a3 white pawn · c3 white knight · e3 white bishop · f3 white knight · b2 white pawn · e2 white bishop · f2 white pawn · g2 white pawn · h2 white pawn · a1 white rook · d1 white queen · f1 white rook · g1 white king | a8 black rook · c8 black bishop · d8 black queen · e8 black rook · g8 black king · a7 black pawn · b7 black pawn · c7 black pawn · f7 black pawn · g7 black bishop · h7 black pawn · d6 black pawn · f6 black knight · g6 black pawn · d5 white pawn · e5 black pawn · c4 white pawn · d4 black knight · e4 white pawn · a3 white pawn · c3 white knight · e3 white bishop · f3 white knight · b2 white pawn · e2 white bishop · f2 white pawn · g2 white pawn · h2 white pawn · a1 white rook · d1 white queen · f1 white rook · g1 white king | a8 black rook · c8 black bishop · d8 black queen · e8 black rook · g8 black king · a7 black pawn · b7 black pawn · c7 black pawn · f7 black pawn · g7 black bishop · h7 black pawn · d6 black pawn · f6 black knight · g6 black pawn · d5 white pawn · e5 black pawn · c4 white pawn · d4 black knight · e4 white pawn · a3 white pawn · c3 white knight · e3 white bishop · f3 white knight · b2 white pawn · e2 white bishop · f2 white pawn · g2 white pawn · h2 white pawn · a1 white rook · d1 white queen · f1 white rook · g1 white king | a8 black rook · c8 black bishop · d8 black queen · e8 black rook · g8 black king · a7 black pawn · b7 black pawn · c7 black pawn · f7 black pawn · g7 black bishop · h7 black pawn · d6 black pawn · f6 black knight · g6 black pawn · d5 white pawn · e5 black pawn · c4 white pawn · d4 black knight · e4 white pawn · a3 white pawn · c3 white knight · e3 white bishop · f3 white knight · b2 white pawn · e2 white bishop · f2 white pawn · g2 white pawn · h2 white pawn · a1 white rook · d1 white queen · f1 white rook · g1 white king | a8 black rook · c8 black bishop · d8 black queen · e8 black rook · g8 black king · a7 black pawn · b7 black pawn · c7 black pawn · f7 black pawn · g7 black bishop · h7 black pawn · d6 black pawn · f6 black knight · g6 black pawn · d5 white pawn · e5 black pawn · c4 white pawn · d4 black knight · e4 white pawn · a3 white pawn · c3 white knight · e3 white bishop · f3 white knight · b2 white pawn · e2 white bishop · f2 white pawn · g2 white pawn · h2 white pawn · a1 white rook · d1 white queen · f1 white rook · g1 white king | a8 black rook · c8 black bishop · d8 black queen · e8 black rook · g8 black king · a7 black pawn · b7 black pawn · c7 black pawn · f7 black pawn · g7 black bishop · h7 black pawn · d6 black pawn · f6 black knight · g6 black pawn · d5 white pawn · e5 black pawn · c4 white pawn · d4 black knight · e4 white pawn · a3 white pawn · c3 white knight · e3 white bishop · f3 white knight · b2 white pawn · e2 white bishop · f2 white pawn · g2 white pawn · h2 white pawn · a1 white rook · d1 white queen · f1 white rook · g1 white king | a8 black rook · c8 black bishop · d8 black queen · e8 black rook · g8 black king · a7 black pawn · b7 black pawn · c7 black pawn · f7 black pawn · g7 black bishop · h7 black pawn · d6 black pawn · f6 black knight · g6 black pawn · d5 white pawn · e5 black pawn · c4 white pawn · d4 black knight · e4 white pawn · a3 white pawn · c3 white knight · e3 white bishop · f3 white knight · b2 white pawn · e2 white bishop · f2 white pawn · g2 white pawn · h2 white pawn · a1 white rook · d1 white queen · f1 white rook · g1 white king | 6 |
| 5 | a8 black rook · c8 black bishop · d8 black queen · e8 black rook · g8 black king · a7 black pawn · b7 black pawn · c7 black pawn · f7 black pawn · g7 black bishop · h7 black pawn · d6 black pawn · f6 black knight · g6 black pawn · d5 white pawn · e5 black pawn · c4 white pawn · d4 black knight · e4 white pawn · a3 white pawn · c3 white knight · e3 white bishop · f3 white knight · b2 white pawn · e2 white bishop · f2 white pawn · g2 white pawn · h2 white pawn · a1 white rook · d1 white queen · f1 white rook · g1 white king | a8 black rook · c8 black bishop · d8 black queen · e8 black rook · g8 black king · a7 black pawn · b7 black pawn · c7 black pawn · f7 black pawn · g7 black bishop · h7 black pawn · d6 black pawn · f6 black knight · g6 black pawn · d5 white pawn · e5 black pawn · c4 white pawn · d4 black knight · e4 white pawn · a3 white pawn · c3 white knight · e3 white bishop · f3 white knight · b2 white pawn · e2 white bishop · f2 white pawn · g2 white pawn · h2 white pawn · a1 white rook · d1 white queen · f1 white rook · g1 white king | a8 black rook · c8 black bishop · d8 black queen · e8 black rook · g8 black king · a7 black pawn · b7 black pawn · c7 black pawn · f7 black pawn · g7 black bishop · h7 black pawn · d6 black pawn · f6 black knight · g6 black pawn · d5 white pawn · e5 black pawn · c4 white pawn · d4 black knight · e4 white pawn · a3 white pawn · c3 white knight · e3 white bishop · f3 white knight · b2 white pawn · e2 white bishop · f2 white pawn · g2 white pawn · h2 white pawn · a1 white rook · d1 white queen · f1 white rook · g1 white king | a8 black rook · c8 black bishop · d8 black queen · e8 black rook · g8 black king · a7 black pawn · b7 black pawn · c7 black pawn · f7 black pawn · g7 black bishop · h7 black pawn · d6 black pawn · f6 black knight · g6 black pawn · d5 white pawn · e5 black pawn · c4 white pawn · d4 black knight · e4 white pawn · a3 white pawn · c3 white knight · e3 white bishop · f3 white knight · b2 white pawn · e2 white bishop · f2 white pawn · g2 white pawn · h2 white pawn · a1 white rook · d1 white queen · f1 white rook · g1 white king | a8 black rook · c8 black bishop · d8 black queen · e8 black rook · g8 black king · a7 black pawn · b7 black pawn · c7 black pawn · f7 black pawn · g7 black bishop · h7 black pawn · d6 black pawn · f6 black knight · g6 black pawn · d5 white pawn · e5 black pawn · c4 white pawn · d4 black knight · e4 white pawn · a3 white pawn · c3 white knight · e3 white bishop · f3 white knight · b2 white pawn · e2 white bishop · f2 white pawn · g2 white pawn · h2 white pawn · a1 white rook · d1 white queen · f1 white rook · g1 white king | a8 black rook · c8 black bishop · d8 black queen · e8 black rook · g8 black king · a7 black pawn · b7 black pawn · c7 black pawn · f7 black pawn · g7 black bishop · h7 black pawn · d6 black pawn · f6 black knight · g6 black pawn · d5 white pawn · e5 black pawn · c4 white pawn · d4 black knight · e4 white pawn · a3 white pawn · c3 white knight · e3 white bishop · f3 white knight · b2 white pawn · e2 white bishop · f2 white pawn · g2 white pawn · h2 white pawn · a1 white rook · d1 white queen · f1 white rook · g1 white king | a8 black rook · c8 black bishop · d8 black queen · e8 black rook · g8 black king · a7 black pawn · b7 black pawn · c7 black pawn · f7 black pawn · g7 black bishop · h7 black pawn · d6 black pawn · f6 black knight · g6 black pawn · d5 white pawn · e5 black pawn · c4 white pawn · d4 black knight · e4 white pawn · a3 white pawn · c3 white knight · e3 white bishop · f3 white knight · b2 white pawn · e2 white bishop · f2 white pawn · g2 white pawn · h2 white pawn · a1 white rook · d1 white queen · f1 white rook · g1 white king | a8 black rook · c8 black bishop · d8 black queen · e8 black rook · g8 black king · a7 black pawn · b7 black pawn · c7 black pawn · f7 black pawn · g7 black bishop · h7 black pawn · d6 black pawn · f6 black knight · g6 black pawn · d5 white pawn · e5 black pawn · c4 white pawn · d4 black knight · e4 white pawn · a3 white pawn · c3 white knight · e3 white bishop · f3 white knight · b2 white pawn · e2 white bishop · f2 white pawn · g2 white pawn · h2 white pawn · a1 white rook · d1 white queen · f1 white rook · g1 white king | 5 |
| 4 | a8 black rook · c8 black bishop · d8 black queen · e8 black rook · g8 black king · a7 black pawn · b7 black pawn · c7 black pawn · f7 black pawn · g7 black bishop · h7 black pawn · d6 black pawn · f6 black knight · g6 black pawn · d5 white pawn · e5 black pawn · c4 white pawn · d4 black knight · e4 white pawn · a3 white pawn · c3 white knight · e3 white bishop · f3 white knight · b2 white pawn · e2 white bishop · f2 white pawn · g2 white pawn · h2 white pawn · a1 white rook · d1 white queen · f1 white rook · g1 white king | a8 black rook · c8 black bishop · d8 black queen · e8 black rook · g8 black king · a7 black pawn · b7 black pawn · c7 black pawn · f7 black pawn · g7 black bishop · h7 black pawn · d6 black pawn · f6 black knight · g6 black pawn · d5 white pawn · e5 black pawn · c4 white pawn · d4 black knight · e4 white pawn · a3 white pawn · c3 white knight · e3 white bishop · f3 white knight · b2 white pawn · e2 white bishop · f2 white pawn · g2 white pawn · h2 white pawn · a1 white rook · d1 white queen · f1 white rook · g1 white king | a8 black rook · c8 black bishop · d8 black queen · e8 black rook · g8 black king · a7 black pawn · b7 black pawn · c7 black pawn · f7 black pawn · g7 black bishop · h7 black pawn · d6 black pawn · f6 black knight · g6 black pawn · d5 white pawn · e5 black pawn · c4 white pawn · d4 black knight · e4 white pawn · a3 white pawn · c3 white knight · e3 white bishop · f3 white knight · b2 white pawn · e2 white bishop · f2 white pawn · g2 white pawn · h2 white pawn · a1 white rook · d1 white queen · f1 white rook · g1 white king | a8 black rook · c8 black bishop · d8 black queen · e8 black rook · g8 black king · a7 black pawn · b7 black pawn · c7 black pawn · f7 black pawn · g7 black bishop · h7 black pawn · d6 black pawn · f6 black knight · g6 black pawn · d5 white pawn · e5 black pawn · c4 white pawn · d4 black knight · e4 white pawn · a3 white pawn · c3 white knight · e3 white bishop · f3 white knight · b2 white pawn · e2 white bishop · f2 white pawn · g2 white pawn · h2 white pawn · a1 white rook · d1 white queen · f1 white rook · g1 white king | a8 black rook · c8 black bishop · d8 black queen · e8 black rook · g8 black king · a7 black pawn · b7 black pawn · c7 black pawn · f7 black pawn · g7 black bishop · h7 black pawn · d6 black pawn · f6 black knight · g6 black pawn · d5 white pawn · e5 black pawn · c4 white pawn · d4 black knight · e4 white pawn · a3 white pawn · c3 white knight · e3 white bishop · f3 white knight · b2 white pawn · e2 white bishop · f2 white pawn · g2 white pawn · h2 white pawn · a1 white rook · d1 white queen · f1 white rook · g1 white king | a8 black rook · c8 black bishop · d8 black queen · e8 black rook · g8 black king · a7 black pawn · b7 black pawn · c7 black pawn · f7 black pawn · g7 black bishop · h7 black pawn · d6 black pawn · f6 black knight · g6 black pawn · d5 white pawn · e5 black pawn · c4 white pawn · d4 black knight · e4 white pawn · a3 white pawn · c3 white knight · e3 white bishop · f3 white knight · b2 white pawn · e2 white bishop · f2 white pawn · g2 white pawn · h2 white pawn · a1 white rook · d1 white queen · f1 white rook · g1 white king | a8 black rook · c8 black bishop · d8 black queen · e8 black rook · g8 black king · a7 black pawn · b7 black pawn · c7 black pawn · f7 black pawn · g7 black bishop · h7 black pawn · d6 black pawn · f6 black knight · g6 black pawn · d5 white pawn · e5 black pawn · c4 white pawn · d4 black knight · e4 white pawn · a3 white pawn · c3 white knight · e3 white bishop · f3 white knight · b2 white pawn · e2 white bishop · f2 white pawn · g2 white pawn · h2 white pawn · a1 white rook · d1 white queen · f1 white rook · g1 white king | a8 black rook · c8 black bishop · d8 black queen · e8 black rook · g8 black king · a7 black pawn · b7 black pawn · c7 black pawn · f7 black pawn · g7 black bishop · h7 black pawn · d6 black pawn · f6 black knight · g6 black pawn · d5 white pawn · e5 black pawn · c4 white pawn · d4 black knight · e4 white pawn · a3 white pawn · c3 white knight · e3 white bishop · f3 white knight · b2 white pawn · e2 white bishop · f2 white pawn · g2 white pawn · h2 white pawn · a1 white rook · d1 white queen · f1 white rook · g1 white king | 4 |
| 3 | a8 black rook · c8 black bishop · d8 black queen · e8 black rook · g8 black king · a7 black pawn · b7 black pawn · c7 black pawn · f7 black pawn · g7 black bishop · h7 black pawn · d6 black pawn · f6 black knight · g6 black pawn · d5 white pawn · e5 black pawn · c4 white pawn · d4 black knight · e4 white pawn · a3 white pawn · c3 white knight · e3 white bishop · f3 white knight · b2 white pawn · e2 white bishop · f2 white pawn · g2 white pawn · h2 white pawn · a1 white rook · d1 white queen · f1 white rook · g1 white king | a8 black rook · c8 black bishop · d8 black queen · e8 black rook · g8 black king · a7 black pawn · b7 black pawn · c7 black pawn · f7 black pawn · g7 black bishop · h7 black pawn · d6 black pawn · f6 black knight · g6 black pawn · d5 white pawn · e5 black pawn · c4 white pawn · d4 black knight · e4 white pawn · a3 white pawn · c3 white knight · e3 white bishop · f3 white knight · b2 white pawn · e2 white bishop · f2 white pawn · g2 white pawn · h2 white pawn · a1 white rook · d1 white queen · f1 white rook · g1 white king | a8 black rook · c8 black bishop · d8 black queen · e8 black rook · g8 black king · a7 black pawn · b7 black pawn · c7 black pawn · f7 black pawn · g7 black bishop · h7 black pawn · d6 black pawn · f6 black knight · g6 black pawn · d5 white pawn · e5 black pawn · c4 white pawn · d4 black knight · e4 white pawn · a3 white pawn · c3 white knight · e3 white bishop · f3 white knight · b2 white pawn · e2 white bishop · f2 white pawn · g2 white pawn · h2 white pawn · a1 white rook · d1 white queen · f1 white rook · g1 white king | a8 black rook · c8 black bishop · d8 black queen · e8 black rook · g8 black king · a7 black pawn · b7 black pawn · c7 black pawn · f7 black pawn · g7 black bishop · h7 black pawn · d6 black pawn · f6 black knight · g6 black pawn · d5 white pawn · e5 black pawn · c4 white pawn · d4 black knight · e4 white pawn · a3 white pawn · c3 white knight · e3 white bishop · f3 white knight · b2 white pawn · e2 white bishop · f2 white pawn · g2 white pawn · h2 white pawn · a1 white rook · d1 white queen · f1 white rook · g1 white king | a8 black rook · c8 black bishop · d8 black queen · e8 black rook · g8 black king · a7 black pawn · b7 black pawn · c7 black pawn · f7 black pawn · g7 black bishop · h7 black pawn · d6 black pawn · f6 black knight · g6 black pawn · d5 white pawn · e5 black pawn · c4 white pawn · d4 black knight · e4 white pawn · a3 white pawn · c3 white knight · e3 white bishop · f3 white knight · b2 white pawn · e2 white bishop · f2 white pawn · g2 white pawn · h2 white pawn · a1 white rook · d1 white queen · f1 white rook · g1 white king | a8 black rook · c8 black bishop · d8 black queen · e8 black rook · g8 black king · a7 black pawn · b7 black pawn · c7 black pawn · f7 black pawn · g7 black bishop · h7 black pawn · d6 black pawn · f6 black knight · g6 black pawn · d5 white pawn · e5 black pawn · c4 white pawn · d4 black knight · e4 white pawn · a3 white pawn · c3 white knight · e3 white bishop · f3 white knight · b2 white pawn · e2 white bishop · f2 white pawn · g2 white pawn · h2 white pawn · a1 white rook · d1 white queen · f1 white rook · g1 white king | a8 black rook · c8 black bishop · d8 black queen · e8 black rook · g8 black king · a7 black pawn · b7 black pawn · c7 black pawn · f7 black pawn · g7 black bishop · h7 black pawn · d6 black pawn · f6 black knight · g6 black pawn · d5 white pawn · e5 black pawn · c4 white pawn · d4 black knight · e4 white pawn · a3 white pawn · c3 white knight · e3 white bishop · f3 white knight · b2 white pawn · e2 white bishop · f2 white pawn · g2 white pawn · h2 white pawn · a1 white rook · d1 white queen · f1 white rook · g1 white king | a8 black rook · c8 black bishop · d8 black queen · e8 black rook · g8 black king · a7 black pawn · b7 black pawn · c7 black pawn · f7 black pawn · g7 black bishop · h7 black pawn · d6 black pawn · f6 black knight · g6 black pawn · d5 white pawn · e5 black pawn · c4 white pawn · d4 black knight · e4 white pawn · a3 white pawn · c3 white knight · e3 white bishop · f3 white knight · b2 white pawn · e2 white bishop · f2 white pawn · g2 white pawn · h2 white pawn · a1 white rook · d1 white queen · f1 white rook · g1 white king | 3 |
| 2 | a8 black rook · c8 black bishop · d8 black queen · e8 black rook · g8 black king · a7 black pawn · b7 black pawn · c7 black pawn · f7 black pawn · g7 black bishop · h7 black pawn · d6 black pawn · f6 black knight · g6 black pawn · d5 white pawn · e5 black pawn · c4 white pawn · d4 black knight · e4 white pawn · a3 white pawn · c3 white knight · e3 white bishop · f3 white knight · b2 white pawn · e2 white bishop · f2 white pawn · g2 white pawn · h2 white pawn · a1 white rook · d1 white queen · f1 white rook · g1 white king | a8 black rook · c8 black bishop · d8 black queen · e8 black rook · g8 black king · a7 black pawn · b7 black pawn · c7 black pawn · f7 black pawn · g7 black bishop · h7 black pawn · d6 black pawn · f6 black knight · g6 black pawn · d5 white pawn · e5 black pawn · c4 white pawn · d4 black knight · e4 white pawn · a3 white pawn · c3 white knight · e3 white bishop · f3 white knight · b2 white pawn · e2 white bishop · f2 white pawn · g2 white pawn · h2 white pawn · a1 white rook · d1 white queen · f1 white rook · g1 white king | a8 black rook · c8 black bishop · d8 black queen · e8 black rook · g8 black king · a7 black pawn · b7 black pawn · c7 black pawn · f7 black pawn · g7 black bishop · h7 black pawn · d6 black pawn · f6 black knight · g6 black pawn · d5 white pawn · e5 black pawn · c4 white pawn · d4 black knight · e4 white pawn · a3 white pawn · c3 white knight · e3 white bishop · f3 white knight · b2 white pawn · e2 white bishop · f2 white pawn · g2 white pawn · h2 white pawn · a1 white rook · d1 white queen · f1 white rook · g1 white king | a8 black rook · c8 black bishop · d8 black queen · e8 black rook · g8 black king · a7 black pawn · b7 black pawn · c7 black pawn · f7 black pawn · g7 black bishop · h7 black pawn · d6 black pawn · f6 black knight · g6 black pawn · d5 white pawn · e5 black pawn · c4 white pawn · d4 black knight · e4 white pawn · a3 white pawn · c3 white knight · e3 white bishop · f3 white knight · b2 white pawn · e2 white bishop · f2 white pawn · g2 white pawn · h2 white pawn · a1 white rook · d1 white queen · f1 white rook · g1 white king | a8 black rook · c8 black bishop · d8 black queen · e8 black rook · g8 black king · a7 black pawn · b7 black pawn · c7 black pawn · f7 black pawn · g7 black bishop · h7 black pawn · d6 black pawn · f6 black knight · g6 black pawn · d5 white pawn · e5 black pawn · c4 white pawn · d4 black knight · e4 white pawn · a3 white pawn · c3 white knight · e3 white bishop · f3 white knight · b2 white pawn · e2 white bishop · f2 white pawn · g2 white pawn · h2 white pawn · a1 white rook · d1 white queen · f1 white rook · g1 white king | a8 black rook · c8 black bishop · d8 black queen · e8 black rook · g8 black king · a7 black pawn · b7 black pawn · c7 black pawn · f7 black pawn · g7 black bishop · h7 black pawn · d6 black pawn · f6 black knight · g6 black pawn · d5 white pawn · e5 black pawn · c4 white pawn · d4 black knight · e4 white pawn · a3 white pawn · c3 white knight · e3 white bishop · f3 white knight · b2 white pawn · e2 white bishop · f2 white pawn · g2 white pawn · h2 white pawn · a1 white rook · d1 white queen · f1 white rook · g1 white king | a8 black rook · c8 black bishop · d8 black queen · e8 black rook · g8 black king · a7 black pawn · b7 black pawn · c7 black pawn · f7 black pawn · g7 black bishop · h7 black pawn · d6 black pawn · f6 black knight · g6 black pawn · d5 white pawn · e5 black pawn · c4 white pawn · d4 black knight · e4 white pawn · a3 white pawn · c3 white knight · e3 white bishop · f3 white knight · b2 white pawn · e2 white bishop · f2 white pawn · g2 white pawn · h2 white pawn · a1 white rook · d1 white queen · f1 white rook · g1 white king | a8 black rook · c8 black bishop · d8 black queen · e8 black rook · g8 black king · a7 black pawn · b7 black pawn · c7 black pawn · f7 black pawn · g7 black bishop · h7 black pawn · d6 black pawn · f6 black knight · g6 black pawn · d5 white pawn · e5 black pawn · c4 white pawn · d4 black knight · e4 white pawn · a3 white pawn · c3 white knight · e3 white bishop · f3 white knight · b2 white pawn · e2 white bishop · f2 white pawn · g2 white pawn · h2 white pawn · a1 white rook · d1 white queen · f1 white rook · g1 white king | 2 |
| 1 | a8 black rook · c8 black bishop · d8 black queen · e8 black rook · g8 black king · a7 black pawn · b7 black pawn · c7 black pawn · f7 black pawn · g7 black bishop · h7 black pawn · d6 black pawn · f6 black knight · g6 black pawn · d5 white pawn · e5 black pawn · c4 white pawn · d4 black knight · e4 white pawn · a3 white pawn · c3 white knight · e3 white bishop · f3 white knight · b2 white pawn · e2 white bishop · f2 white pawn · g2 white pawn · h2 white pawn · a1 white rook · d1 white queen · f1 white rook · g1 white king | a8 black rook · c8 black bishop · d8 black queen · e8 black rook · g8 black king · a7 black pawn · b7 black pawn · c7 black pawn · f7 black pawn · g7 black bishop · h7 black pawn · d6 black pawn · f6 black knight · g6 black pawn · d5 white pawn · e5 black pawn · c4 white pawn · d4 black knight · e4 white pawn · a3 white pawn · c3 white knight · e3 white bishop · f3 white knight · b2 white pawn · e2 white bishop · f2 white pawn · g2 white pawn · h2 white pawn · a1 white rook · d1 white queen · f1 white rook · g1 white king | a8 black rook · c8 black bishop · d8 black queen · e8 black rook · g8 black king · a7 black pawn · b7 black pawn · c7 black pawn · f7 black pawn · g7 black bishop · h7 black pawn · d6 black pawn · f6 black knight · g6 black pawn · d5 white pawn · e5 black pawn · c4 white pawn · d4 black knight · e4 white pawn · a3 white pawn · c3 white knight · e3 white bishop · f3 white knight · b2 white pawn · e2 white bishop · f2 white pawn · g2 white pawn · h2 white pawn · a1 white rook · d1 white queen · f1 white rook · g1 white king | a8 black rook · c8 black bishop · d8 black queen · e8 black rook · g8 black king · a7 black pawn · b7 black pawn · c7 black pawn · f7 black pawn · g7 black bishop · h7 black pawn · d6 black pawn · f6 black knight · g6 black pawn · d5 white pawn · e5 black pawn · c4 white pawn · d4 black knight · e4 white pawn · a3 white pawn · c3 white knight · e3 white bishop · f3 white knight · b2 white pawn · e2 white bishop · f2 white pawn · g2 white pawn · h2 white pawn · a1 white rook · d1 white queen · f1 white rook · g1 white king | a8 black rook · c8 black bishop · d8 black queen · e8 black rook · g8 black king · a7 black pawn · b7 black pawn · c7 black pawn · f7 black pawn · g7 black bishop · h7 black pawn · d6 black pawn · f6 black knight · g6 black pawn · d5 white pawn · e5 black pawn · c4 white pawn · d4 black knight · e4 white pawn · a3 white pawn · c3 white knight · e3 white bishop · f3 white knight · b2 white pawn · e2 white bishop · f2 white pawn · g2 white pawn · h2 white pawn · a1 white rook · d1 white queen · f1 white rook · g1 white king | a8 black rook · c8 black bishop · d8 black queen · e8 black rook · g8 black king · a7 black pawn · b7 black pawn · c7 black pawn · f7 black pawn · g7 black bishop · h7 black pawn · d6 black pawn · f6 black knight · g6 black pawn · d5 white pawn · e5 black pawn · c4 white pawn · d4 black knight · e4 white pawn · a3 white pawn · c3 white knight · e3 white bishop · f3 white knight · b2 white pawn · e2 white bishop · f2 white pawn · g2 white pawn · h2 white pawn · a1 white rook · d1 white queen · f1 white rook · g1 white king | a8 black rook · c8 black bishop · d8 black queen · e8 black rook · g8 black king · a7 black pawn · b7 black pawn · c7 black pawn · f7 black pawn · g7 black bishop · h7 black pawn · d6 black pawn · f6 black knight · g6 black pawn · d5 white pawn · e5 black pawn · c4 white pawn · d4 black knight · e4 white pawn · a3 white pawn · c3 white knight · e3 white bishop · f3 white knight · b2 white pawn · e2 white bishop · f2 white pawn · g2 white pawn · h2 white pawn · a1 white rook · d1 white queen · f1 white rook · g1 white king | a8 black rook · c8 black bishop · d8 black queen · e8 black rook · g8 black king · a7 black pawn · b7 black pawn · c7 black pawn · f7 black pawn · g7 black bishop · h7 black pawn · d6 black pawn · f6 black knight · g6 black pawn · d5 white pawn · e5 black pawn · c4 white pawn · d4 black knight · e4 white pawn · a3 white pawn · c3 white knight · e3 white bishop · f3 white knight · b2 white pawn · e2 white bishop · f2 white pawn · g2 white pawn · h2 white pawn · a1 white rook · d1 white queen · f1 white rook · g1 white king | 1 |
|   | a | b | c | d | e | f | g | h |   |

|   | a | b | c | d | e | f | g | h |   |
| 8 | b8 black rook · c8 black bishop · d8 black queen · f8 black rook · h8 black king · f7 black pawn · h7 black pawn · c6 black knight · d6 black pawn · g6 black pawn · a5 black pawn · d5 white knight · a4 white rook · c4 white bishop · e4 white pawn · f4 white pawn · h4 black bishop · b3 white pawn · c3 white pawn · e3 white knight · d1 white queen · f1 white king · h1 white rook | b8 black rook · c8 black bishop · d8 black queen · f8 black rook · h8 black king · f7 black pawn · h7 black pawn · c6 black knight · d6 black pawn · g6 black pawn · a5 black pawn · d5 white knight · a4 white rook · c4 white bishop · e4 white pawn · f4 white pawn · h4 black bishop · b3 white pawn · c3 white pawn · e3 white knight · d1 white queen · f1 white king · h1 white rook | b8 black rook · c8 black bishop · d8 black queen · f8 black rook · h8 black king · f7 black pawn · h7 black pawn · c6 black knight · d6 black pawn · g6 black pawn · a5 black pawn · d5 white knight · a4 white rook · c4 white bishop · e4 white pawn · f4 white pawn · h4 black bishop · b3 white pawn · c3 white pawn · e3 white knight · d1 white queen · f1 white king · h1 white rook | b8 black rook · c8 black bishop · d8 black queen · f8 black rook · h8 black king · f7 black pawn · h7 black pawn · c6 black knight · d6 black pawn · g6 black pawn · a5 black pawn · d5 white knight · a4 white rook · c4 white bishop · e4 white pawn · f4 white pawn · h4 black bishop · b3 white pawn · c3 white pawn · e3 white knight · d1 white queen · f1 white king · h1 white rook | b8 black rook · c8 black bishop · d8 black queen · f8 black rook · h8 black king · f7 black pawn · h7 black pawn · c6 black knight · d6 black pawn · g6 black pawn · a5 black pawn · d5 white knight · a4 white rook · c4 white bishop · e4 white pawn · f4 white pawn · h4 black bishop · b3 white pawn · c3 white pawn · e3 white knight · d1 white queen · f1 white king · h1 white rook | b8 black rook · c8 black bishop · d8 black queen · f8 black rook · h8 black king · f7 black pawn · h7 black pawn · c6 black knight · d6 black pawn · g6 black pawn · a5 black pawn · d5 white knight · a4 white rook · c4 white bishop · e4 white pawn · f4 white pawn · h4 black bishop · b3 white pawn · c3 white pawn · e3 white knight · d1 white queen · f1 white king · h1 white rook | b8 black rook · c8 black bishop · d8 black queen · f8 black rook · h8 black king · f7 black pawn · h7 black pawn · c6 black knight · d6 black pawn · g6 black pawn · a5 black pawn · d5 white knight · a4 white rook · c4 white bishop · e4 white pawn · f4 white pawn · h4 black bishop · b3 white pawn · c3 white pawn · e3 white knight · d1 white queen · f1 white king · h1 white rook | b8 black rook · c8 black bishop · d8 black queen · f8 black rook · h8 black king · f7 black pawn · h7 black pawn · c6 black knight · d6 black pawn · g6 black pawn · a5 black pawn · d5 white knight · a4 white rook · c4 white bishop · e4 white pawn · f4 white pawn · h4 black bishop · b3 white pawn · c3 white pawn · e3 white knight · d1 white queen · f1 white king · h1 white rook | 8 |
| 7 | b8 black rook · c8 black bishop · d8 black queen · f8 black rook · h8 black king · f7 black pawn · h7 black pawn · c6 black knight · d6 black pawn · g6 black pawn · a5 black pawn · d5 white knight · a4 white rook · c4 white bishop · e4 white pawn · f4 white pawn · h4 black bishop · b3 white pawn · c3 white pawn · e3 white knight · d1 white queen · f1 white king · h1 white rook | b8 black rook · c8 black bishop · d8 black queen · f8 black rook · h8 black king · f7 black pawn · h7 black pawn · c6 black knight · d6 black pawn · g6 black pawn · a5 black pawn · d5 white knight · a4 white rook · c4 white bishop · e4 white pawn · f4 white pawn · h4 black bishop · b3 white pawn · c3 white pawn · e3 white knight · d1 white queen · f1 white king · h1 white rook | b8 black rook · c8 black bishop · d8 black queen · f8 black rook · h8 black king · f7 black pawn · h7 black pawn · c6 black knight · d6 black pawn · g6 black pawn · a5 black pawn · d5 white knight · a4 white rook · c4 white bishop · e4 white pawn · f4 white pawn · h4 black bishop · b3 white pawn · c3 white pawn · e3 white knight · d1 white queen · f1 white king · h1 white rook | b8 black rook · c8 black bishop · d8 black queen · f8 black rook · h8 black king · f7 black pawn · h7 black pawn · c6 black knight · d6 black pawn · g6 black pawn · a5 black pawn · d5 white knight · a4 white rook · c4 white bishop · e4 white pawn · f4 white pawn · h4 black bishop · b3 white pawn · c3 white pawn · e3 white knight · d1 white queen · f1 white king · h1 white rook | b8 black rook · c8 black bishop · d8 black queen · f8 black rook · h8 black king · f7 black pawn · h7 black pawn · c6 black knight · d6 black pawn · g6 black pawn · a5 black pawn · d5 white knight · a4 white rook · c4 white bishop · e4 white pawn · f4 white pawn · h4 black bishop · b3 white pawn · c3 white pawn · e3 white knight · d1 white queen · f1 white king · h1 white rook | b8 black rook · c8 black bishop · d8 black queen · f8 black rook · h8 black king · f7 black pawn · h7 black pawn · c6 black knight · d6 black pawn · g6 black pawn · a5 black pawn · d5 white knight · a4 white rook · c4 white bishop · e4 white pawn · f4 white pawn · h4 black bishop · b3 white pawn · c3 white pawn · e3 white knight · d1 white queen · f1 white king · h1 white rook | b8 black rook · c8 black bishop · d8 black queen · f8 black rook · h8 black king · f7 black pawn · h7 black pawn · c6 black knight · d6 black pawn · g6 black pawn · a5 black pawn · d5 white knight · a4 white rook · c4 white bishop · e4 white pawn · f4 white pawn · h4 black bishop · b3 white pawn · c3 white pawn · e3 white knight · d1 white queen · f1 white king · h1 white rook | b8 black rook · c8 black bishop · d8 black queen · f8 black rook · h8 black king · f7 black pawn · h7 black pawn · c6 black knight · d6 black pawn · g6 black pawn · a5 black pawn · d5 white knight · a4 white rook · c4 white bishop · e4 white pawn · f4 white pawn · h4 black bishop · b3 white pawn · c3 white pawn · e3 white knight · d1 white queen · f1 white king · h1 white rook | 7 |
| 6 | b8 black rook · c8 black bishop · d8 black queen · f8 black rook · h8 black king · f7 black pawn · h7 black pawn · c6 black knight · d6 black pawn · g6 black pawn · a5 black pawn · d5 white knight · a4 white rook · c4 white bishop · e4 white pawn · f4 white pawn · h4 black bishop · b3 white pawn · c3 white pawn · e3 white knight · d1 white queen · f1 white king · h1 white rook | b8 black rook · c8 black bishop · d8 black queen · f8 black rook · h8 black king · f7 black pawn · h7 black pawn · c6 black knight · d6 black pawn · g6 black pawn · a5 black pawn · d5 white knight · a4 white rook · c4 white bishop · e4 white pawn · f4 white pawn · h4 black bishop · b3 white pawn · c3 white pawn · e3 white knight · d1 white queen · f1 white king · h1 white rook | b8 black rook · c8 black bishop · d8 black queen · f8 black rook · h8 black king · f7 black pawn · h7 black pawn · c6 black knight · d6 black pawn · g6 black pawn · a5 black pawn · d5 white knight · a4 white rook · c4 white bishop · e4 white pawn · f4 white pawn · h4 black bishop · b3 white pawn · c3 white pawn · e3 white knight · d1 white queen · f1 white king · h1 white rook | b8 black rook · c8 black bishop · d8 black queen · f8 black rook · h8 black king · f7 black pawn · h7 black pawn · c6 black knight · d6 black pawn · g6 black pawn · a5 black pawn · d5 white knight · a4 white rook · c4 white bishop · e4 white pawn · f4 white pawn · h4 black bishop · b3 white pawn · c3 white pawn · e3 white knight · d1 white queen · f1 white king · h1 white rook | b8 black rook · c8 black bishop · d8 black queen · f8 black rook · h8 black king · f7 black pawn · h7 black pawn · c6 black knight · d6 black pawn · g6 black pawn · a5 black pawn · d5 white knight · a4 white rook · c4 white bishop · e4 white pawn · f4 white pawn · h4 black bishop · b3 white pawn · c3 white pawn · e3 white knight · d1 white queen · f1 white king · h1 white rook | b8 black rook · c8 black bishop · d8 black queen · f8 black rook · h8 black king · f7 black pawn · h7 black pawn · c6 black knight · d6 black pawn · g6 black pawn · a5 black pawn · d5 white knight · a4 white rook · c4 white bishop · e4 white pawn · f4 white pawn · h4 black bishop · b3 white pawn · c3 white pawn · e3 white knight · d1 white queen · f1 white king · h1 white rook | b8 black rook · c8 black bishop · d8 black queen · f8 black rook · h8 black king · f7 black pawn · h7 black pawn · c6 black knight · d6 black pawn · g6 black pawn · a5 black pawn · d5 white knight · a4 white rook · c4 white bishop · e4 white pawn · f4 white pawn · h4 black bishop · b3 white pawn · c3 white pawn · e3 white knight · d1 white queen · f1 white king · h1 white rook | b8 black rook · c8 black bishop · d8 black queen · f8 black rook · h8 black king · f7 black pawn · h7 black pawn · c6 black knight · d6 black pawn · g6 black pawn · a5 black pawn · d5 white knight · a4 white rook · c4 white bishop · e4 white pawn · f4 white pawn · h4 black bishop · b3 white pawn · c3 white pawn · e3 white knight · d1 white queen · f1 white king · h1 white rook | 6 |
| 5 | b8 black rook · c8 black bishop · d8 black queen · f8 black rook · h8 black king · f7 black pawn · h7 black pawn · c6 black knight · d6 black pawn · g6 black pawn · a5 black pawn · d5 white knight · a4 white rook · c4 white bishop · e4 white pawn · f4 white pawn · h4 black bishop · b3 white pawn · c3 white pawn · e3 white knight · d1 white queen · f1 white king · h1 white rook | b8 black rook · c8 black bishop · d8 black queen · f8 black rook · h8 black king · f7 black pawn · h7 black pawn · c6 black knight · d6 black pawn · g6 black pawn · a5 black pawn · d5 white knight · a4 white rook · c4 white bishop · e4 white pawn · f4 white pawn · h4 black bishop · b3 white pawn · c3 white pawn · e3 white knight · d1 white queen · f1 white king · h1 white rook | b8 black rook · c8 black bishop · d8 black queen · f8 black rook · h8 black king · f7 black pawn · h7 black pawn · c6 black knight · d6 black pawn · g6 black pawn · a5 black pawn · d5 white knight · a4 white rook · c4 white bishop · e4 white pawn · f4 white pawn · h4 black bishop · b3 white pawn · c3 white pawn · e3 white knight · d1 white queen · f1 white king · h1 white rook | b8 black rook · c8 black bishop · d8 black queen · f8 black rook · h8 black king · f7 black pawn · h7 black pawn · c6 black knight · d6 black pawn · g6 black pawn · a5 black pawn · d5 white knight · a4 white rook · c4 white bishop · e4 white pawn · f4 white pawn · h4 black bishop · b3 white pawn · c3 white pawn · e3 white knight · d1 white queen · f1 white king · h1 white rook | b8 black rook · c8 black bishop · d8 black queen · f8 black rook · h8 black king · f7 black pawn · h7 black pawn · c6 black knight · d6 black pawn · g6 black pawn · a5 black pawn · d5 white knight · a4 white rook · c4 white bishop · e4 white pawn · f4 white pawn · h4 black bishop · b3 white pawn · c3 white pawn · e3 white knight · d1 white queen · f1 white king · h1 white rook | b8 black rook · c8 black bishop · d8 black queen · f8 black rook · h8 black king · f7 black pawn · h7 black pawn · c6 black knight · d6 black pawn · g6 black pawn · a5 black pawn · d5 white knight · a4 white rook · c4 white bishop · e4 white pawn · f4 white pawn · h4 black bishop · b3 white pawn · c3 white pawn · e3 white knight · d1 white queen · f1 white king · h1 white rook | b8 black rook · c8 black bishop · d8 black queen · f8 black rook · h8 black king · f7 black pawn · h7 black pawn · c6 black knight · d6 black pawn · g6 black pawn · a5 black pawn · d5 white knight · a4 white rook · c4 white bishop · e4 white pawn · f4 white pawn · h4 black bishop · b3 white pawn · c3 white pawn · e3 white knight · d1 white queen · f1 white king · h1 white rook | b8 black rook · c8 black bishop · d8 black queen · f8 black rook · h8 black king · f7 black pawn · h7 black pawn · c6 black knight · d6 black pawn · g6 black pawn · a5 black pawn · d5 white knight · a4 white rook · c4 white bishop · e4 white pawn · f4 white pawn · h4 black bishop · b3 white pawn · c3 white pawn · e3 white knight · d1 white queen · f1 white king · h1 white rook | 5 |
| 4 | b8 black rook · c8 black bishop · d8 black queen · f8 black rook · h8 black king · f7 black pawn · h7 black pawn · c6 black knight · d6 black pawn · g6 black pawn · a5 black pawn · d5 white knight · a4 white rook · c4 white bishop · e4 white pawn · f4 white pawn · h4 black bishop · b3 white pawn · c3 white pawn · e3 white knight · d1 white queen · f1 white king · h1 white rook | b8 black rook · c8 black bishop · d8 black queen · f8 black rook · h8 black king · f7 black pawn · h7 black pawn · c6 black knight · d6 black pawn · g6 black pawn · a5 black pawn · d5 white knight · a4 white rook · c4 white bishop · e4 white pawn · f4 white pawn · h4 black bishop · b3 white pawn · c3 white pawn · e3 white knight · d1 white queen · f1 white king · h1 white rook | b8 black rook · c8 black bishop · d8 black queen · f8 black rook · h8 black king · f7 black pawn · h7 black pawn · c6 black knight · d6 black pawn · g6 black pawn · a5 black pawn · d5 white knight · a4 white rook · c4 white bishop · e4 white pawn · f4 white pawn · h4 black bishop · b3 white pawn · c3 white pawn · e3 white knight · d1 white queen · f1 white king · h1 white rook | b8 black rook · c8 black bishop · d8 black queen · f8 black rook · h8 black king · f7 black pawn · h7 black pawn · c6 black knight · d6 black pawn · g6 black pawn · a5 black pawn · d5 white knight · a4 white rook · c4 white bishop · e4 white pawn · f4 white pawn · h4 black bishop · b3 white pawn · c3 white pawn · e3 white knight · d1 white queen · f1 white king · h1 white rook | b8 black rook · c8 black bishop · d8 black queen · f8 black rook · h8 black king · f7 black pawn · h7 black pawn · c6 black knight · d6 black pawn · g6 black pawn · a5 black pawn · d5 white knight · a4 white rook · c4 white bishop · e4 white pawn · f4 white pawn · h4 black bishop · b3 white pawn · c3 white pawn · e3 white knight · d1 white queen · f1 white king · h1 white rook | b8 black rook · c8 black bishop · d8 black queen · f8 black rook · h8 black king · f7 black pawn · h7 black pawn · c6 black knight · d6 black pawn · g6 black pawn · a5 black pawn · d5 white knight · a4 white rook · c4 white bishop · e4 white pawn · f4 white pawn · h4 black bishop · b3 white pawn · c3 white pawn · e3 white knight · d1 white queen · f1 white king · h1 white rook | b8 black rook · c8 black bishop · d8 black queen · f8 black rook · h8 black king · f7 black pawn · h7 black pawn · c6 black knight · d6 black pawn · g6 black pawn · a5 black pawn · d5 white knight · a4 white rook · c4 white bishop · e4 white pawn · f4 white pawn · h4 black bishop · b3 white pawn · c3 white pawn · e3 white knight · d1 white queen · f1 white king · h1 white rook | b8 black rook · c8 black bishop · d8 black queen · f8 black rook · h8 black king · f7 black pawn · h7 black pawn · c6 black knight · d6 black pawn · g6 black pawn · a5 black pawn · d5 white knight · a4 white rook · c4 white bishop · e4 white pawn · f4 white pawn · h4 black bishop · b3 white pawn · c3 white pawn · e3 white knight · d1 white queen · f1 white king · h1 white rook | 4 |
| 3 | b8 black rook · c8 black bishop · d8 black queen · f8 black rook · h8 black king · f7 black pawn · h7 black pawn · c6 black knight · d6 black pawn · g6 black pawn · a5 black pawn · d5 white knight · a4 white rook · c4 white bishop · e4 white pawn · f4 white pawn · h4 black bishop · b3 white pawn · c3 white pawn · e3 white knight · d1 white queen · f1 white king · h1 white rook | b8 black rook · c8 black bishop · d8 black queen · f8 black rook · h8 black king · f7 black pawn · h7 black pawn · c6 black knight · d6 black pawn · g6 black pawn · a5 black pawn · d5 white knight · a4 white rook · c4 white bishop · e4 white pawn · f4 white pawn · h4 black bishop · b3 white pawn · c3 white pawn · e3 white knight · d1 white queen · f1 white king · h1 white rook | b8 black rook · c8 black bishop · d8 black queen · f8 black rook · h8 black king · f7 black pawn · h7 black pawn · c6 black knight · d6 black pawn · g6 black pawn · a5 black pawn · d5 white knight · a4 white rook · c4 white bishop · e4 white pawn · f4 white pawn · h4 black bishop · b3 white pawn · c3 white pawn · e3 white knight · d1 white queen · f1 white king · h1 white rook | b8 black rook · c8 black bishop · d8 black queen · f8 black rook · h8 black king · f7 black pawn · h7 black pawn · c6 black knight · d6 black pawn · g6 black pawn · a5 black pawn · d5 white knight · a4 white rook · c4 white bishop · e4 white pawn · f4 white pawn · h4 black bishop · b3 white pawn · c3 white pawn · e3 white knight · d1 white queen · f1 white king · h1 white rook | b8 black rook · c8 black bishop · d8 black queen · f8 black rook · h8 black king · f7 black pawn · h7 black pawn · c6 black knight · d6 black pawn · g6 black pawn · a5 black pawn · d5 white knight · a4 white rook · c4 white bishop · e4 white pawn · f4 white pawn · h4 black bishop · b3 white pawn · c3 white pawn · e3 white knight · d1 white queen · f1 white king · h1 white rook | b8 black rook · c8 black bishop · d8 black queen · f8 black rook · h8 black king · f7 black pawn · h7 black pawn · c6 black knight · d6 black pawn · g6 black pawn · a5 black pawn · d5 white knight · a4 white rook · c4 white bishop · e4 white pawn · f4 white pawn · h4 black bishop · b3 white pawn · c3 white pawn · e3 white knight · d1 white queen · f1 white king · h1 white rook | b8 black rook · c8 black bishop · d8 black queen · f8 black rook · h8 black king · f7 black pawn · h7 black pawn · c6 black knight · d6 black pawn · g6 black pawn · a5 black pawn · d5 white knight · a4 white rook · c4 white bishop · e4 white pawn · f4 white pawn · h4 black bishop · b3 white pawn · c3 white pawn · e3 white knight · d1 white queen · f1 white king · h1 white rook | b8 black rook · c8 black bishop · d8 black queen · f8 black rook · h8 black king · f7 black pawn · h7 black pawn · c6 black knight · d6 black pawn · g6 black pawn · a5 black pawn · d5 white knight · a4 white rook · c4 white bishop · e4 white pawn · f4 white pawn · h4 black bishop · b3 white pawn · c3 white pawn · e3 white knight · d1 white queen · f1 white king · h1 white rook | 3 |
| 2 | b8 black rook · c8 black bishop · d8 black queen · f8 black rook · h8 black king · f7 black pawn · h7 black pawn · c6 black knight · d6 black pawn · g6 black pawn · a5 black pawn · d5 white knight · a4 white rook · c4 white bishop · e4 white pawn · f4 white pawn · h4 black bishop · b3 white pawn · c3 white pawn · e3 white knight · d1 white queen · f1 white king · h1 white rook | b8 black rook · c8 black bishop · d8 black queen · f8 black rook · h8 black king · f7 black pawn · h7 black pawn · c6 black knight · d6 black pawn · g6 black pawn · a5 black pawn · d5 white knight · a4 white rook · c4 white bishop · e4 white pawn · f4 white pawn · h4 black bishop · b3 white pawn · c3 white pawn · e3 white knight · d1 white queen · f1 white king · h1 white rook | b8 black rook · c8 black bishop · d8 black queen · f8 black rook · h8 black king · f7 black pawn · h7 black pawn · c6 black knight · d6 black pawn · g6 black pawn · a5 black pawn · d5 white knight · a4 white rook · c4 white bishop · e4 white pawn · f4 white pawn · h4 black bishop · b3 white pawn · c3 white pawn · e3 white knight · d1 white queen · f1 white king · h1 white rook | b8 black rook · c8 black bishop · d8 black queen · f8 black rook · h8 black king · f7 black pawn · h7 black pawn · c6 black knight · d6 black pawn · g6 black pawn · a5 black pawn · d5 white knight · a4 white rook · c4 white bishop · e4 white pawn · f4 white pawn · h4 black bishop · b3 white pawn · c3 white pawn · e3 white knight · d1 white queen · f1 white king · h1 white rook | b8 black rook · c8 black bishop · d8 black queen · f8 black rook · h8 black king · f7 black pawn · h7 black pawn · c6 black knight · d6 black pawn · g6 black pawn · a5 black pawn · d5 white knight · a4 white rook · c4 white bishop · e4 white pawn · f4 white pawn · h4 black bishop · b3 white pawn · c3 white pawn · e3 white knight · d1 white queen · f1 white king · h1 white rook | b8 black rook · c8 black bishop · d8 black queen · f8 black rook · h8 black king · f7 black pawn · h7 black pawn · c6 black knight · d6 black pawn · g6 black pawn · a5 black pawn · d5 white knight · a4 white rook · c4 white bishop · e4 white pawn · f4 white pawn · h4 black bishop · b3 white pawn · c3 white pawn · e3 white knight · d1 white queen · f1 white king · h1 white rook | b8 black rook · c8 black bishop · d8 black queen · f8 black rook · h8 black king · f7 black pawn · h7 black pawn · c6 black knight · d6 black pawn · g6 black pawn · a5 black pawn · d5 white knight · a4 white rook · c4 white bishop · e4 white pawn · f4 white pawn · h4 black bishop · b3 white pawn · c3 white pawn · e3 white knight · d1 white queen · f1 white king · h1 white rook | b8 black rook · c8 black bishop · d8 black queen · f8 black rook · h8 black king · f7 black pawn · h7 black pawn · c6 black knight · d6 black pawn · g6 black pawn · a5 black pawn · d5 white knight · a4 white rook · c4 white bishop · e4 white pawn · f4 white pawn · h4 black bishop · b3 white pawn · c3 white pawn · e3 white knight · d1 white queen · f1 white king · h1 white rook | 2 |
| 1 | b8 black rook · c8 black bishop · d8 black queen · f8 black rook · h8 black king · f7 black pawn · h7 black pawn · c6 black knight · d6 black pawn · g6 black pawn · a5 black pawn · d5 white knight · a4 white rook · c4 white bishop · e4 white pawn · f4 white pawn · h4 black bishop · b3 white pawn · c3 white pawn · e3 white knight · d1 white queen · f1 white king · h1 white rook | b8 black rook · c8 black bishop · d8 black queen · f8 black rook · h8 black king · f7 black pawn · h7 black pawn · c6 black knight · d6 black pawn · g6 black pawn · a5 black pawn · d5 white knight · a4 white rook · c4 white bishop · e4 white pawn · f4 white pawn · h4 black bishop · b3 white pawn · c3 white pawn · e3 white knight · d1 white queen · f1 white king · h1 white rook | b8 black rook · c8 black bishop · d8 black queen · f8 black rook · h8 black king · f7 black pawn · h7 black pawn · c6 black knight · d6 black pawn · g6 black pawn · a5 black pawn · d5 white knight · a4 white rook · c4 white bishop · e4 white pawn · f4 white pawn · h4 black bishop · b3 white pawn · c3 white pawn · e3 white knight · d1 white queen · f1 white king · h1 white rook | b8 black rook · c8 black bishop · d8 black queen · f8 black rook · h8 black king · f7 black pawn · h7 black pawn · c6 black knight · d6 black pawn · g6 black pawn · a5 black pawn · d5 white knight · a4 white rook · c4 white bishop · e4 white pawn · f4 white pawn · h4 black bishop · b3 white pawn · c3 white pawn · e3 white knight · d1 white queen · f1 white king · h1 white rook | b8 black rook · c8 black bishop · d8 black queen · f8 black rook · h8 black king · f7 black pawn · h7 black pawn · c6 black knight · d6 black pawn · g6 black pawn · a5 black pawn · d5 white knight · a4 white rook · c4 white bishop · e4 white pawn · f4 white pawn · h4 black bishop · b3 white pawn · c3 white pawn · e3 white knight · d1 white queen · f1 white king · h1 white rook | b8 black rook · c8 black bishop · d8 black queen · f8 black rook · h8 black king · f7 black pawn · h7 black pawn · c6 black knight · d6 black pawn · g6 black pawn · a5 black pawn · d5 white knight · a4 white rook · c4 white bishop · e4 white pawn · f4 white pawn · h4 black bishop · b3 white pawn · c3 white pawn · e3 white knight · d1 white queen · f1 white king · h1 white rook | b8 black rook · c8 black bishop · d8 black queen · f8 black rook · h8 black king · f7 black pawn · h7 black pawn · c6 black knight · d6 black pawn · g6 black pawn · a5 black pawn · d5 white knight · a4 white rook · c4 white bishop · e4 white pawn · f4 white pawn · h4 black bishop · b3 white pawn · c3 white pawn · e3 white knight · d1 white queen · f1 white king · h1 white rook | b8 black rook · c8 black bishop · d8 black queen · f8 black rook · h8 black king · f7 black pawn · h7 black pawn · c6 black knight · d6 black pawn · g6 black pawn · a5 black pawn · d5 white knight · a4 white rook · c4 white bishop · e4 white pawn · f4 white pawn · h4 black bishop · b3 white pawn · c3 white pawn · e3 white knight · d1 white queen · f1 white king · h1 white rook | 1 |
|   | a | b | c | d | e | f | g | h |   |

Друга употреба која се види у позицији лијево, која проистиче из отварања танго црних скакача послије 1. д4 Сф6 2. ц4 Nц6 3. Сф3 e6 4. a3 д6 5. Сц3 г6!? 6. e4 Лг7 7. Лe2 0-0 8. 0-0 Тe8 9. Лe3 e5 10. д5 Сд4! Аутори Ричард Палисер и Георги Орлов, у својим књигама о том отварању обојица примјећују да црнов топ на e8 индиректно напада (енг. X-rays) бијелог e-пјешака кроз црног пјешака на e5. Ако 11. Сxд4 exд4 12. Лxд4 Сxe4 13. Сxe4 Тxe4. Идентична позиција је постигнута, осим што бијели није играо a2–a3, у краљевој индијској одбрани послије 1. д4 Сф6 2. ц4 г6 3. Сц3 Лг7 4. e4 д6 5. Сф3 0-0 6. Лe2 e5 7. 0-0 Сц6 8. Лe3 Тe8 9. д5 Сд4!
Из позиције десно, произлажећи из Свешникове варијанте сицилијанске одбране, Атанас Колев и Трајко Недев опажају, "На ф1 краљ је индиректо нападнут од стране ф8 топа". Они анализирају могући наставак 22. ф5 23. e:ф5 Л:ф5 24. С:ф5 Т:ф5 25. Дг4 Лг5 (искориштавајући везивање дуж ф колоне) 26. Kг2? Л:ф4 27. С:ф4 Тг5 28. С:г6+ Kг7 и бијели је предао у Делхев–Котанијан, Kusadasi 2006.
|   | a | b | c | d | e | f | g | h |   |
| 8 | a8 black rook · c8 black knight · e8 black rook · g8 black king · b7 black pawn · d7 black knight · f7 black pawn · g7 black pawn · a6 black pawn · c6 black pawn · d6 black bishop · h6 black pawn · a5 white pawn · d5 black pawn · f5 white pawn · b4 white pawn · d4 white pawn · e4 white pawn · h4 black queen · c3 white knight · d3 white bishop · h3 white pawn · c2 white queen · d2 white bishop · g2 white pawn · b1 white rook · e1 white rook · g1 white king | a8 black rook · c8 black knight · e8 black rook · g8 black king · b7 black pawn · d7 black knight · f7 black pawn · g7 black pawn · a6 black pawn · c6 black pawn · d6 black bishop · h6 black pawn · a5 white pawn · d5 black pawn · f5 white pawn · b4 white pawn · d4 white pawn · e4 white pawn · h4 black queen · c3 white knight · d3 white bishop · h3 white pawn · c2 white queen · d2 white bishop · g2 white pawn · b1 white rook · e1 white rook · g1 white king | a8 black rook · c8 black knight · e8 black rook · g8 black king · b7 black pawn · d7 black knight · f7 black pawn · g7 black pawn · a6 black pawn · c6 black pawn · d6 black bishop · h6 black pawn · a5 white pawn · d5 black pawn · f5 white pawn · b4 white pawn · d4 white pawn · e4 white pawn · h4 black queen · c3 white knight · d3 white bishop · h3 white pawn · c2 white queen · d2 white bishop · g2 white pawn · b1 white rook · e1 white rook · g1 white king | a8 black rook · c8 black knight · e8 black rook · g8 black king · b7 black pawn · d7 black knight · f7 black pawn · g7 black pawn · a6 black pawn · c6 black pawn · d6 black bishop · h6 black pawn · a5 white pawn · d5 black pawn · f5 white pawn · b4 white pawn · d4 white pawn · e4 white pawn · h4 black queen · c3 white knight · d3 white bishop · h3 white pawn · c2 white queen · d2 white bishop · g2 white pawn · b1 white rook · e1 white rook · g1 white king | a8 black rook · c8 black knight · e8 black rook · g8 black king · b7 black pawn · d7 black knight · f7 black pawn · g7 black pawn · a6 black pawn · c6 black pawn · d6 black bishop · h6 black pawn · a5 white pawn · d5 black pawn · f5 white pawn · b4 white pawn · d4 white pawn · e4 white pawn · h4 black queen · c3 white knight · d3 white bishop · h3 white pawn · c2 white queen · d2 white bishop · g2 white pawn · b1 white rook · e1 white rook · g1 white king | a8 black rook · c8 black knight · e8 black rook · g8 black king · b7 black pawn · d7 black knight · f7 black pawn · g7 black pawn · a6 black pawn · c6 black pawn · d6 black bishop · h6 black pawn · a5 white pawn · d5 black pawn · f5 white pawn · b4 white pawn · d4 white pawn · e4 white pawn · h4 black queen · c3 white knight · d3 white bishop · h3 white pawn · c2 white queen · d2 white bishop · g2 white pawn · b1 white rook · e1 white rook · g1 white king | a8 black rook · c8 black knight · e8 black rook · g8 black king · b7 black pawn · d7 black knight · f7 black pawn · g7 black pawn · a6 black pawn · c6 black pawn · d6 black bishop · h6 black pawn · a5 white pawn · d5 black pawn · f5 white pawn · b4 white pawn · d4 white pawn · e4 white pawn · h4 black queen · c3 white knight · d3 white bishop · h3 white pawn · c2 white queen · d2 white bishop · g2 white pawn · b1 white rook · e1 white rook · g1 white king | a8 black rook · c8 black knight · e8 black rook · g8 black king · b7 black pawn · d7 black knight · f7 black pawn · g7 black pawn · a6 black pawn · c6 black pawn · d6 black bishop · h6 black pawn · a5 white pawn · d5 black pawn · f5 white pawn · b4 white pawn · d4 white pawn · e4 white pawn · h4 black queen · c3 white knight · d3 white bishop · h3 white pawn · c2 white queen · d2 white bishop · g2 white pawn · b1 white rook · e1 white rook · g1 white king | 8 |
| 7 | a8 black rook · c8 black knight · e8 black rook · g8 black king · b7 black pawn · d7 black knight · f7 black pawn · g7 black pawn · a6 black pawn · c6 black pawn · d6 black bishop · h6 black pawn · a5 white pawn · d5 black pawn · f5 white pawn · b4 white pawn · d4 white pawn · e4 white pawn · h4 black queen · c3 white knight · d3 white bishop · h3 white pawn · c2 white queen · d2 white bishop · g2 white pawn · b1 white rook · e1 white rook · g1 white king | a8 black rook · c8 black knight · e8 black rook · g8 black king · b7 black pawn · d7 black knight · f7 black pawn · g7 black pawn · a6 black pawn · c6 black pawn · d6 black bishop · h6 black pawn · a5 white pawn · d5 black pawn · f5 white pawn · b4 white pawn · d4 white pawn · e4 white pawn · h4 black queen · c3 white knight · d3 white bishop · h3 white pawn · c2 white queen · d2 white bishop · g2 white pawn · b1 white rook · e1 white rook · g1 white king | a8 black rook · c8 black knight · e8 black rook · g8 black king · b7 black pawn · d7 black knight · f7 black pawn · g7 black pawn · a6 black pawn · c6 black pawn · d6 black bishop · h6 black pawn · a5 white pawn · d5 black pawn · f5 white pawn · b4 white pawn · d4 white pawn · e4 white pawn · h4 black queen · c3 white knight · d3 white bishop · h3 white pawn · c2 white queen · d2 white bishop · g2 white pawn · b1 white rook · e1 white rook · g1 white king | a8 black rook · c8 black knight · e8 black rook · g8 black king · b7 black pawn · d7 black knight · f7 black pawn · g7 black pawn · a6 black pawn · c6 black pawn · d6 black bishop · h6 black pawn · a5 white pawn · d5 black pawn · f5 white pawn · b4 white pawn · d4 white pawn · e4 white pawn · h4 black queen · c3 white knight · d3 white bishop · h3 white pawn · c2 white queen · d2 white bishop · g2 white pawn · b1 white rook · e1 white rook · g1 white king | a8 black rook · c8 black knight · e8 black rook · g8 black king · b7 black pawn · d7 black knight · f7 black pawn · g7 black pawn · a6 black pawn · c6 black pawn · d6 black bishop · h6 black pawn · a5 white pawn · d5 black pawn · f5 white pawn · b4 white pawn · d4 white pawn · e4 white pawn · h4 black queen · c3 white knight · d3 white bishop · h3 white pawn · c2 white queen · d2 white bishop · g2 white pawn · b1 white rook · e1 white rook · g1 white king | a8 black rook · c8 black knight · e8 black rook · g8 black king · b7 black pawn · d7 black knight · f7 black pawn · g7 black pawn · a6 black pawn · c6 black pawn · d6 black bishop · h6 black pawn · a5 white pawn · d5 black pawn · f5 white pawn · b4 white pawn · d4 white pawn · e4 white pawn · h4 black queen · c3 white knight · d3 white bishop · h3 white pawn · c2 white queen · d2 white bishop · g2 white pawn · b1 white rook · e1 white rook · g1 white king | a8 black rook · c8 black knight · e8 black rook · g8 black king · b7 black pawn · d7 black knight · f7 black pawn · g7 black pawn · a6 black pawn · c6 black pawn · d6 black bishop · h6 black pawn · a5 white pawn · d5 black pawn · f5 white pawn · b4 white pawn · d4 white pawn · e4 white pawn · h4 black queen · c3 white knight · d3 white bishop · h3 white pawn · c2 white queen · d2 white bishop · g2 white pawn · b1 white rook · e1 white rook · g1 white king | a8 black rook · c8 black knight · e8 black rook · g8 black king · b7 black pawn · d7 black knight · f7 black pawn · g7 black pawn · a6 black pawn · c6 black pawn · d6 black bishop · h6 black pawn · a5 white pawn · d5 black pawn · f5 white pawn · b4 white pawn · d4 white pawn · e4 white pawn · h4 black queen · c3 white knight · d3 white bishop · h3 white pawn · c2 white queen · d2 white bishop · g2 white pawn · b1 white rook · e1 white rook · g1 white king | 7 |
| 6 | a8 black rook · c8 black knight · e8 black rook · g8 black king · b7 black pawn · d7 black knight · f7 black pawn · g7 black pawn · a6 black pawn · c6 black pawn · d6 black bishop · h6 black pawn · a5 white pawn · d5 black pawn · f5 white pawn · b4 white pawn · d4 white pawn · e4 white pawn · h4 black queen · c3 white knight · d3 white bishop · h3 white pawn · c2 white queen · d2 white bishop · g2 white pawn · b1 white rook · e1 white rook · g1 white king | a8 black rook · c8 black knight · e8 black rook · g8 black king · b7 black pawn · d7 black knight · f7 black pawn · g7 black pawn · a6 black pawn · c6 black pawn · d6 black bishop · h6 black pawn · a5 white pawn · d5 black pawn · f5 white pawn · b4 white pawn · d4 white pawn · e4 white pawn · h4 black queen · c3 white knight · d3 white bishop · h3 white pawn · c2 white queen · d2 white bishop · g2 white pawn · b1 white rook · e1 white rook · g1 white king | a8 black rook · c8 black knight · e8 black rook · g8 black king · b7 black pawn · d7 black knight · f7 black pawn · g7 black pawn · a6 black pawn · c6 black pawn · d6 black bishop · h6 black pawn · a5 white pawn · d5 black pawn · f5 white pawn · b4 white pawn · d4 white pawn · e4 white pawn · h4 black queen · c3 white knight · d3 white bishop · h3 white pawn · c2 white queen · d2 white bishop · g2 white pawn · b1 white rook · e1 white rook · g1 white king | a8 black rook · c8 black knight · e8 black rook · g8 black king · b7 black pawn · d7 black knight · f7 black pawn · g7 black pawn · a6 black pawn · c6 black pawn · d6 black bishop · h6 black pawn · a5 white pawn · d5 black pawn · f5 white pawn · b4 white pawn · d4 white pawn · e4 white pawn · h4 black queen · c3 white knight · d3 white bishop · h3 white pawn · c2 white queen · d2 white bishop · g2 white pawn · b1 white rook · e1 white rook · g1 white king | a8 black rook · c8 black knight · e8 black rook · g8 black king · b7 black pawn · d7 black knight · f7 black pawn · g7 black pawn · a6 black pawn · c6 black pawn · d6 black bishop · h6 black pawn · a5 white pawn · d5 black pawn · f5 white pawn · b4 white pawn · d4 white pawn · e4 white pawn · h4 black queen · c3 white knight · d3 white bishop · h3 white pawn · c2 white queen · d2 white bishop · g2 white pawn · b1 white rook · e1 white rook · g1 white king | a8 black rook · c8 black knight · e8 black rook · g8 black king · b7 black pawn · d7 black knight · f7 black pawn · g7 black pawn · a6 black pawn · c6 black pawn · d6 black bishop · h6 black pawn · a5 white pawn · d5 black pawn · f5 white pawn · b4 white pawn · d4 white pawn · e4 white pawn · h4 black queen · c3 white knight · d3 white bishop · h3 white pawn · c2 white queen · d2 white bishop · g2 white pawn · b1 white rook · e1 white rook · g1 white king | a8 black rook · c8 black knight · e8 black rook · g8 black king · b7 black pawn · d7 black knight · f7 black pawn · g7 black pawn · a6 black pawn · c6 black pawn · d6 black bishop · h6 black pawn · a5 white pawn · d5 black pawn · f5 white pawn · b4 white pawn · d4 white pawn · e4 white pawn · h4 black queen · c3 white knight · d3 white bishop · h3 white pawn · c2 white queen · d2 white bishop · g2 white pawn · b1 white rook · e1 white rook · g1 white king | a8 black rook · c8 black knight · e8 black rook · g8 black king · b7 black pawn · d7 black knight · f7 black pawn · g7 black pawn · a6 black pawn · c6 black pawn · d6 black bishop · h6 black pawn · a5 white pawn · d5 black pawn · f5 white pawn · b4 white pawn · d4 white pawn · e4 white pawn · h4 black queen · c3 white knight · d3 white bishop · h3 white pawn · c2 white queen · d2 white bishop · g2 white pawn · b1 white rook · e1 white rook · g1 white king | 6 |
| 5 | a8 black rook · c8 black knight · e8 black rook · g8 black king · b7 black pawn · d7 black knight · f7 black pawn · g7 black pawn · a6 black pawn · c6 black pawn · d6 black bishop · h6 black pawn · a5 white pawn · d5 black pawn · f5 white pawn · b4 white pawn · d4 white pawn · e4 white pawn · h4 black queen · c3 white knight · d3 white bishop · h3 white pawn · c2 white queen · d2 white bishop · g2 white pawn · b1 white rook · e1 white rook · g1 white king | a8 black rook · c8 black knight · e8 black rook · g8 black king · b7 black pawn · d7 black knight · f7 black pawn · g7 black pawn · a6 black pawn · c6 black pawn · d6 black bishop · h6 black pawn · a5 white pawn · d5 black pawn · f5 white pawn · b4 white pawn · d4 white pawn · e4 white pawn · h4 black queen · c3 white knight · d3 white bishop · h3 white pawn · c2 white queen · d2 white bishop · g2 white pawn · b1 white rook · e1 white rook · g1 white king | a8 black rook · c8 black knight · e8 black rook · g8 black king · b7 black pawn · d7 black knight · f7 black pawn · g7 black pawn · a6 black pawn · c6 black pawn · d6 black bishop · h6 black pawn · a5 white pawn · d5 black pawn · f5 white pawn · b4 white pawn · d4 white pawn · e4 white pawn · h4 black queen · c3 white knight · d3 white bishop · h3 white pawn · c2 white queen · d2 white bishop · g2 white pawn · b1 white rook · e1 white rook · g1 white king | a8 black rook · c8 black knight · e8 black rook · g8 black king · b7 black pawn · d7 black knight · f7 black pawn · g7 black pawn · a6 black pawn · c6 black pawn · d6 black bishop · h6 black pawn · a5 white pawn · d5 black pawn · f5 white pawn · b4 white pawn · d4 white pawn · e4 white pawn · h4 black queen · c3 white knight · d3 white bishop · h3 white pawn · c2 white queen · d2 white bishop · g2 white pawn · b1 white rook · e1 white rook · g1 white king | a8 black rook · c8 black knight · e8 black rook · g8 black king · b7 black pawn · d7 black knight · f7 black pawn · g7 black pawn · a6 black pawn · c6 black pawn · d6 black bishop · h6 black pawn · a5 white pawn · d5 black pawn · f5 white pawn · b4 white pawn · d4 white pawn · e4 white pawn · h4 black queen · c3 white knight · d3 white bishop · h3 white pawn · c2 white queen · d2 white bishop · g2 white pawn · b1 white rook · e1 white rook · g1 white king | a8 black rook · c8 black knight · e8 black rook · g8 black king · b7 black pawn · d7 black knight · f7 black pawn · g7 black pawn · a6 black pawn · c6 black pawn · d6 black bishop · h6 black pawn · a5 white pawn · d5 black pawn · f5 white pawn · b4 white pawn · d4 white pawn · e4 white pawn · h4 black queen · c3 white knight · d3 white bishop · h3 white pawn · c2 white queen · d2 white bishop · g2 white pawn · b1 white rook · e1 white rook · g1 white king | a8 black rook · c8 black knight · e8 black rook · g8 black king · b7 black pawn · d7 black knight · f7 black pawn · g7 black pawn · a6 black pawn · c6 black pawn · d6 black bishop · h6 black pawn · a5 white pawn · d5 black pawn · f5 white pawn · b4 white pawn · d4 white pawn · e4 white pawn · h4 black queen · c3 white knight · d3 white bishop · h3 white pawn · c2 white queen · d2 white bishop · g2 white pawn · b1 white rook · e1 white rook · g1 white king | a8 black rook · c8 black knight · e8 black rook · g8 black king · b7 black pawn · d7 black knight · f7 black pawn · g7 black pawn · a6 black pawn · c6 black pawn · d6 black bishop · h6 black pawn · a5 white pawn · d5 black pawn · f5 white pawn · b4 white pawn · d4 white pawn · e4 white pawn · h4 black queen · c3 white knight · d3 white bishop · h3 white pawn · c2 white queen · d2 white bishop · g2 white pawn · b1 white rook · e1 white rook · g1 white king | 5 |
| 4 | a8 black rook · c8 black knight · e8 black rook · g8 black king · b7 black pawn · d7 black knight · f7 black pawn · g7 black pawn · a6 black pawn · c6 black pawn · d6 black bishop · h6 black pawn · a5 white pawn · d5 black pawn · f5 white pawn · b4 white pawn · d4 white pawn · e4 white pawn · h4 black queen · c3 white knight · d3 white bishop · h3 white pawn · c2 white queen · d2 white bishop · g2 white pawn · b1 white rook · e1 white rook · g1 white king | a8 black rook · c8 black knight · e8 black rook · g8 black king · b7 black pawn · d7 black knight · f7 black pawn · g7 black pawn · a6 black pawn · c6 black pawn · d6 black bishop · h6 black pawn · a5 white pawn · d5 black pawn · f5 white pawn · b4 white pawn · d4 white pawn · e4 white pawn · h4 black queen · c3 white knight · d3 white bishop · h3 white pawn · c2 white queen · d2 white bishop · g2 white pawn · b1 white rook · e1 white rook · g1 white king | a8 black rook · c8 black knight · e8 black rook · g8 black king · b7 black pawn · d7 black knight · f7 black pawn · g7 black pawn · a6 black pawn · c6 black pawn · d6 black bishop · h6 black pawn · a5 white pawn · d5 black pawn · f5 white pawn · b4 white pawn · d4 white pawn · e4 white pawn · h4 black queen · c3 white knight · d3 white bishop · h3 white pawn · c2 white queen · d2 white bishop · g2 white pawn · b1 white rook · e1 white rook · g1 white king | a8 black rook · c8 black knight · e8 black rook · g8 black king · b7 black pawn · d7 black knight · f7 black pawn · g7 black pawn · a6 black pawn · c6 black pawn · d6 black bishop · h6 black pawn · a5 white pawn · d5 black pawn · f5 white pawn · b4 white pawn · d4 white pawn · e4 white pawn · h4 black queen · c3 white knight · d3 white bishop · h3 white pawn · c2 white queen · d2 white bishop · g2 white pawn · b1 white rook · e1 white rook · g1 white king | a8 black rook · c8 black knight · e8 black rook · g8 black king · b7 black pawn · d7 black knight · f7 black pawn · g7 black pawn · a6 black pawn · c6 black pawn · d6 black bishop · h6 black pawn · a5 white pawn · d5 black pawn · f5 white pawn · b4 white pawn · d4 white pawn · e4 white pawn · h4 black queen · c3 white knight · d3 white bishop · h3 white pawn · c2 white queen · d2 white bishop · g2 white pawn · b1 white rook · e1 white rook · g1 white king | a8 black rook · c8 black knight · e8 black rook · g8 black king · b7 black pawn · d7 black knight · f7 black pawn · g7 black pawn · a6 black pawn · c6 black pawn · d6 black bishop · h6 black pawn · a5 white pawn · d5 black pawn · f5 white pawn · b4 white pawn · d4 white pawn · e4 white pawn · h4 black queen · c3 white knight · d3 white bishop · h3 white pawn · c2 white queen · d2 white bishop · g2 white pawn · b1 white rook · e1 white rook · g1 white king | a8 black rook · c8 black knight · e8 black rook · g8 black king · b7 black pawn · d7 black knight · f7 black pawn · g7 black pawn · a6 black pawn · c6 black pawn · d6 black bishop · h6 black pawn · a5 white pawn · d5 black pawn · f5 white pawn · b4 white pawn · d4 white pawn · e4 white pawn · h4 black queen · c3 white knight · d3 white bishop · h3 white pawn · c2 white queen · d2 white bishop · g2 white pawn · b1 white rook · e1 white rook · g1 white king | a8 black rook · c8 black knight · e8 black rook · g8 black king · b7 black pawn · d7 black knight · f7 black pawn · g7 black pawn · a6 black pawn · c6 black pawn · d6 black bishop · h6 black pawn · a5 white pawn · d5 black pawn · f5 white pawn · b4 white pawn · d4 white pawn · e4 white pawn · h4 black queen · c3 white knight · d3 white bishop · h3 white pawn · c2 white queen · d2 white bishop · g2 white pawn · b1 white rook · e1 white rook · g1 white king | 4 |
| 3 | a8 black rook · c8 black knight · e8 black rook · g8 black king · b7 black pawn · d7 black knight · f7 black pawn · g7 black pawn · a6 black pawn · c6 black pawn · d6 black bishop · h6 black pawn · a5 white pawn · d5 black pawn · f5 white pawn · b4 white pawn · d4 white pawn · e4 white pawn · h4 black queen · c3 white knight · d3 white bishop · h3 white pawn · c2 white queen · d2 white bishop · g2 white pawn · b1 white rook · e1 white rook · g1 white king | a8 black rook · c8 black knight · e8 black rook · g8 black king · b7 black pawn · d7 black knight · f7 black pawn · g7 black pawn · a6 black pawn · c6 black pawn · d6 black bishop · h6 black pawn · a5 white pawn · d5 black pawn · f5 white pawn · b4 white pawn · d4 white pawn · e4 white pawn · h4 black queen · c3 white knight · d3 white bishop · h3 white pawn · c2 white queen · d2 white bishop · g2 white pawn · b1 white rook · e1 white rook · g1 white king | a8 black rook · c8 black knight · e8 black rook · g8 black king · b7 black pawn · d7 black knight · f7 black pawn · g7 black pawn · a6 black pawn · c6 black pawn · d6 black bishop · h6 black pawn · a5 white pawn · d5 black pawn · f5 white pawn · b4 white pawn · d4 white pawn · e4 white pawn · h4 black queen · c3 white knight · d3 white bishop · h3 white pawn · c2 white queen · d2 white bishop · g2 white pawn · b1 white rook · e1 white rook · g1 white king | a8 black rook · c8 black knight · e8 black rook · g8 black king · b7 black pawn · d7 black knight · f7 black pawn · g7 black pawn · a6 black pawn · c6 black pawn · d6 black bishop · h6 black pawn · a5 white pawn · d5 black pawn · f5 white pawn · b4 white pawn · d4 white pawn · e4 white pawn · h4 black queen · c3 white knight · d3 white bishop · h3 white pawn · c2 white queen · d2 white bishop · g2 white pawn · b1 white rook · e1 white rook · g1 white king | a8 black rook · c8 black knight · e8 black rook · g8 black king · b7 black pawn · d7 black knight · f7 black pawn · g7 black pawn · a6 black pawn · c6 black pawn · d6 black bishop · h6 black pawn · a5 white pawn · d5 black pawn · f5 white pawn · b4 white pawn · d4 white pawn · e4 white pawn · h4 black queen · c3 white knight · d3 white bishop · h3 white pawn · c2 white queen · d2 white bishop · g2 white pawn · b1 white rook · e1 white rook · g1 white king | a8 black rook · c8 black knight · e8 black rook · g8 black king · b7 black pawn · d7 black knight · f7 black pawn · g7 black pawn · a6 black pawn · c6 black pawn · d6 black bishop · h6 black pawn · a5 white pawn · d5 black pawn · f5 white pawn · b4 white pawn · d4 white pawn · e4 white pawn · h4 black queen · c3 white knight · d3 white bishop · h3 white pawn · c2 white queen · d2 white bishop · g2 white pawn · b1 white rook · e1 white rook · g1 white king | a8 black rook · c8 black knight · e8 black rook · g8 black king · b7 black pawn · d7 black knight · f7 black pawn · g7 black pawn · a6 black pawn · c6 black pawn · d6 black bishop · h6 black pawn · a5 white pawn · d5 black pawn · f5 white pawn · b4 white pawn · d4 white pawn · e4 white pawn · h4 black queen · c3 white knight · d3 white bishop · h3 white pawn · c2 white queen · d2 white bishop · g2 white pawn · b1 white rook · e1 white rook · g1 white king | a8 black rook · c8 black knight · e8 black rook · g8 black king · b7 black pawn · d7 black knight · f7 black pawn · g7 black pawn · a6 black pawn · c6 black pawn · d6 black bishop · h6 black pawn · a5 white pawn · d5 black pawn · f5 white pawn · b4 white pawn · d4 white pawn · e4 white pawn · h4 black queen · c3 white knight · d3 white bishop · h3 white pawn · c2 white queen · d2 white bishop · g2 white pawn · b1 white rook · e1 white rook · g1 white king | 3 |
| 2 | a8 black rook · c8 black knight · e8 black rook · g8 black king · b7 black pawn · d7 black knight · f7 black pawn · g7 black pawn · a6 black pawn · c6 black pawn · d6 black bishop · h6 black pawn · a5 white pawn · d5 black pawn · f5 white pawn · b4 white pawn · d4 white pawn · e4 white pawn · h4 black queen · c3 white knight · d3 white bishop · h3 white pawn · c2 white queen · d2 white bishop · g2 white pawn · b1 white rook · e1 white rook · g1 white king | a8 black rook · c8 black knight · e8 black rook · g8 black king · b7 black pawn · d7 black knight · f7 black pawn · g7 black pawn · a6 black pawn · c6 black pawn · d6 black bishop · h6 black pawn · a5 white pawn · d5 black pawn · f5 white pawn · b4 white pawn · d4 white pawn · e4 white pawn · h4 black queen · c3 white knight · d3 white bishop · h3 white pawn · c2 white queen · d2 white bishop · g2 white pawn · b1 white rook · e1 white rook · g1 white king | a8 black rook · c8 black knight · e8 black rook · g8 black king · b7 black pawn · d7 black knight · f7 black pawn · g7 black pawn · a6 black pawn · c6 black pawn · d6 black bishop · h6 black pawn · a5 white pawn · d5 black pawn · f5 white pawn · b4 white pawn · d4 white pawn · e4 white pawn · h4 black queen · c3 white knight · d3 white bishop · h3 white pawn · c2 white queen · d2 white bishop · g2 white pawn · b1 white rook · e1 white rook · g1 white king | a8 black rook · c8 black knight · e8 black rook · g8 black king · b7 black pawn · d7 black knight · f7 black pawn · g7 black pawn · a6 black pawn · c6 black pawn · d6 black bishop · h6 black pawn · a5 white pawn · d5 black pawn · f5 white pawn · b4 white pawn · d4 white pawn · e4 white pawn · h4 black queen · c3 white knight · d3 white bishop · h3 white pawn · c2 white queen · d2 white bishop · g2 white pawn · b1 white rook · e1 white rook · g1 white king | a8 black rook · c8 black knight · e8 black rook · g8 black king · b7 black pawn · d7 black knight · f7 black pawn · g7 black pawn · a6 black pawn · c6 black pawn · d6 black bishop · h6 black pawn · a5 white pawn · d5 black pawn · f5 white pawn · b4 white pawn · d4 white pawn · e4 white pawn · h4 black queen · c3 white knight · d3 white bishop · h3 white pawn · c2 white queen · d2 white bishop · g2 white pawn · b1 white rook · e1 white rook · g1 white king | a8 black rook · c8 black knight · e8 black rook · g8 black king · b7 black pawn · d7 black knight · f7 black pawn · g7 black pawn · a6 black pawn · c6 black pawn · d6 black bishop · h6 black pawn · a5 white pawn · d5 black pawn · f5 white pawn · b4 white pawn · d4 white pawn · e4 white pawn · h4 black queen · c3 white knight · d3 white bishop · h3 white pawn · c2 white queen · d2 white bishop · g2 white pawn · b1 white rook · e1 white rook · g1 white king | a8 black rook · c8 black knight · e8 black rook · g8 black king · b7 black pawn · d7 black knight · f7 black pawn · g7 black pawn · a6 black pawn · c6 black pawn · d6 black bishop · h6 black pawn · a5 white pawn · d5 black pawn · f5 white pawn · b4 white pawn · d4 white pawn · e4 white pawn · h4 black queen · c3 white knight · d3 white bishop · h3 white pawn · c2 white queen · d2 white bishop · g2 white pawn · b1 white rook · e1 white rook · g1 white king | a8 black rook · c8 black knight · e8 black rook · g8 black king · b7 black pawn · d7 black knight · f7 black pawn · g7 black pawn · a6 black pawn · c6 black pawn · d6 black bishop · h6 black pawn · a5 white pawn · d5 black pawn · f5 white pawn · b4 white pawn · d4 white pawn · e4 white pawn · h4 black queen · c3 white knight · d3 white bishop · h3 white pawn · c2 white queen · d2 white bishop · g2 white pawn · b1 white rook · e1 white rook · g1 white king | 2 |
| 1 | a8 black rook · c8 black knight · e8 black rook · g8 black king · b7 black pawn · d7 black knight · f7 black pawn · g7 black pawn · a6 black pawn · c6 black pawn · d6 black bishop · h6 black pawn · a5 white pawn · d5 black pawn · f5 white pawn · b4 white pawn · d4 white pawn · e4 white pawn · h4 black queen · c3 white knight · d3 white bishop · h3 white pawn · c2 white queen · d2 white bishop · g2 white pawn · b1 white rook · e1 white rook · g1 white king | a8 black rook · c8 black knight · e8 black rook · g8 black king · b7 black pawn · d7 black knight · f7 black pawn · g7 black pawn · a6 black pawn · c6 black pawn · d6 black bishop · h6 black pawn · a5 white pawn · d5 black pawn · f5 white pawn · b4 white pawn · d4 white pawn · e4 white pawn · h4 black queen · c3 white knight · d3 white bishop · h3 white pawn · c2 white queen · d2 white bishop · g2 white pawn · b1 white rook · e1 white rook · g1 white king | a8 black rook · c8 black knight · e8 black rook · g8 black king · b7 black pawn · d7 black knight · f7 black pawn · g7 black pawn · a6 black pawn · c6 black pawn · d6 black bishop · h6 black pawn · a5 white pawn · d5 black pawn · f5 white pawn · b4 white pawn · d4 white pawn · e4 white pawn · h4 black queen · c3 white knight · d3 white bishop · h3 white pawn · c2 white queen · d2 white bishop · g2 white pawn · b1 white rook · e1 white rook · g1 white king | a8 black rook · c8 black knight · e8 black rook · g8 black king · b7 black pawn · d7 black knight · f7 black pawn · g7 black pawn · a6 black pawn · c6 black pawn · d6 black bishop · h6 black pawn · a5 white pawn · d5 black pawn · f5 white pawn · b4 white pawn · d4 white pawn · e4 white pawn · h4 black queen · c3 white knight · d3 white bishop · h3 white pawn · c2 white queen · d2 white bishop · g2 white pawn · b1 white rook · e1 white rook · g1 white king | a8 black rook · c8 black knight · e8 black rook · g8 black king · b7 black pawn · d7 black knight · f7 black pawn · g7 black pawn · a6 black pawn · c6 black pawn · d6 black bishop · h6 black pawn · a5 white pawn · d5 black pawn · f5 white pawn · b4 white pawn · d4 white pawn · e4 white pawn · h4 black queen · c3 white knight · d3 white bishop · h3 white pawn · c2 white queen · d2 white bishop · g2 white pawn · b1 white rook · e1 white rook · g1 white king | a8 black rook · c8 black knight · e8 black rook · g8 black king · b7 black pawn · d7 black knight · f7 black pawn · g7 black pawn · a6 black pawn · c6 black pawn · d6 black bishop · h6 black pawn · a5 white pawn · d5 black pawn · f5 white pawn · b4 white pawn · d4 white pawn · e4 white pawn · h4 black queen · c3 white knight · d3 white bishop · h3 white pawn · c2 white queen · d2 white bishop · g2 white pawn · b1 white rook · e1 white rook · g1 white king | a8 black rook · c8 black knight · e8 black rook · g8 black king · b7 black pawn · d7 black knight · f7 black pawn · g7 black pawn · a6 black pawn · c6 black pawn · d6 black bishop · h6 black pawn · a5 white pawn · d5 black pawn · f5 white pawn · b4 white pawn · d4 white pawn · e4 white pawn · h4 black queen · c3 white knight · d3 white bishop · h3 white pawn · c2 white queen · d2 white bishop · g2 white pawn · b1 white rook · e1 white rook · g1 white king | a8 black rook · c8 black knight · e8 black rook · g8 black king · b7 black pawn · d7 black knight · f7 black pawn · g7 black pawn · a6 black pawn · c6 black pawn · d6 black bishop · h6 black pawn · a5 white pawn · d5 black pawn · f5 white pawn · b4 white pawn · d4 white pawn · e4 white pawn · h4 black queen · c3 white knight · d3 white bishop · h3 white pawn · c2 white queen · d2 white bishop · g2 white pawn · b1 white rook · e1 white rook · g1 white king | 1 |
|   | a | b | c | d | e | f | g | h |   |

|   | a | b | c | d | e | f | g | h |   |
| 8 | a8 black rook · d8 black rook · g8 black king · a7 black pawn · b7 black pawn · c7 black queen · e7 black pawn · f7 black pawn · g7 black bishop · h7 black pawn · d6 black pawn · f6 black knight · g6 black pawn · c4 black bishop · e4 white pawn · f4 white pawn · c3 white knight · e3 white bishop · f3 white bishop · a2 white pawn · b2 white pawn · c2 white pawn · d2 white queen · g2 white pawn · h2 white pawn · a1 white rook · e1 white rook · g1 white king | a8 black rook · d8 black rook · g8 black king · a7 black pawn · b7 black pawn · c7 black queen · e7 black pawn · f7 black pawn · g7 black bishop · h7 black pawn · d6 black pawn · f6 black knight · g6 black pawn · c4 black bishop · e4 white pawn · f4 white pawn · c3 white knight · e3 white bishop · f3 white bishop · a2 white pawn · b2 white pawn · c2 white pawn · d2 white queen · g2 white pawn · h2 white pawn · a1 white rook · e1 white rook · g1 white king | a8 black rook · d8 black rook · g8 black king · a7 black pawn · b7 black pawn · c7 black queen · e7 black pawn · f7 black pawn · g7 black bishop · h7 black pawn · d6 black pawn · f6 black knight · g6 black pawn · c4 black bishop · e4 white pawn · f4 white pawn · c3 white knight · e3 white bishop · f3 white bishop · a2 white pawn · b2 white pawn · c2 white pawn · d2 white queen · g2 white pawn · h2 white pawn · a1 white rook · e1 white rook · g1 white king | a8 black rook · d8 black rook · g8 black king · a7 black pawn · b7 black pawn · c7 black queen · e7 black pawn · f7 black pawn · g7 black bishop · h7 black pawn · d6 black pawn · f6 black knight · g6 black pawn · c4 black bishop · e4 white pawn · f4 white pawn · c3 white knight · e3 white bishop · f3 white bishop · a2 white pawn · b2 white pawn · c2 white pawn · d2 white queen · g2 white pawn · h2 white pawn · a1 white rook · e1 white rook · g1 white king | a8 black rook · d8 black rook · g8 black king · a7 black pawn · b7 black pawn · c7 black queen · e7 black pawn · f7 black pawn · g7 black bishop · h7 black pawn · d6 black pawn · f6 black knight · g6 black pawn · c4 black bishop · e4 white pawn · f4 white pawn · c3 white knight · e3 white bishop · f3 white bishop · a2 white pawn · b2 white pawn · c2 white pawn · d2 white queen · g2 white pawn · h2 white pawn · a1 white rook · e1 white rook · g1 white king | a8 black rook · d8 black rook · g8 black king · a7 black pawn · b7 black pawn · c7 black queen · e7 black pawn · f7 black pawn · g7 black bishop · h7 black pawn · d6 black pawn · f6 black knight · g6 black pawn · c4 black bishop · e4 white pawn · f4 white pawn · c3 white knight · e3 white bishop · f3 white bishop · a2 white pawn · b2 white pawn · c2 white pawn · d2 white queen · g2 white pawn · h2 white pawn · a1 white rook · e1 white rook · g1 white king | a8 black rook · d8 black rook · g8 black king · a7 black pawn · b7 black pawn · c7 black queen · e7 black pawn · f7 black pawn · g7 black bishop · h7 black pawn · d6 black pawn · f6 black knight · g6 black pawn · c4 black bishop · e4 white pawn · f4 white pawn · c3 white knight · e3 white bishop · f3 white bishop · a2 white pawn · b2 white pawn · c2 white pawn · d2 white queen · g2 white pawn · h2 white pawn · a1 white rook · e1 white rook · g1 white king | a8 black rook · d8 black rook · g8 black king · a7 black pawn · b7 black pawn · c7 black queen · e7 black pawn · f7 black pawn · g7 black bishop · h7 black pawn · d6 black pawn · f6 black knight · g6 black pawn · c4 black bishop · e4 white pawn · f4 white pawn · c3 white knight · e3 white bishop · f3 white bishop · a2 white pawn · b2 white pawn · c2 white pawn · d2 white queen · g2 white pawn · h2 white pawn · a1 white rook · e1 white rook · g1 white king | 8 |
| 7 | a8 black rook · d8 black rook · g8 black king · a7 black pawn · b7 black pawn · c7 black queen · e7 black pawn · f7 black pawn · g7 black bishop · h7 black pawn · d6 black pawn · f6 black knight · g6 black pawn · c4 black bishop · e4 white pawn · f4 white pawn · c3 white knight · e3 white bishop · f3 white bishop · a2 white pawn · b2 white pawn · c2 white pawn · d2 white queen · g2 white pawn · h2 white pawn · a1 white rook · e1 white rook · g1 white king | a8 black rook · d8 black rook · g8 black king · a7 black pawn · b7 black pawn · c7 black queen · e7 black pawn · f7 black pawn · g7 black bishop · h7 black pawn · d6 black pawn · f6 black knight · g6 black pawn · c4 black bishop · e4 white pawn · f4 white pawn · c3 white knight · e3 white bishop · f3 white bishop · a2 white pawn · b2 white pawn · c2 white pawn · d2 white queen · g2 white pawn · h2 white pawn · a1 white rook · e1 white rook · g1 white king | a8 black rook · d8 black rook · g8 black king · a7 black pawn · b7 black pawn · c7 black queen · e7 black pawn · f7 black pawn · g7 black bishop · h7 black pawn · d6 black pawn · f6 black knight · g6 black pawn · c4 black bishop · e4 white pawn · f4 white pawn · c3 white knight · e3 white bishop · f3 white bishop · a2 white pawn · b2 white pawn · c2 white pawn · d2 white queen · g2 white pawn · h2 white pawn · a1 white rook · e1 white rook · g1 white king | a8 black rook · d8 black rook · g8 black king · a7 black pawn · b7 black pawn · c7 black queen · e7 black pawn · f7 black pawn · g7 black bishop · h7 black pawn · d6 black pawn · f6 black knight · g6 black pawn · c4 black bishop · e4 white pawn · f4 white pawn · c3 white knight · e3 white bishop · f3 white bishop · a2 white pawn · b2 white pawn · c2 white pawn · d2 white queen · g2 white pawn · h2 white pawn · a1 white rook · e1 white rook · g1 white king | a8 black rook · d8 black rook · g8 black king · a7 black pawn · b7 black pawn · c7 black queen · e7 black pawn · f7 black pawn · g7 black bishop · h7 black pawn · d6 black pawn · f6 black knight · g6 black pawn · c4 black bishop · e4 white pawn · f4 white pawn · c3 white knight · e3 white bishop · f3 white bishop · a2 white pawn · b2 white pawn · c2 white pawn · d2 white queen · g2 white pawn · h2 white pawn · a1 white rook · e1 white rook · g1 white king | a8 black rook · d8 black rook · g8 black king · a7 black pawn · b7 black pawn · c7 black queen · e7 black pawn · f7 black pawn · g7 black bishop · h7 black pawn · d6 black pawn · f6 black knight · g6 black pawn · c4 black bishop · e4 white pawn · f4 white pawn · c3 white knight · e3 white bishop · f3 white bishop · a2 white pawn · b2 white pawn · c2 white pawn · d2 white queen · g2 white pawn · h2 white pawn · a1 white rook · e1 white rook · g1 white king | a8 black rook · d8 black rook · g8 black king · a7 black pawn · b7 black pawn · c7 black queen · e7 black pawn · f7 black pawn · g7 black bishop · h7 black pawn · d6 black pawn · f6 black knight · g6 black pawn · c4 black bishop · e4 white pawn · f4 white pawn · c3 white knight · e3 white bishop · f3 white bishop · a2 white pawn · b2 white pawn · c2 white pawn · d2 white queen · g2 white pawn · h2 white pawn · a1 white rook · e1 white rook · g1 white king | a8 black rook · d8 black rook · g8 black king · a7 black pawn · b7 black pawn · c7 black queen · e7 black pawn · f7 black pawn · g7 black bishop · h7 black pawn · d6 black pawn · f6 black knight · g6 black pawn · c4 black bishop · e4 white pawn · f4 white pawn · c3 white knight · e3 white bishop · f3 white bishop · a2 white pawn · b2 white pawn · c2 white pawn · d2 white queen · g2 white pawn · h2 white pawn · a1 white rook · e1 white rook · g1 white king | 7 |
| 6 | a8 black rook · d8 black rook · g8 black king · a7 black pawn · b7 black pawn · c7 black queen · e7 black pawn · f7 black pawn · g7 black bishop · h7 black pawn · d6 black pawn · f6 black knight · g6 black pawn · c4 black bishop · e4 white pawn · f4 white pawn · c3 white knight · e3 white bishop · f3 white bishop · a2 white pawn · b2 white pawn · c2 white pawn · d2 white queen · g2 white pawn · h2 white pawn · a1 white rook · e1 white rook · g1 white king | a8 black rook · d8 black rook · g8 black king · a7 black pawn · b7 black pawn · c7 black queen · e7 black pawn · f7 black pawn · g7 black bishop · h7 black pawn · d6 black pawn · f6 black knight · g6 black pawn · c4 black bishop · e4 white pawn · f4 white pawn · c3 white knight · e3 white bishop · f3 white bishop · a2 white pawn · b2 white pawn · c2 white pawn · d2 white queen · g2 white pawn · h2 white pawn · a1 white rook · e1 white rook · g1 white king | a8 black rook · d8 black rook · g8 black king · a7 black pawn · b7 black pawn · c7 black queen · e7 black pawn · f7 black pawn · g7 black bishop · h7 black pawn · d6 black pawn · f6 black knight · g6 black pawn · c4 black bishop · e4 white pawn · f4 white pawn · c3 white knight · e3 white bishop · f3 white bishop · a2 white pawn · b2 white pawn · c2 white pawn · d2 white queen · g2 white pawn · h2 white pawn · a1 white rook · e1 white rook · g1 white king | a8 black rook · d8 black rook · g8 black king · a7 black pawn · b7 black pawn · c7 black queen · e7 black pawn · f7 black pawn · g7 black bishop · h7 black pawn · d6 black pawn · f6 black knight · g6 black pawn · c4 black bishop · e4 white pawn · f4 white pawn · c3 white knight · e3 white bishop · f3 white bishop · a2 white pawn · b2 white pawn · c2 white pawn · d2 white queen · g2 white pawn · h2 white pawn · a1 white rook · e1 white rook · g1 white king | a8 black rook · d8 black rook · g8 black king · a7 black pawn · b7 black pawn · c7 black queen · e7 black pawn · f7 black pawn · g7 black bishop · h7 black pawn · d6 black pawn · f6 black knight · g6 black pawn · c4 black bishop · e4 white pawn · f4 white pawn · c3 white knight · e3 white bishop · f3 white bishop · a2 white pawn · b2 white pawn · c2 white pawn · d2 white queen · g2 white pawn · h2 white pawn · a1 white rook · e1 white rook · g1 white king | a8 black rook · d8 black rook · g8 black king · a7 black pawn · b7 black pawn · c7 black queen · e7 black pawn · f7 black pawn · g7 black bishop · h7 black pawn · d6 black pawn · f6 black knight · g6 black pawn · c4 black bishop · e4 white pawn · f4 white pawn · c3 white knight · e3 white bishop · f3 white bishop · a2 white pawn · b2 white pawn · c2 white pawn · d2 white queen · g2 white pawn · h2 white pawn · a1 white rook · e1 white rook · g1 white king | a8 black rook · d8 black rook · g8 black king · a7 black pawn · b7 black pawn · c7 black queen · e7 black pawn · f7 black pawn · g7 black bishop · h7 black pawn · d6 black pawn · f6 black knight · g6 black pawn · c4 black bishop · e4 white pawn · f4 white pawn · c3 white knight · e3 white bishop · f3 white bishop · a2 white pawn · b2 white pawn · c2 white pawn · d2 white queen · g2 white pawn · h2 white pawn · a1 white rook · e1 white rook · g1 white king | a8 black rook · d8 black rook · g8 black king · a7 black pawn · b7 black pawn · c7 black queen · e7 black pawn · f7 black pawn · g7 black bishop · h7 black pawn · d6 black pawn · f6 black knight · g6 black pawn · c4 black bishop · e4 white pawn · f4 white pawn · c3 white knight · e3 white bishop · f3 white bishop · a2 white pawn · b2 white pawn · c2 white pawn · d2 white queen · g2 white pawn · h2 white pawn · a1 white rook · e1 white rook · g1 white king | 6 |
| 5 | a8 black rook · d8 black rook · g8 black king · a7 black pawn · b7 black pawn · c7 black queen · e7 black pawn · f7 black pawn · g7 black bishop · h7 black pawn · d6 black pawn · f6 black knight · g6 black pawn · c4 black bishop · e4 white pawn · f4 white pawn · c3 white knight · e3 white bishop · f3 white bishop · a2 white pawn · b2 white pawn · c2 white pawn · d2 white queen · g2 white pawn · h2 white pawn · a1 white rook · e1 white rook · g1 white king | a8 black rook · d8 black rook · g8 black king · a7 black pawn · b7 black pawn · c7 black queen · e7 black pawn · f7 black pawn · g7 black bishop · h7 black pawn · d6 black pawn · f6 black knight · g6 black pawn · c4 black bishop · e4 white pawn · f4 white pawn · c3 white knight · e3 white bishop · f3 white bishop · a2 white pawn · b2 white pawn · c2 white pawn · d2 white queen · g2 white pawn · h2 white pawn · a1 white rook · e1 white rook · g1 white king | a8 black rook · d8 black rook · g8 black king · a7 black pawn · b7 black pawn · c7 black queen · e7 black pawn · f7 black pawn · g7 black bishop · h7 black pawn · d6 black pawn · f6 black knight · g6 black pawn · c4 black bishop · e4 white pawn · f4 white pawn · c3 white knight · e3 white bishop · f3 white bishop · a2 white pawn · b2 white pawn · c2 white pawn · d2 white queen · g2 white pawn · h2 white pawn · a1 white rook · e1 white rook · g1 white king | a8 black rook · d8 black rook · g8 black king · a7 black pawn · b7 black pawn · c7 black queen · e7 black pawn · f7 black pawn · g7 black bishop · h7 black pawn · d6 black pawn · f6 black knight · g6 black pawn · c4 black bishop · e4 white pawn · f4 white pawn · c3 white knight · e3 white bishop · f3 white bishop · a2 white pawn · b2 white pawn · c2 white pawn · d2 white queen · g2 white pawn · h2 white pawn · a1 white rook · e1 white rook · g1 white king | a8 black rook · d8 black rook · g8 black king · a7 black pawn · b7 black pawn · c7 black queen · e7 black pawn · f7 black pawn · g7 black bishop · h7 black pawn · d6 black pawn · f6 black knight · g6 black pawn · c4 black bishop · e4 white pawn · f4 white pawn · c3 white knight · e3 white bishop · f3 white bishop · a2 white pawn · b2 white pawn · c2 white pawn · d2 white queen · g2 white pawn · h2 white pawn · a1 white rook · e1 white rook · g1 white king | a8 black rook · d8 black rook · g8 black king · a7 black pawn · b7 black pawn · c7 black queen · e7 black pawn · f7 black pawn · g7 black bishop · h7 black pawn · d6 black pawn · f6 black knight · g6 black pawn · c4 black bishop · e4 white pawn · f4 white pawn · c3 white knight · e3 white bishop · f3 white bishop · a2 white pawn · b2 white pawn · c2 white pawn · d2 white queen · g2 white pawn · h2 white pawn · a1 white rook · e1 white rook · g1 white king | a8 black rook · d8 black rook · g8 black king · a7 black pawn · b7 black pawn · c7 black queen · e7 black pawn · f7 black pawn · g7 black bishop · h7 black pawn · d6 black pawn · f6 black knight · g6 black pawn · c4 black bishop · e4 white pawn · f4 white pawn · c3 white knight · e3 white bishop · f3 white bishop · a2 white pawn · b2 white pawn · c2 white pawn · d2 white queen · g2 white pawn · h2 white pawn · a1 white rook · e1 white rook · g1 white king | a8 black rook · d8 black rook · g8 black king · a7 black pawn · b7 black pawn · c7 black queen · e7 black pawn · f7 black pawn · g7 black bishop · h7 black pawn · d6 black pawn · f6 black knight · g6 black pawn · c4 black bishop · e4 white pawn · f4 white pawn · c3 white knight · e3 white bishop · f3 white bishop · a2 white pawn · b2 white pawn · c2 white pawn · d2 white queen · g2 white pawn · h2 white pawn · a1 white rook · e1 white rook · g1 white king | 5 |
| 4 | a8 black rook · d8 black rook · g8 black king · a7 black pawn · b7 black pawn · c7 black queen · e7 black pawn · f7 black pawn · g7 black bishop · h7 black pawn · d6 black pawn · f6 black knight · g6 black pawn · c4 black bishop · e4 white pawn · f4 white pawn · c3 white knight · e3 white bishop · f3 white bishop · a2 white pawn · b2 white pawn · c2 white pawn · d2 white queen · g2 white pawn · h2 white pawn · a1 white rook · e1 white rook · g1 white king | a8 black rook · d8 black rook · g8 black king · a7 black pawn · b7 black pawn · c7 black queen · e7 black pawn · f7 black pawn · g7 black bishop · h7 black pawn · d6 black pawn · f6 black knight · g6 black pawn · c4 black bishop · e4 white pawn · f4 white pawn · c3 white knight · e3 white bishop · f3 white bishop · a2 white pawn · b2 white pawn · c2 white pawn · d2 white queen · g2 white pawn · h2 white pawn · a1 white rook · e1 white rook · g1 white king | a8 black rook · d8 black rook · g8 black king · a7 black pawn · b7 black pawn · c7 black queen · e7 black pawn · f7 black pawn · g7 black bishop · h7 black pawn · d6 black pawn · f6 black knight · g6 black pawn · c4 black bishop · e4 white pawn · f4 white pawn · c3 white knight · e3 white bishop · f3 white bishop · a2 white pawn · b2 white pawn · c2 white pawn · d2 white queen · g2 white pawn · h2 white pawn · a1 white rook · e1 white rook · g1 white king | a8 black rook · d8 black rook · g8 black king · a7 black pawn · b7 black pawn · c7 black queen · e7 black pawn · f7 black pawn · g7 black bishop · h7 black pawn · d6 black pawn · f6 black knight · g6 black pawn · c4 black bishop · e4 white pawn · f4 white pawn · c3 white knight · e3 white bishop · f3 white bishop · a2 white pawn · b2 white pawn · c2 white pawn · d2 white queen · g2 white pawn · h2 white pawn · a1 white rook · e1 white rook · g1 white king | a8 black rook · d8 black rook · g8 black king · a7 black pawn · b7 black pawn · c7 black queen · e7 black pawn · f7 black pawn · g7 black bishop · h7 black pawn · d6 black pawn · f6 black knight · g6 black pawn · c4 black bishop · e4 white pawn · f4 white pawn · c3 white knight · e3 white bishop · f3 white bishop · a2 white pawn · b2 white pawn · c2 white pawn · d2 white queen · g2 white pawn · h2 white pawn · a1 white rook · e1 white rook · g1 white king | a8 black rook · d8 black rook · g8 black king · a7 black pawn · b7 black pawn · c7 black queen · e7 black pawn · f7 black pawn · g7 black bishop · h7 black pawn · d6 black pawn · f6 black knight · g6 black pawn · c4 black bishop · e4 white pawn · f4 white pawn · c3 white knight · e3 white bishop · f3 white bishop · a2 white pawn · b2 white pawn · c2 white pawn · d2 white queen · g2 white pawn · h2 white pawn · a1 white rook · e1 white rook · g1 white king | a8 black rook · d8 black rook · g8 black king · a7 black pawn · b7 black pawn · c7 black queen · e7 black pawn · f7 black pawn · g7 black bishop · h7 black pawn · d6 black pawn · f6 black knight · g6 black pawn · c4 black bishop · e4 white pawn · f4 white pawn · c3 white knight · e3 white bishop · f3 white bishop · a2 white pawn · b2 white pawn · c2 white pawn · d2 white queen · g2 white pawn · h2 white pawn · a1 white rook · e1 white rook · g1 white king | a8 black rook · d8 black rook · g8 black king · a7 black pawn · b7 black pawn · c7 black queen · e7 black pawn · f7 black pawn · g7 black bishop · h7 black pawn · d6 black pawn · f6 black knight · g6 black pawn · c4 black bishop · e4 white pawn · f4 white pawn · c3 white knight · e3 white bishop · f3 white bishop · a2 white pawn · b2 white pawn · c2 white pawn · d2 white queen · g2 white pawn · h2 white pawn · a1 white rook · e1 white rook · g1 white king | 4 |
| 3 | a8 black rook · d8 black rook · g8 black king · a7 black pawn · b7 black pawn · c7 black queen · e7 black pawn · f7 black pawn · g7 black bishop · h7 black pawn · d6 black pawn · f6 black knight · g6 black pawn · c4 black bishop · e4 white pawn · f4 white pawn · c3 white knight · e3 white bishop · f3 white bishop · a2 white pawn · b2 white pawn · c2 white pawn · d2 white queen · g2 white pawn · h2 white pawn · a1 white rook · e1 white rook · g1 white king | a8 black rook · d8 black rook · g8 black king · a7 black pawn · b7 black pawn · c7 black queen · e7 black pawn · f7 black pawn · g7 black bishop · h7 black pawn · d6 black pawn · f6 black knight · g6 black pawn · c4 black bishop · e4 white pawn · f4 white pawn · c3 white knight · e3 white bishop · f3 white bishop · a2 white pawn · b2 white pawn · c2 white pawn · d2 white queen · g2 white pawn · h2 white pawn · a1 white rook · e1 white rook · g1 white king | a8 black rook · d8 black rook · g8 black king · a7 black pawn · b7 black pawn · c7 black queen · e7 black pawn · f7 black pawn · g7 black bishop · h7 black pawn · d6 black pawn · f6 black knight · g6 black pawn · c4 black bishop · e4 white pawn · f4 white pawn · c3 white knight · e3 white bishop · f3 white bishop · a2 white pawn · b2 white pawn · c2 white pawn · d2 white queen · g2 white pawn · h2 white pawn · a1 white rook · e1 white rook · g1 white king | a8 black rook · d8 black rook · g8 black king · a7 black pawn · b7 black pawn · c7 black queen · e7 black pawn · f7 black pawn · g7 black bishop · h7 black pawn · d6 black pawn · f6 black knight · g6 black pawn · c4 black bishop · e4 white pawn · f4 white pawn · c3 white knight · e3 white bishop · f3 white bishop · a2 white pawn · b2 white pawn · c2 white pawn · d2 white queen · g2 white pawn · h2 white pawn · a1 white rook · e1 white rook · g1 white king | a8 black rook · d8 black rook · g8 black king · a7 black pawn · b7 black pawn · c7 black queen · e7 black pawn · f7 black pawn · g7 black bishop · h7 black pawn · d6 black pawn · f6 black knight · g6 black pawn · c4 black bishop · e4 white pawn · f4 white pawn · c3 white knight · e3 white bishop · f3 white bishop · a2 white pawn · b2 white pawn · c2 white pawn · d2 white queen · g2 white pawn · h2 white pawn · a1 white rook · e1 white rook · g1 white king | a8 black rook · d8 black rook · g8 black king · a7 black pawn · b7 black pawn · c7 black queen · e7 black pawn · f7 black pawn · g7 black bishop · h7 black pawn · d6 black pawn · f6 black knight · g6 black pawn · c4 black bishop · e4 white pawn · f4 white pawn · c3 white knight · e3 white bishop · f3 white bishop · a2 white pawn · b2 white pawn · c2 white pawn · d2 white queen · g2 white pawn · h2 white pawn · a1 white rook · e1 white rook · g1 white king | a8 black rook · d8 black rook · g8 black king · a7 black pawn · b7 black pawn · c7 black queen · e7 black pawn · f7 black pawn · g7 black bishop · h7 black pawn · d6 black pawn · f6 black knight · g6 black pawn · c4 black bishop · e4 white pawn · f4 white pawn · c3 white knight · e3 white bishop · f3 white bishop · a2 white pawn · b2 white pawn · c2 white pawn · d2 white queen · g2 white pawn · h2 white pawn · a1 white rook · e1 white rook · g1 white king | a8 black rook · d8 black rook · g8 black king · a7 black pawn · b7 black pawn · c7 black queen · e7 black pawn · f7 black pawn · g7 black bishop · h7 black pawn · d6 black pawn · f6 black knight · g6 black pawn · c4 black bishop · e4 white pawn · f4 white pawn · c3 white knight · e3 white bishop · f3 white bishop · a2 white pawn · b2 white pawn · c2 white pawn · d2 white queen · g2 white pawn · h2 white pawn · a1 white rook · e1 white rook · g1 white king | 3 |
| 2 | a8 black rook · d8 black rook · g8 black king · a7 black pawn · b7 black pawn · c7 black queen · e7 black pawn · f7 black pawn · g7 black bishop · h7 black pawn · d6 black pawn · f6 black knight · g6 black pawn · c4 black bishop · e4 white pawn · f4 white pawn · c3 white knight · e3 white bishop · f3 white bishop · a2 white pawn · b2 white pawn · c2 white pawn · d2 white queen · g2 white pawn · h2 white pawn · a1 white rook · e1 white rook · g1 white king | a8 black rook · d8 black rook · g8 black king · a7 black pawn · b7 black pawn · c7 black queen · e7 black pawn · f7 black pawn · g7 black bishop · h7 black pawn · d6 black pawn · f6 black knight · g6 black pawn · c4 black bishop · e4 white pawn · f4 white pawn · c3 white knight · e3 white bishop · f3 white bishop · a2 white pawn · b2 white pawn · c2 white pawn · d2 white queen · g2 white pawn · h2 white pawn · a1 white rook · e1 white rook · g1 white king | a8 black rook · d8 black rook · g8 black king · a7 black pawn · b7 black pawn · c7 black queen · e7 black pawn · f7 black pawn · g7 black bishop · h7 black pawn · d6 black pawn · f6 black knight · g6 black pawn · c4 black bishop · e4 white pawn · f4 white pawn · c3 white knight · e3 white bishop · f3 white bishop · a2 white pawn · b2 white pawn · c2 white pawn · d2 white queen · g2 white pawn · h2 white pawn · a1 white rook · e1 white rook · g1 white king | a8 black rook · d8 black rook · g8 black king · a7 black pawn · b7 black pawn · c7 black queen · e7 black pawn · f7 black pawn · g7 black bishop · h7 black pawn · d6 black pawn · f6 black knight · g6 black pawn · c4 black bishop · e4 white pawn · f4 white pawn · c3 white knight · e3 white bishop · f3 white bishop · a2 white pawn · b2 white pawn · c2 white pawn · d2 white queen · g2 white pawn · h2 white pawn · a1 white rook · e1 white rook · g1 white king | a8 black rook · d8 black rook · g8 black king · a7 black pawn · b7 black pawn · c7 black queen · e7 black pawn · f7 black pawn · g7 black bishop · h7 black pawn · d6 black pawn · f6 black knight · g6 black pawn · c4 black bishop · e4 white pawn · f4 white pawn · c3 white knight · e3 white bishop · f3 white bishop · a2 white pawn · b2 white pawn · c2 white pawn · d2 white queen · g2 white pawn · h2 white pawn · a1 white rook · e1 white rook · g1 white king | a8 black rook · d8 black rook · g8 black king · a7 black pawn · b7 black pawn · c7 black queen · e7 black pawn · f7 black pawn · g7 black bishop · h7 black pawn · d6 black pawn · f6 black knight · g6 black pawn · c4 black bishop · e4 white pawn · f4 white pawn · c3 white knight · e3 white bishop · f3 white bishop · a2 white pawn · b2 white pawn · c2 white pawn · d2 white queen · g2 white pawn · h2 white pawn · a1 white rook · e1 white rook · g1 white king | a8 black rook · d8 black rook · g8 black king · a7 black pawn · b7 black pawn · c7 black queen · e7 black pawn · f7 black pawn · g7 black bishop · h7 black pawn · d6 black pawn · f6 black knight · g6 black pawn · c4 black bishop · e4 white pawn · f4 white pawn · c3 white knight · e3 white bishop · f3 white bishop · a2 white pawn · b2 white pawn · c2 white pawn · d2 white queen · g2 white pawn · h2 white pawn · a1 white rook · e1 white rook · g1 white king | a8 black rook · d8 black rook · g8 black king · a7 black pawn · b7 black pawn · c7 black queen · e7 black pawn · f7 black pawn · g7 black bishop · h7 black pawn · d6 black pawn · f6 black knight · g6 black pawn · c4 black bishop · e4 white pawn · f4 white pawn · c3 white knight · e3 white bishop · f3 white bishop · a2 white pawn · b2 white pawn · c2 white pawn · d2 white queen · g2 white pawn · h2 white pawn · a1 white rook · e1 white rook · g1 white king | 2 |
| 1 | a8 black rook · d8 black rook · g8 black king · a7 black pawn · b7 black pawn · c7 black queen · e7 black pawn · f7 black pawn · g7 black bishop · h7 black pawn · d6 black pawn · f6 black knight · g6 black pawn · c4 black bishop · e4 white pawn · f4 white pawn · c3 white knight · e3 white bishop · f3 white bishop · a2 white pawn · b2 white pawn · c2 white pawn · d2 white queen · g2 white pawn · h2 white pawn · a1 white rook · e1 white rook · g1 white king | a8 black rook · d8 black rook · g8 black king · a7 black pawn · b7 black pawn · c7 black queen · e7 black pawn · f7 black pawn · g7 black bishop · h7 black pawn · d6 black pawn · f6 black knight · g6 black pawn · c4 black bishop · e4 white pawn · f4 white pawn · c3 white knight · e3 white bishop · f3 white bishop · a2 white pawn · b2 white pawn · c2 white pawn · d2 white queen · g2 white pawn · h2 white pawn · a1 white rook · e1 white rook · g1 white king | a8 black rook · d8 black rook · g8 black king · a7 black pawn · b7 black pawn · c7 black queen · e7 black pawn · f7 black pawn · g7 black bishop · h7 black pawn · d6 black pawn · f6 black knight · g6 black pawn · c4 black bishop · e4 white pawn · f4 white pawn · c3 white knight · e3 white bishop · f3 white bishop · a2 white pawn · b2 white pawn · c2 white pawn · d2 white queen · g2 white pawn · h2 white pawn · a1 white rook · e1 white rook · g1 white king | a8 black rook · d8 black rook · g8 black king · a7 black pawn · b7 black pawn · c7 black queen · e7 black pawn · f7 black pawn · g7 black bishop · h7 black pawn · d6 black pawn · f6 black knight · g6 black pawn · c4 black bishop · e4 white pawn · f4 white pawn · c3 white knight · e3 white bishop · f3 white bishop · a2 white pawn · b2 white pawn · c2 white pawn · d2 white queen · g2 white pawn · h2 white pawn · a1 white rook · e1 white rook · g1 white king | a8 black rook · d8 black rook · g8 black king · a7 black pawn · b7 black pawn · c7 black queen · e7 black pawn · f7 black pawn · g7 black bishop · h7 black pawn · d6 black pawn · f6 black knight · g6 black pawn · c4 black bishop · e4 white pawn · f4 white pawn · c3 white knight · e3 white bishop · f3 white bishop · a2 white pawn · b2 white pawn · c2 white pawn · d2 white queen · g2 white pawn · h2 white pawn · a1 white rook · e1 white rook · g1 white king | a8 black rook · d8 black rook · g8 black king · a7 black pawn · b7 black pawn · c7 black queen · e7 black pawn · f7 black pawn · g7 black bishop · h7 black pawn · d6 black pawn · f6 black knight · g6 black pawn · c4 black bishop · e4 white pawn · f4 white pawn · c3 white knight · e3 white bishop · f3 white bishop · a2 white pawn · b2 white pawn · c2 white pawn · d2 white queen · g2 white pawn · h2 white pawn · a1 white rook · e1 white rook · g1 white king | a8 black rook · d8 black rook · g8 black king · a7 black pawn · b7 black pawn · c7 black queen · e7 black pawn · f7 black pawn · g7 black bishop · h7 black pawn · d6 black pawn · f6 black knight · g6 black pawn · c4 black bishop · e4 white pawn · f4 white pawn · c3 white knight · e3 white bishop · f3 white bishop · a2 white pawn · b2 white pawn · c2 white pawn · d2 white queen · g2 white pawn · h2 white pawn · a1 white rook · e1 white rook · g1 white king | a8 black rook · d8 black rook · g8 black king · a7 black pawn · b7 black pawn · c7 black queen · e7 black pawn · f7 black pawn · g7 black bishop · h7 black pawn · d6 black pawn · f6 black knight · g6 black pawn · c4 black bishop · e4 white pawn · f4 white pawn · c3 white knight · e3 white bishop · f3 white bishop · a2 white pawn · b2 white pawn · c2 white pawn · d2 white queen · g2 white pawn · h2 white pawn · a1 white rook · e1 white rook · g1 white king | 1 |
|   | a | b | c | d | e | f | g | h |   |

Позиција на лијевој страни настаје послије 23. Дд8–г4! у Красенков–Сејраван, 34. шаховска олимпијада, Истанбул 2000. Мајкл Роде пише о Сејраваном 23. потезу, "Држање ствари кроз икс реј на пјешака на д4." Црни би могао одговорити или са 24. e5 или 24. e:д5 са 24. Д:д4+.
Гералд Абрахамс алудира на икс реј концепт, без кориштења тог тремина, када он цитира афоризам, "Ставите свогтопа на линију његове даме, без обзира на то колико других комада интервенише." He writes, "Та пјесма лоших стихова укључује неко искуство". Будући свкетски шампион је играо на тај начин у Раузер–Ботвиник, СССР првенство 1933. Два потеза прије него што се позиција на десној страни постигла, Ботвиник је играо 13. Тфд8, индиректно нападјучи бијелу даму кроз пјешака на д6. Сада Бернард Каферти и Mark Taimanov сугестирају "15. Дф2 да се удаљи од 'икс реј' напада од стране д8 топа". Умјесто тога, игра се наставила 15. Тaц1 e5! 16. б3 д5!!, искориштавајучи дамин положај на истој колони као и топ и водећи до побједе Ботвиника 13 потеза касније.
|   | a | b | c | d | e | f | g | h |   |
| 8 | a8 black rook · c8 black bishop · d8 black queen · e8 black king · h8 black rook · a7 black pawn · b7 black pawn · c7 black pawn · d7 black pawn · f7 black pawn · g7 black pawn · h7 black pawn · c6 white pawn · b4 black bishop · b3 white queen · f3 black pawn · g3 white pawn · a2 white pawn · b2 white pawn · d2 white pawn · e2 white pawn · f2 white pawn · h2 white pawn · a1 white rook · c1 white bishop · e1 white king · f1 white bishop · h1 white rook | a8 black rook · c8 black bishop · d8 black queen · e8 black king · h8 black rook · a7 black pawn · b7 black pawn · c7 black pawn · d7 black pawn · f7 black pawn · g7 black pawn · h7 black pawn · c6 white pawn · b4 black bishop · b3 white queen · f3 black pawn · g3 white pawn · a2 white pawn · b2 white pawn · d2 white pawn · e2 white pawn · f2 white pawn · h2 white pawn · a1 white rook · c1 white bishop · e1 white king · f1 white bishop · h1 white rook | a8 black rook · c8 black bishop · d8 black queen · e8 black king · h8 black rook · a7 black pawn · b7 black pawn · c7 black pawn · d7 black pawn · f7 black pawn · g7 black pawn · h7 black pawn · c6 white pawn · b4 black bishop · b3 white queen · f3 black pawn · g3 white pawn · a2 white pawn · b2 white pawn · d2 white pawn · e2 white pawn · f2 white pawn · h2 white pawn · a1 white rook · c1 white bishop · e1 white king · f1 white bishop · h1 white rook | a8 black rook · c8 black bishop · d8 black queen · e8 black king · h8 black rook · a7 black pawn · b7 black pawn · c7 black pawn · d7 black pawn · f7 black pawn · g7 black pawn · h7 black pawn · c6 white pawn · b4 black bishop · b3 white queen · f3 black pawn · g3 white pawn · a2 white pawn · b2 white pawn · d2 white pawn · e2 white pawn · f2 white pawn · h2 white pawn · a1 white rook · c1 white bishop · e1 white king · f1 white bishop · h1 white rook | a8 black rook · c8 black bishop · d8 black queen · e8 black king · h8 black rook · a7 black pawn · b7 black pawn · c7 black pawn · d7 black pawn · f7 black pawn · g7 black pawn · h7 black pawn · c6 white pawn · b4 black bishop · b3 white queen · f3 black pawn · g3 white pawn · a2 white pawn · b2 white pawn · d2 white pawn · e2 white pawn · f2 white pawn · h2 white pawn · a1 white rook · c1 white bishop · e1 white king · f1 white bishop · h1 white rook | a8 black rook · c8 black bishop · d8 black queen · e8 black king · h8 black rook · a7 black pawn · b7 black pawn · c7 black pawn · d7 black pawn · f7 black pawn · g7 black pawn · h7 black pawn · c6 white pawn · b4 black bishop · b3 white queen · f3 black pawn · g3 white pawn · a2 white pawn · b2 white pawn · d2 white pawn · e2 white pawn · f2 white pawn · h2 white pawn · a1 white rook · c1 white bishop · e1 white king · f1 white bishop · h1 white rook | a8 black rook · c8 black bishop · d8 black queen · e8 black king · h8 black rook · a7 black pawn · b7 black pawn · c7 black pawn · d7 black pawn · f7 black pawn · g7 black pawn · h7 black pawn · c6 white pawn · b4 black bishop · b3 white queen · f3 black pawn · g3 white pawn · a2 white pawn · b2 white pawn · d2 white pawn · e2 white pawn · f2 white pawn · h2 white pawn · a1 white rook · c1 white bishop · e1 white king · f1 white bishop · h1 white rook | a8 black rook · c8 black bishop · d8 black queen · e8 black king · h8 black rook · a7 black pawn · b7 black pawn · c7 black pawn · d7 black pawn · f7 black pawn · g7 black pawn · h7 black pawn · c6 white pawn · b4 black bishop · b3 white queen · f3 black pawn · g3 white pawn · a2 white pawn · b2 white pawn · d2 white pawn · e2 white pawn · f2 white pawn · h2 white pawn · a1 white rook · c1 white bishop · e1 white king · f1 white bishop · h1 white rook | 8 |
| 7 | a8 black rook · c8 black bishop · d8 black queen · e8 black king · h8 black rook · a7 black pawn · b7 black pawn · c7 black pawn · d7 black pawn · f7 black pawn · g7 black pawn · h7 black pawn · c6 white pawn · b4 black bishop · b3 white queen · f3 black pawn · g3 white pawn · a2 white pawn · b2 white pawn · d2 white pawn · e2 white pawn · f2 white pawn · h2 white pawn · a1 white rook · c1 white bishop · e1 white king · f1 white bishop · h1 white rook | a8 black rook · c8 black bishop · d8 black queen · e8 black king · h8 black rook · a7 black pawn · b7 black pawn · c7 black pawn · d7 black pawn · f7 black pawn · g7 black pawn · h7 black pawn · c6 white pawn · b4 black bishop · b3 white queen · f3 black pawn · g3 white pawn · a2 white pawn · b2 white pawn · d2 white pawn · e2 white pawn · f2 white pawn · h2 white pawn · a1 white rook · c1 white bishop · e1 white king · f1 white bishop · h1 white rook | a8 black rook · c8 black bishop · d8 black queen · e8 black king · h8 black rook · a7 black pawn · b7 black pawn · c7 black pawn · d7 black pawn · f7 black pawn · g7 black pawn · h7 black pawn · c6 white pawn · b4 black bishop · b3 white queen · f3 black pawn · g3 white pawn · a2 white pawn · b2 white pawn · d2 white pawn · e2 white pawn · f2 white pawn · h2 white pawn · a1 white rook · c1 white bishop · e1 white king · f1 white bishop · h1 white rook | a8 black rook · c8 black bishop · d8 black queen · e8 black king · h8 black rook · a7 black pawn · b7 black pawn · c7 black pawn · d7 black pawn · f7 black pawn · g7 black pawn · h7 black pawn · c6 white pawn · b4 black bishop · b3 white queen · f3 black pawn · g3 white pawn · a2 white pawn · b2 white pawn · d2 white pawn · e2 white pawn · f2 white pawn · h2 white pawn · a1 white rook · c1 white bishop · e1 white king · f1 white bishop · h1 white rook | a8 black rook · c8 black bishop · d8 black queen · e8 black king · h8 black rook · a7 black pawn · b7 black pawn · c7 black pawn · d7 black pawn · f7 black pawn · g7 black pawn · h7 black pawn · c6 white pawn · b4 black bishop · b3 white queen · f3 black pawn · g3 white pawn · a2 white pawn · b2 white pawn · d2 white pawn · e2 white pawn · f2 white pawn · h2 white pawn · a1 white rook · c1 white bishop · e1 white king · f1 white bishop · h1 white rook | a8 black rook · c8 black bishop · d8 black queen · e8 black king · h8 black rook · a7 black pawn · b7 black pawn · c7 black pawn · d7 black pawn · f7 black pawn · g7 black pawn · h7 black pawn · c6 white pawn · b4 black bishop · b3 white queen · f3 black pawn · g3 white pawn · a2 white pawn · b2 white pawn · d2 white pawn · e2 white pawn · f2 white pawn · h2 white pawn · a1 white rook · c1 white bishop · e1 white king · f1 white bishop · h1 white rook | a8 black rook · c8 black bishop · d8 black queen · e8 black king · h8 black rook · a7 black pawn · b7 black pawn · c7 black pawn · d7 black pawn · f7 black pawn · g7 black pawn · h7 black pawn · c6 white pawn · b4 black bishop · b3 white queen · f3 black pawn · g3 white pawn · a2 white pawn · b2 white pawn · d2 white pawn · e2 white pawn · f2 white pawn · h2 white pawn · a1 white rook · c1 white bishop · e1 white king · f1 white bishop · h1 white rook | a8 black rook · c8 black bishop · d8 black queen · e8 black king · h8 black rook · a7 black pawn · b7 black pawn · c7 black pawn · d7 black pawn · f7 black pawn · g7 black pawn · h7 black pawn · c6 white pawn · b4 black bishop · b3 white queen · f3 black pawn · g3 white pawn · a2 white pawn · b2 white pawn · d2 white pawn · e2 white pawn · f2 white pawn · h2 white pawn · a1 white rook · c1 white bishop · e1 white king · f1 white bishop · h1 white rook | 7 |
| 6 | a8 black rook · c8 black bishop · d8 black queen · e8 black king · h8 black rook · a7 black pawn · b7 black pawn · c7 black pawn · d7 black pawn · f7 black pawn · g7 black pawn · h7 black pawn · c6 white pawn · b4 black bishop · b3 white queen · f3 black pawn · g3 white pawn · a2 white pawn · b2 white pawn · d2 white pawn · e2 white pawn · f2 white pawn · h2 white pawn · a1 white rook · c1 white bishop · e1 white king · f1 white bishop · h1 white rook | a8 black rook · c8 black bishop · d8 black queen · e8 black king · h8 black rook · a7 black pawn · b7 black pawn · c7 black pawn · d7 black pawn · f7 black pawn · g7 black pawn · h7 black pawn · c6 white pawn · b4 black bishop · b3 white queen · f3 black pawn · g3 white pawn · a2 white pawn · b2 white pawn · d2 white pawn · e2 white pawn · f2 white pawn · h2 white pawn · a1 white rook · c1 white bishop · e1 white king · f1 white bishop · h1 white rook | a8 black rook · c8 black bishop · d8 black queen · e8 black king · h8 black rook · a7 black pawn · b7 black pawn · c7 black pawn · d7 black pawn · f7 black pawn · g7 black pawn · h7 black pawn · c6 white pawn · b4 black bishop · b3 white queen · f3 black pawn · g3 white pawn · a2 white pawn · b2 white pawn · d2 white pawn · e2 white pawn · f2 white pawn · h2 white pawn · a1 white rook · c1 white bishop · e1 white king · f1 white bishop · h1 white rook | a8 black rook · c8 black bishop · d8 black queen · e8 black king · h8 black rook · a7 black pawn · b7 black pawn · c7 black pawn · d7 black pawn · f7 black pawn · g7 black pawn · h7 black pawn · c6 white pawn · b4 black bishop · b3 white queen · f3 black pawn · g3 white pawn · a2 white pawn · b2 white pawn · d2 white pawn · e2 white pawn · f2 white pawn · h2 white pawn · a1 white rook · c1 white bishop · e1 white king · f1 white bishop · h1 white rook | a8 black rook · c8 black bishop · d8 black queen · e8 black king · h8 black rook · a7 black pawn · b7 black pawn · c7 black pawn · d7 black pawn · f7 black pawn · g7 black pawn · h7 black pawn · c6 white pawn · b4 black bishop · b3 white queen · f3 black pawn · g3 white pawn · a2 white pawn · b2 white pawn · d2 white pawn · e2 white pawn · f2 white pawn · h2 white pawn · a1 white rook · c1 white bishop · e1 white king · f1 white bishop · h1 white rook | a8 black rook · c8 black bishop · d8 black queen · e8 black king · h8 black rook · a7 black pawn · b7 black pawn · c7 black pawn · d7 black pawn · f7 black pawn · g7 black pawn · h7 black pawn · c6 white pawn · b4 black bishop · b3 white queen · f3 black pawn · g3 white pawn · a2 white pawn · b2 white pawn · d2 white pawn · e2 white pawn · f2 white pawn · h2 white pawn · a1 white rook · c1 white bishop · e1 white king · f1 white bishop · h1 white rook | a8 black rook · c8 black bishop · d8 black queen · e8 black king · h8 black rook · a7 black pawn · b7 black pawn · c7 black pawn · d7 black pawn · f7 black pawn · g7 black pawn · h7 black pawn · c6 white pawn · b4 black bishop · b3 white queen · f3 black pawn · g3 white pawn · a2 white pawn · b2 white pawn · d2 white pawn · e2 white pawn · f2 white pawn · h2 white pawn · a1 white rook · c1 white bishop · e1 white king · f1 white bishop · h1 white rook | a8 black rook · c8 black bishop · d8 black queen · e8 black king · h8 black rook · a7 black pawn · b7 black pawn · c7 black pawn · d7 black pawn · f7 black pawn · g7 black pawn · h7 black pawn · c6 white pawn · b4 black bishop · b3 white queen · f3 black pawn · g3 white pawn · a2 white pawn · b2 white pawn · d2 white pawn · e2 white pawn · f2 white pawn · h2 white pawn · a1 white rook · c1 white bishop · e1 white king · f1 white bishop · h1 white rook | 6 |
| 5 | a8 black rook · c8 black bishop · d8 black queen · e8 black king · h8 black rook · a7 black pawn · b7 black pawn · c7 black pawn · d7 black pawn · f7 black pawn · g7 black pawn · h7 black pawn · c6 white pawn · b4 black bishop · b3 white queen · f3 black pawn · g3 white pawn · a2 white pawn · b2 white pawn · d2 white pawn · e2 white pawn · f2 white pawn · h2 white pawn · a1 white rook · c1 white bishop · e1 white king · f1 white bishop · h1 white rook | a8 black rook · c8 black bishop · d8 black queen · e8 black king · h8 black rook · a7 black pawn · b7 black pawn · c7 black pawn · d7 black pawn · f7 black pawn · g7 black pawn · h7 black pawn · c6 white pawn · b4 black bishop · b3 white queen · f3 black pawn · g3 white pawn · a2 white pawn · b2 white pawn · d2 white pawn · e2 white pawn · f2 white pawn · h2 white pawn · a1 white rook · c1 white bishop · e1 white king · f1 white bishop · h1 white rook | a8 black rook · c8 black bishop · d8 black queen · e8 black king · h8 black rook · a7 black pawn · b7 black pawn · c7 black pawn · d7 black pawn · f7 black pawn · g7 black pawn · h7 black pawn · c6 white pawn · b4 black bishop · b3 white queen · f3 black pawn · g3 white pawn · a2 white pawn · b2 white pawn · d2 white pawn · e2 white pawn · f2 white pawn · h2 white pawn · a1 white rook · c1 white bishop · e1 white king · f1 white bishop · h1 white rook | a8 black rook · c8 black bishop · d8 black queen · e8 black king · h8 black rook · a7 black pawn · b7 black pawn · c7 black pawn · d7 black pawn · f7 black pawn · g7 black pawn · h7 black pawn · c6 white pawn · b4 black bishop · b3 white queen · f3 black pawn · g3 white pawn · a2 white pawn · b2 white pawn · d2 white pawn · e2 white pawn · f2 white pawn · h2 white pawn · a1 white rook · c1 white bishop · e1 white king · f1 white bishop · h1 white rook | a8 black rook · c8 black bishop · d8 black queen · e8 black king · h8 black rook · a7 black pawn · b7 black pawn · c7 black pawn · d7 black pawn · f7 black pawn · g7 black pawn · h7 black pawn · c6 white pawn · b4 black bishop · b3 white queen · f3 black pawn · g3 white pawn · a2 white pawn · b2 white pawn · d2 white pawn · e2 white pawn · f2 white pawn · h2 white pawn · a1 white rook · c1 white bishop · e1 white king · f1 white bishop · h1 white rook | a8 black rook · c8 black bishop · d8 black queen · e8 black king · h8 black rook · a7 black pawn · b7 black pawn · c7 black pawn · d7 black pawn · f7 black pawn · g7 black pawn · h7 black pawn · c6 white pawn · b4 black bishop · b3 white queen · f3 black pawn · g3 white pawn · a2 white pawn · b2 white pawn · d2 white pawn · e2 white pawn · f2 white pawn · h2 white pawn · a1 white rook · c1 white bishop · e1 white king · f1 white bishop · h1 white rook | a8 black rook · c8 black bishop · d8 black queen · e8 black king · h8 black rook · a7 black pawn · b7 black pawn · c7 black pawn · d7 black pawn · f7 black pawn · g7 black pawn · h7 black pawn · c6 white pawn · b4 black bishop · b3 white queen · f3 black pawn · g3 white pawn · a2 white pawn · b2 white pawn · d2 white pawn · e2 white pawn · f2 white pawn · h2 white pawn · a1 white rook · c1 white bishop · e1 white king · f1 white bishop · h1 white rook | a8 black rook · c8 black bishop · d8 black queen · e8 black king · h8 black rook · a7 black pawn · b7 black pawn · c7 black pawn · d7 black pawn · f7 black pawn · g7 black pawn · h7 black pawn · c6 white pawn · b4 black bishop · b3 white queen · f3 black pawn · g3 white pawn · a2 white pawn · b2 white pawn · d2 white pawn · e2 white pawn · f2 white pawn · h2 white pawn · a1 white rook · c1 white bishop · e1 white king · f1 white bishop · h1 white rook | 5 |
| 4 | a8 black rook · c8 black bishop · d8 black queen · e8 black king · h8 black rook · a7 black pawn · b7 black pawn · c7 black pawn · d7 black pawn · f7 black pawn · g7 black pawn · h7 black pawn · c6 white pawn · b4 black bishop · b3 white queen · f3 black pawn · g3 white pawn · a2 white pawn · b2 white pawn · d2 white pawn · e2 white pawn · f2 white pawn · h2 white pawn · a1 white rook · c1 white bishop · e1 white king · f1 white bishop · h1 white rook | a8 black rook · c8 black bishop · d8 black queen · e8 black king · h8 black rook · a7 black pawn · b7 black pawn · c7 black pawn · d7 black pawn · f7 black pawn · g7 black pawn · h7 black pawn · c6 white pawn · b4 black bishop · b3 white queen · f3 black pawn · g3 white pawn · a2 white pawn · b2 white pawn · d2 white pawn · e2 white pawn · f2 white pawn · h2 white pawn · a1 white rook · c1 white bishop · e1 white king · f1 white bishop · h1 white rook | a8 black rook · c8 black bishop · d8 black queen · e8 black king · h8 black rook · a7 black pawn · b7 black pawn · c7 black pawn · d7 black pawn · f7 black pawn · g7 black pawn · h7 black pawn · c6 white pawn · b4 black bishop · b3 white queen · f3 black pawn · g3 white pawn · a2 white pawn · b2 white pawn · d2 white pawn · e2 white pawn · f2 white pawn · h2 white pawn · a1 white rook · c1 white bishop · e1 white king · f1 white bishop · h1 white rook | a8 black rook · c8 black bishop · d8 black queen · e8 black king · h8 black rook · a7 black pawn · b7 black pawn · c7 black pawn · d7 black pawn · f7 black pawn · g7 black pawn · h7 black pawn · c6 white pawn · b4 black bishop · b3 white queen · f3 black pawn · g3 white pawn · a2 white pawn · b2 white pawn · d2 white pawn · e2 white pawn · f2 white pawn · h2 white pawn · a1 white rook · c1 white bishop · e1 white king · f1 white bishop · h1 white rook | a8 black rook · c8 black bishop · d8 black queen · e8 black king · h8 black rook · a7 black pawn · b7 black pawn · c7 black pawn · d7 black pawn · f7 black pawn · g7 black pawn · h7 black pawn · c6 white pawn · b4 black bishop · b3 white queen · f3 black pawn · g3 white pawn · a2 white pawn · b2 white pawn · d2 white pawn · e2 white pawn · f2 white pawn · h2 white pawn · a1 white rook · c1 white bishop · e1 white king · f1 white bishop · h1 white rook | a8 black rook · c8 black bishop · d8 black queen · e8 black king · h8 black rook · a7 black pawn · b7 black pawn · c7 black pawn · d7 black pawn · f7 black pawn · g7 black pawn · h7 black pawn · c6 white pawn · b4 black bishop · b3 white queen · f3 black pawn · g3 white pawn · a2 white pawn · b2 white pawn · d2 white pawn · e2 white pawn · f2 white pawn · h2 white pawn · a1 white rook · c1 white bishop · e1 white king · f1 white bishop · h1 white rook | a8 black rook · c8 black bishop · d8 black queen · e8 black king · h8 black rook · a7 black pawn · b7 black pawn · c7 black pawn · d7 black pawn · f7 black pawn · g7 black pawn · h7 black pawn · c6 white pawn · b4 black bishop · b3 white queen · f3 black pawn · g3 white pawn · a2 white pawn · b2 white pawn · d2 white pawn · e2 white pawn · f2 white pawn · h2 white pawn · a1 white rook · c1 white bishop · e1 white king · f1 white bishop · h1 white rook | a8 black rook · c8 black bishop · d8 black queen · e8 black king · h8 black rook · a7 black pawn · b7 black pawn · c7 black pawn · d7 black pawn · f7 black pawn · g7 black pawn · h7 black pawn · c6 white pawn · b4 black bishop · b3 white queen · f3 black pawn · g3 white pawn · a2 white pawn · b2 white pawn · d2 white pawn · e2 white pawn · f2 white pawn · h2 white pawn · a1 white rook · c1 white bishop · e1 white king · f1 white bishop · h1 white rook | 4 |
| 3 | a8 black rook · c8 black bishop · d8 black queen · e8 black king · h8 black rook · a7 black pawn · b7 black pawn · c7 black pawn · d7 black pawn · f7 black pawn · g7 black pawn · h7 black pawn · c6 white pawn · b4 black bishop · b3 white queen · f3 black pawn · g3 white pawn · a2 white pawn · b2 white pawn · d2 white pawn · e2 white pawn · f2 white pawn · h2 white pawn · a1 white rook · c1 white bishop · e1 white king · f1 white bishop · h1 white rook | a8 black rook · c8 black bishop · d8 black queen · e8 black king · h8 black rook · a7 black pawn · b7 black pawn · c7 black pawn · d7 black pawn · f7 black pawn · g7 black pawn · h7 black pawn · c6 white pawn · b4 black bishop · b3 white queen · f3 black pawn · g3 white pawn · a2 white pawn · b2 white pawn · d2 white pawn · e2 white pawn · f2 white pawn · h2 white pawn · a1 white rook · c1 white bishop · e1 white king · f1 white bishop · h1 white rook | a8 black rook · c8 black bishop · d8 black queen · e8 black king · h8 black rook · a7 black pawn · b7 black pawn · c7 black pawn · d7 black pawn · f7 black pawn · g7 black pawn · h7 black pawn · c6 white pawn · b4 black bishop · b3 white queen · f3 black pawn · g3 white pawn · a2 white pawn · b2 white pawn · d2 white pawn · e2 white pawn · f2 white pawn · h2 white pawn · a1 white rook · c1 white bishop · e1 white king · f1 white bishop · h1 white rook | a8 black rook · c8 black bishop · d8 black queen · e8 black king · h8 black rook · a7 black pawn · b7 black pawn · c7 black pawn · d7 black pawn · f7 black pawn · g7 black pawn · h7 black pawn · c6 white pawn · b4 black bishop · b3 white queen · f3 black pawn · g3 white pawn · a2 white pawn · b2 white pawn · d2 white pawn · e2 white pawn · f2 white pawn · h2 white pawn · a1 white rook · c1 white bishop · e1 white king · f1 white bishop · h1 white rook | a8 black rook · c8 black bishop · d8 black queen · e8 black king · h8 black rook · a7 black pawn · b7 black pawn · c7 black pawn · d7 black pawn · f7 black pawn · g7 black pawn · h7 black pawn · c6 white pawn · b4 black bishop · b3 white queen · f3 black pawn · g3 white pawn · a2 white pawn · b2 white pawn · d2 white pawn · e2 white pawn · f2 white pawn · h2 white pawn · a1 white rook · c1 white bishop · e1 white king · f1 white bishop · h1 white rook | a8 black rook · c8 black bishop · d8 black queen · e8 black king · h8 black rook · a7 black pawn · b7 black pawn · c7 black pawn · d7 black pawn · f7 black pawn · g7 black pawn · h7 black pawn · c6 white pawn · b4 black bishop · b3 white queen · f3 black pawn · g3 white pawn · a2 white pawn · b2 white pawn · d2 white pawn · e2 white pawn · f2 white pawn · h2 white pawn · a1 white rook · c1 white bishop · e1 white king · f1 white bishop · h1 white rook | a8 black rook · c8 black bishop · d8 black queen · e8 black king · h8 black rook · a7 black pawn · b7 black pawn · c7 black pawn · d7 black pawn · f7 black pawn · g7 black pawn · h7 black pawn · c6 white pawn · b4 black bishop · b3 white queen · f3 black pawn · g3 white pawn · a2 white pawn · b2 white pawn · d2 white pawn · e2 white pawn · f2 white pawn · h2 white pawn · a1 white rook · c1 white bishop · e1 white king · f1 white bishop · h1 white rook | a8 black rook · c8 black bishop · d8 black queen · e8 black king · h8 black rook · a7 black pawn · b7 black pawn · c7 black pawn · d7 black pawn · f7 black pawn · g7 black pawn · h7 black pawn · c6 white pawn · b4 black bishop · b3 white queen · f3 black pawn · g3 white pawn · a2 white pawn · b2 white pawn · d2 white pawn · e2 white pawn · f2 white pawn · h2 white pawn · a1 white rook · c1 white bishop · e1 white king · f1 white bishop · h1 white rook | 3 |
| 2 | a8 black rook · c8 black bishop · d8 black queen · e8 black king · h8 black rook · a7 black pawn · b7 black pawn · c7 black pawn · d7 black pawn · f7 black pawn · g7 black pawn · h7 black pawn · c6 white pawn · b4 black bishop · b3 white queen · f3 black pawn · g3 white pawn · a2 white pawn · b2 white pawn · d2 white pawn · e2 white pawn · f2 white pawn · h2 white pawn · a1 white rook · c1 white bishop · e1 white king · f1 white bishop · h1 white rook | a8 black rook · c8 black bishop · d8 black queen · e8 black king · h8 black rook · a7 black pawn · b7 black pawn · c7 black pawn · d7 black pawn · f7 black pawn · g7 black pawn · h7 black pawn · c6 white pawn · b4 black bishop · b3 white queen · f3 black pawn · g3 white pawn · a2 white pawn · b2 white pawn · d2 white pawn · e2 white pawn · f2 white pawn · h2 white pawn · a1 white rook · c1 white bishop · e1 white king · f1 white bishop · h1 white rook | a8 black rook · c8 black bishop · d8 black queen · e8 black king · h8 black rook · a7 black pawn · b7 black pawn · c7 black pawn · d7 black pawn · f7 black pawn · g7 black pawn · h7 black pawn · c6 white pawn · b4 black bishop · b3 white queen · f3 black pawn · g3 white pawn · a2 white pawn · b2 white pawn · d2 white pawn · e2 white pawn · f2 white pawn · h2 white pawn · a1 white rook · c1 white bishop · e1 white king · f1 white bishop · h1 white rook | a8 black rook · c8 black bishop · d8 black queen · e8 black king · h8 black rook · a7 black pawn · b7 black pawn · c7 black pawn · d7 black pawn · f7 black pawn · g7 black pawn · h7 black pawn · c6 white pawn · b4 black bishop · b3 white queen · f3 black pawn · g3 white pawn · a2 white pawn · b2 white pawn · d2 white pawn · e2 white pawn · f2 white pawn · h2 white pawn · a1 white rook · c1 white bishop · e1 white king · f1 white bishop · h1 white rook | a8 black rook · c8 black bishop · d8 black queen · e8 black king · h8 black rook · a7 black pawn · b7 black pawn · c7 black pawn · d7 black pawn · f7 black pawn · g7 black pawn · h7 black pawn · c6 white pawn · b4 black bishop · b3 white queen · f3 black pawn · g3 white pawn · a2 white pawn · b2 white pawn · d2 white pawn · e2 white pawn · f2 white pawn · h2 white pawn · a1 white rook · c1 white bishop · e1 white king · f1 white bishop · h1 white rook | a8 black rook · c8 black bishop · d8 black queen · e8 black king · h8 black rook · a7 black pawn · b7 black pawn · c7 black pawn · d7 black pawn · f7 black pawn · g7 black pawn · h7 black pawn · c6 white pawn · b4 black bishop · b3 white queen · f3 black pawn · g3 white pawn · a2 white pawn · b2 white pawn · d2 white pawn · e2 white pawn · f2 white pawn · h2 white pawn · a1 white rook · c1 white bishop · e1 white king · f1 white bishop · h1 white rook | a8 black rook · c8 black bishop · d8 black queen · e8 black king · h8 black rook · a7 black pawn · b7 black pawn · c7 black pawn · d7 black pawn · f7 black pawn · g7 black pawn · h7 black pawn · c6 white pawn · b4 black bishop · b3 white queen · f3 black pawn · g3 white pawn · a2 white pawn · b2 white pawn · d2 white pawn · e2 white pawn · f2 white pawn · h2 white pawn · a1 white rook · c1 white bishop · e1 white king · f1 white bishop · h1 white rook | a8 black rook · c8 black bishop · d8 black queen · e8 black king · h8 black rook · a7 black pawn · b7 black pawn · c7 black pawn · d7 black pawn · f7 black pawn · g7 black pawn · h7 black pawn · c6 white pawn · b4 black bishop · b3 white queen · f3 black pawn · g3 white pawn · a2 white pawn · b2 white pawn · d2 white pawn · e2 white pawn · f2 white pawn · h2 white pawn · a1 white rook · c1 white bishop · e1 white king · f1 white bishop · h1 white rook | 2 |
| 1 | a8 black rook · c8 black bishop · d8 black queen · e8 black king · h8 black rook · a7 black pawn · b7 black pawn · c7 black pawn · d7 black pawn · f7 black pawn · g7 black pawn · h7 black pawn · c6 white pawn · b4 black bishop · b3 white queen · f3 black pawn · g3 white pawn · a2 white pawn · b2 white pawn · d2 white pawn · e2 white pawn · f2 white pawn · h2 white pawn · a1 white rook · c1 white bishop · e1 white king · f1 white bishop · h1 white rook | a8 black rook · c8 black bishop · d8 black queen · e8 black king · h8 black rook · a7 black pawn · b7 black pawn · c7 black pawn · d7 black pawn · f7 black pawn · g7 black pawn · h7 black pawn · c6 white pawn · b4 black bishop · b3 white queen · f3 black pawn · g3 white pawn · a2 white pawn · b2 white pawn · d2 white pawn · e2 white pawn · f2 white pawn · h2 white pawn · a1 white rook · c1 white bishop · e1 white king · f1 white bishop · h1 white rook | a8 black rook · c8 black bishop · d8 black queen · e8 black king · h8 black rook · a7 black pawn · b7 black pawn · c7 black pawn · d7 black pawn · f7 black pawn · g7 black pawn · h7 black pawn · c6 white pawn · b4 black bishop · b3 white queen · f3 black pawn · g3 white pawn · a2 white pawn · b2 white pawn · d2 white pawn · e2 white pawn · f2 white pawn · h2 white pawn · a1 white rook · c1 white bishop · e1 white king · f1 white bishop · h1 white rook | a8 black rook · c8 black bishop · d8 black queen · e8 black king · h8 black rook · a7 black pawn · b7 black pawn · c7 black pawn · d7 black pawn · f7 black pawn · g7 black pawn · h7 black pawn · c6 white pawn · b4 black bishop · b3 white queen · f3 black pawn · g3 white pawn · a2 white pawn · b2 white pawn · d2 white pawn · e2 white pawn · f2 white pawn · h2 white pawn · a1 white rook · c1 white bishop · e1 white king · f1 white bishop · h1 white rook | a8 black rook · c8 black bishop · d8 black queen · e8 black king · h8 black rook · a7 black pawn · b7 black pawn · c7 black pawn · d7 black pawn · f7 black pawn · g7 black pawn · h7 black pawn · c6 white pawn · b4 black bishop · b3 white queen · f3 black pawn · g3 white pawn · a2 white pawn · b2 white pawn · d2 white pawn · e2 white pawn · f2 white pawn · h2 white pawn · a1 white rook · c1 white bishop · e1 white king · f1 white bishop · h1 white rook | a8 black rook · c8 black bishop · d8 black queen · e8 black king · h8 black rook · a7 black pawn · b7 black pawn · c7 black pawn · d7 black pawn · f7 black pawn · g7 black pawn · h7 black pawn · c6 white pawn · b4 black bishop · b3 white queen · f3 black pawn · g3 white pawn · a2 white pawn · b2 white pawn · d2 white pawn · e2 white pawn · f2 white pawn · h2 white pawn · a1 white rook · c1 white bishop · e1 white king · f1 white bishop · h1 white rook | a8 black rook · c8 black bishop · d8 black queen · e8 black king · h8 black rook · a7 black pawn · b7 black pawn · c7 black pawn · d7 black pawn · f7 black pawn · g7 black pawn · h7 black pawn · c6 white pawn · b4 black bishop · b3 white queen · f3 black pawn · g3 white pawn · a2 white pawn · b2 white pawn · d2 white pawn · e2 white pawn · f2 white pawn · h2 white pawn · a1 white rook · c1 white bishop · e1 white king · f1 white bishop · h1 white rook | a8 black rook · c8 black bishop · d8 black queen · e8 black king · h8 black rook · a7 black pawn · b7 black pawn · c7 black pawn · d7 black pawn · f7 black pawn · g7 black pawn · h7 black pawn · c6 white pawn · b4 black bishop · b3 white queen · f3 black pawn · g3 white pawn · a2 white pawn · b2 white pawn · d2 white pawn · e2 white pawn · f2 white pawn · h2 white pawn · a1 white rook · c1 white bishop · e1 white king · f1 white bishop · h1 white rook | 1 |
|   | a | b | c | d | e | f | g | h |   |

|   | a | b | c | d | e | f | g | h |   |
| 8 | a7 white queen · f7 black knight · g7 black king · g6 black pawn · e5 black queen · f5 black pawn · h5 black pawn · f4 white rook · h4 white pawn · b3 black rook · g3 white pawn · g2 white bishop · h2 white king | a7 white queen · f7 black knight · g7 black king · g6 black pawn · e5 black queen · f5 black pawn · h5 black pawn · f4 white rook · h4 white pawn · b3 black rook · g3 white pawn · g2 white bishop · h2 white king | a7 white queen · f7 black knight · g7 black king · g6 black pawn · e5 black queen · f5 black pawn · h5 black pawn · f4 white rook · h4 white pawn · b3 black rook · g3 white pawn · g2 white bishop · h2 white king | a7 white queen · f7 black knight · g7 black king · g6 black pawn · e5 black queen · f5 black pawn · h5 black pawn · f4 white rook · h4 white pawn · b3 black rook · g3 white pawn · g2 white bishop · h2 white king | a7 white queen · f7 black knight · g7 black king · g6 black pawn · e5 black queen · f5 black pawn · h5 black pawn · f4 white rook · h4 white pawn · b3 black rook · g3 white pawn · g2 white bishop · h2 white king | a7 white queen · f7 black knight · g7 black king · g6 black pawn · e5 black queen · f5 black pawn · h5 black pawn · f4 white rook · h4 white pawn · b3 black rook · g3 white pawn · g2 white bishop · h2 white king | a7 white queen · f7 black knight · g7 black king · g6 black pawn · e5 black queen · f5 black pawn · h5 black pawn · f4 white rook · h4 white pawn · b3 black rook · g3 white pawn · g2 white bishop · h2 white king | a7 white queen · f7 black knight · g7 black king · g6 black pawn · e5 black queen · f5 black pawn · h5 black pawn · f4 white rook · h4 white pawn · b3 black rook · g3 white pawn · g2 white bishop · h2 white king | 8 |
| 7 | a7 white queen · f7 black knight · g7 black king · g6 black pawn · e5 black queen · f5 black pawn · h5 black pawn · f4 white rook · h4 white pawn · b3 black rook · g3 white pawn · g2 white bishop · h2 white king | a7 white queen · f7 black knight · g7 black king · g6 black pawn · e5 black queen · f5 black pawn · h5 black pawn · f4 white rook · h4 white pawn · b3 black rook · g3 white pawn · g2 white bishop · h2 white king | a7 white queen · f7 black knight · g7 black king · g6 black pawn · e5 black queen · f5 black pawn · h5 black pawn · f4 white rook · h4 white pawn · b3 black rook · g3 white pawn · g2 white bishop · h2 white king | a7 white queen · f7 black knight · g7 black king · g6 black pawn · e5 black queen · f5 black pawn · h5 black pawn · f4 white rook · h4 white pawn · b3 black rook · g3 white pawn · g2 white bishop · h2 white king | a7 white queen · f7 black knight · g7 black king · g6 black pawn · e5 black queen · f5 black pawn · h5 black pawn · f4 white rook · h4 white pawn · b3 black rook · g3 white pawn · g2 white bishop · h2 white king | a7 white queen · f7 black knight · g7 black king · g6 black pawn · e5 black queen · f5 black pawn · h5 black pawn · f4 white rook · h4 white pawn · b3 black rook · g3 white pawn · g2 white bishop · h2 white king | a7 white queen · f7 black knight · g7 black king · g6 black pawn · e5 black queen · f5 black pawn · h5 black pawn · f4 white rook · h4 white pawn · b3 black rook · g3 white pawn · g2 white bishop · h2 white king | a7 white queen · f7 black knight · g7 black king · g6 black pawn · e5 black queen · f5 black pawn · h5 black pawn · f4 white rook · h4 white pawn · b3 black rook · g3 white pawn · g2 white bishop · h2 white king | 7 |
| 6 | a7 white queen · f7 black knight · g7 black king · g6 black pawn · e5 black queen · f5 black pawn · h5 black pawn · f4 white rook · h4 white pawn · b3 black rook · g3 white pawn · g2 white bishop · h2 white king | a7 white queen · f7 black knight · g7 black king · g6 black pawn · e5 black queen · f5 black pawn · h5 black pawn · f4 white rook · h4 white pawn · b3 black rook · g3 white pawn · g2 white bishop · h2 white king | a7 white queen · f7 black knight · g7 black king · g6 black pawn · e5 black queen · f5 black pawn · h5 black pawn · f4 white rook · h4 white pawn · b3 black rook · g3 white pawn · g2 white bishop · h2 white king | a7 white queen · f7 black knight · g7 black king · g6 black pawn · e5 black queen · f5 black pawn · h5 black pawn · f4 white rook · h4 white pawn · b3 black rook · g3 white pawn · g2 white bishop · h2 white king | a7 white queen · f7 black knight · g7 black king · g6 black pawn · e5 black queen · f5 black pawn · h5 black pawn · f4 white rook · h4 white pawn · b3 black rook · g3 white pawn · g2 white bishop · h2 white king | a7 white queen · f7 black knight · g7 black king · g6 black pawn · e5 black queen · f5 black pawn · h5 black pawn · f4 white rook · h4 white pawn · b3 black rook · g3 white pawn · g2 white bishop · h2 white king | a7 white queen · f7 black knight · g7 black king · g6 black pawn · e5 black queen · f5 black pawn · h5 black pawn · f4 white rook · h4 white pawn · b3 black rook · g3 white pawn · g2 white bishop · h2 white king | a7 white queen · f7 black knight · g7 black king · g6 black pawn · e5 black queen · f5 black pawn · h5 black pawn · f4 white rook · h4 white pawn · b3 black rook · g3 white pawn · g2 white bishop · h2 white king | 6 |
| 5 | a7 white queen · f7 black knight · g7 black king · g6 black pawn · e5 black queen · f5 black pawn · h5 black pawn · f4 white rook · h4 white pawn · b3 black rook · g3 white pawn · g2 white bishop · h2 white king | a7 white queen · f7 black knight · g7 black king · g6 black pawn · e5 black queen · f5 black pawn · h5 black pawn · f4 white rook · h4 white pawn · b3 black rook · g3 white pawn · g2 white bishop · h2 white king | a7 white queen · f7 black knight · g7 black king · g6 black pawn · e5 black queen · f5 black pawn · h5 black pawn · f4 white rook · h4 white pawn · b3 black rook · g3 white pawn · g2 white bishop · h2 white king | a7 white queen · f7 black knight · g7 black king · g6 black pawn · e5 black queen · f5 black pawn · h5 black pawn · f4 white rook · h4 white pawn · b3 black rook · g3 white pawn · g2 white bishop · h2 white king | a7 white queen · f7 black knight · g7 black king · g6 black pawn · e5 black queen · f5 black pawn · h5 black pawn · f4 white rook · h4 white pawn · b3 black rook · g3 white pawn · g2 white bishop · h2 white king | a7 white queen · f7 black knight · g7 black king · g6 black pawn · e5 black queen · f5 black pawn · h5 black pawn · f4 white rook · h4 white pawn · b3 black rook · g3 white pawn · g2 white bishop · h2 white king | a7 white queen · f7 black knight · g7 black king · g6 black pawn · e5 black queen · f5 black pawn · h5 black pawn · f4 white rook · h4 white pawn · b3 black rook · g3 white pawn · g2 white bishop · h2 white king | a7 white queen · f7 black knight · g7 black king · g6 black pawn · e5 black queen · f5 black pawn · h5 black pawn · f4 white rook · h4 white pawn · b3 black rook · g3 white pawn · g2 white bishop · h2 white king | 5 |
| 4 | a7 white queen · f7 black knight · g7 black king · g6 black pawn · e5 black queen · f5 black pawn · h5 black pawn · f4 white rook · h4 white pawn · b3 black rook · g3 white pawn · g2 white bishop · h2 white king | a7 white queen · f7 black knight · g7 black king · g6 black pawn · e5 black queen · f5 black pawn · h5 black pawn · f4 white rook · h4 white pawn · b3 black rook · g3 white pawn · g2 white bishop · h2 white king | a7 white queen · f7 black knight · g7 black king · g6 black pawn · e5 black queen · f5 black pawn · h5 black pawn · f4 white rook · h4 white pawn · b3 black rook · g3 white pawn · g2 white bishop · h2 white king | a7 white queen · f7 black knight · g7 black king · g6 black pawn · e5 black queen · f5 black pawn · h5 black pawn · f4 white rook · h4 white pawn · b3 black rook · g3 white pawn · g2 white bishop · h2 white king | a7 white queen · f7 black knight · g7 black king · g6 black pawn · e5 black queen · f5 black pawn · h5 black pawn · f4 white rook · h4 white pawn · b3 black rook · g3 white pawn · g2 white bishop · h2 white king | a7 white queen · f7 black knight · g7 black king · g6 black pawn · e5 black queen · f5 black pawn · h5 black pawn · f4 white rook · h4 white pawn · b3 black rook · g3 white pawn · g2 white bishop · h2 white king | a7 white queen · f7 black knight · g7 black king · g6 black pawn · e5 black queen · f5 black pawn · h5 black pawn · f4 white rook · h4 white pawn · b3 black rook · g3 white pawn · g2 white bishop · h2 white king | a7 white queen · f7 black knight · g7 black king · g6 black pawn · e5 black queen · f5 black pawn · h5 black pawn · f4 white rook · h4 white pawn · b3 black rook · g3 white pawn · g2 white bishop · h2 white king | 4 |
| 3 | a7 white queen · f7 black knight · g7 black king · g6 black pawn · e5 black queen · f5 black pawn · h5 black pawn · f4 white rook · h4 white pawn · b3 black rook · g3 white pawn · g2 white bishop · h2 white king | a7 white queen · f7 black knight · g7 black king · g6 black pawn · e5 black queen · f5 black pawn · h5 black pawn · f4 white rook · h4 white pawn · b3 black rook · g3 white pawn · g2 white bishop · h2 white king | a7 white queen · f7 black knight · g7 black king · g6 black pawn · e5 black queen · f5 black pawn · h5 black pawn · f4 white rook · h4 white pawn · b3 black rook · g3 white pawn · g2 white bishop · h2 white king | a7 white queen · f7 black knight · g7 black king · g6 black pawn · e5 black queen · f5 black pawn · h5 black pawn · f4 white rook · h4 white pawn · b3 black rook · g3 white pawn · g2 white bishop · h2 white king | a7 white queen · f7 black knight · g7 black king · g6 black pawn · e5 black queen · f5 black pawn · h5 black pawn · f4 white rook · h4 white pawn · b3 black rook · g3 white pawn · g2 white bishop · h2 white king | a7 white queen · f7 black knight · g7 black king · g6 black pawn · e5 black queen · f5 black pawn · h5 black pawn · f4 white rook · h4 white pawn · b3 black rook · g3 white pawn · g2 white bishop · h2 white king | a7 white queen · f7 black knight · g7 black king · g6 black pawn · e5 black queen · f5 black pawn · h5 black pawn · f4 white rook · h4 white pawn · b3 black rook · g3 white pawn · g2 white bishop · h2 white king | a7 white queen · f7 black knight · g7 black king · g6 black pawn · e5 black queen · f5 black pawn · h5 black pawn · f4 white rook · h4 white pawn · b3 black rook · g3 white pawn · g2 white bishop · h2 white king | 3 |
| 2 | a7 white queen · f7 black knight · g7 black king · g6 black pawn · e5 black queen · f5 black pawn · h5 black pawn · f4 white rook · h4 white pawn · b3 black rook · g3 white pawn · g2 white bishop · h2 white king | a7 white queen · f7 black knight · g7 black king · g6 black pawn · e5 black queen · f5 black pawn · h5 black pawn · f4 white rook · h4 white pawn · b3 black rook · g3 white pawn · g2 white bishop · h2 white king | a7 white queen · f7 black knight · g7 black king · g6 black pawn · e5 black queen · f5 black pawn · h5 black pawn · f4 white rook · h4 white pawn · b3 black rook · g3 white pawn · g2 white bishop · h2 white king | a7 white queen · f7 black knight · g7 black king · g6 black pawn · e5 black queen · f5 black pawn · h5 black pawn · f4 white rook · h4 white pawn · b3 black rook · g3 white pawn · g2 white bishop · h2 white king | a7 white queen · f7 black knight · g7 black king · g6 black pawn · e5 black queen · f5 black pawn · h5 black pawn · f4 white rook · h4 white pawn · b3 black rook · g3 white pawn · g2 white bishop · h2 white king | a7 white queen · f7 black knight · g7 black king · g6 black pawn · e5 black queen · f5 black pawn · h5 black pawn · f4 white rook · h4 white pawn · b3 black rook · g3 white pawn · g2 white bishop · h2 white king | a7 white queen · f7 black knight · g7 black king · g6 black pawn · e5 black queen · f5 black pawn · h5 black pawn · f4 white rook · h4 white pawn · b3 black rook · g3 white pawn · g2 white bishop · h2 white king | a7 white queen · f7 black knight · g7 black king · g6 black pawn · e5 black queen · f5 black pawn · h5 black pawn · f4 white rook · h4 white pawn · b3 black rook · g3 white pawn · g2 white bishop · h2 white king | 2 |
| 1 | a7 white queen · f7 black knight · g7 black king · g6 black pawn · e5 black queen · f5 black pawn · h5 black pawn · f4 white rook · h4 white pawn · b3 black rook · g3 white pawn · g2 white bishop · h2 white king | a7 white queen · f7 black knight · g7 black king · g6 black pawn · e5 black queen · f5 black pawn · h5 black pawn · f4 white rook · h4 white pawn · b3 black rook · g3 white pawn · g2 white bishop · h2 white king | a7 white queen · f7 black knight · g7 black king · g6 black pawn · e5 black queen · f5 black pawn · h5 black pawn · f4 white rook · h4 white pawn · b3 black rook · g3 white pawn · g2 white bishop · h2 white king | a7 white queen · f7 black knight · g7 black king · g6 black pawn · e5 black queen · f5 black pawn · h5 black pawn · f4 white rook · h4 white pawn · b3 black rook · g3 white pawn · g2 white bishop · h2 white king | a7 white queen · f7 black knight · g7 black king · g6 black pawn · e5 black queen · f5 black pawn · h5 black pawn · f4 white rook · h4 white pawn · b3 black rook · g3 white pawn · g2 white bishop · h2 white king | a7 white queen · f7 black knight · g7 black king · g6 black pawn · e5 black queen · f5 black pawn · h5 black pawn · f4 white rook · h4 white pawn · b3 black rook · g3 white pawn · g2 white bishop · h2 white king | a7 white queen · f7 black knight · g7 black king · g6 black pawn · e5 black queen · f5 black pawn · h5 black pawn · f4 white rook · h4 white pawn · b3 black rook · g3 white pawn · g2 white bishop · h2 white king | a7 white queen · f7 black knight · g7 black king · g6 black pawn · e5 black queen · f5 black pawn · h5 black pawn · f4 white rook · h4 white pawn · b3 black rook · g3 white pawn · g2 white bishop · h2 white king | 1 |
|   | a | b | c | d | e | f | g | h |   |

Позиција на лијево је произишла из енглеског отварања у фамозној минијатури Петросиан–Рe, Вијк ан Зе 1971 послије 1. c4 e5 2. Сц3 Сф6 3. Сф3 Сц6 4. г3 Лб4 5. Сд5 С:д5 6. ц:д5 e4?? 7. д:ц6 e:ф3 8. Дб3! Аутор Јаков Нејштадт цитира игру као примјер "икс реја". Црни је предеао зато што је бијела дама индиректо напала његовог пјешака на б7, преко црног ловца на б4 осваја фигуру послије, 8. a5 (или 8. Дe7) 9. a3 Лц5 10. ц:б7.
Горенаведени примјери укључују латентни напад дуж реда или колоне. Латентни напад дуж дијагонале се такође назива икс реј. Позиција надесно настала у партији Дорман–Тешеховски, 46. СССР првенство Тбилиси 1978. Каферти и Тајманов пишу, "Црни може искористити икс реј напад његове даме на на противничког краља да прекине бијели бастион". Црни је експлоатисао икс реј дуж б8–х2 и побиједио брзо послије 48. г5! 49. х:г5 х4! са одлучним нападом. Игра је закључена 50. г6 K:г6 51. Дa6+ Kг5 52. г:х4+ K:ф4 53. Дц4+ Ke3+ 54. Kх3 KФ2+ 55. Д:б3 С:г5+! а бијели је предао у свејтлу 56. х:г5 Дх8#.
|   | a | b | c | d | e | f | g | h |   |
| 8 | a8 black queen · d8 black rook · g8 black king · f7 black pawn · g7 black pawn · h7 black pawn · a5 black pawn · d5 black rook · h4 white queen · h3 white pawn · d2 white rook · f2 white pawn · g2 white pawn · d1 white rook · g1 white king | a8 black queen · d8 black rook · g8 black king · f7 black pawn · g7 black pawn · h7 black pawn · a5 black pawn · d5 black rook · h4 white queen · h3 white pawn · d2 white rook · f2 white pawn · g2 white pawn · d1 white rook · g1 white king | a8 black queen · d8 black rook · g8 black king · f7 black pawn · g7 black pawn · h7 black pawn · a5 black pawn · d5 black rook · h4 white queen · h3 white pawn · d2 white rook · f2 white pawn · g2 white pawn · d1 white rook · g1 white king | a8 black queen · d8 black rook · g8 black king · f7 black pawn · g7 black pawn · h7 black pawn · a5 black pawn · d5 black rook · h4 white queen · h3 white pawn · d2 white rook · f2 white pawn · g2 white pawn · d1 white rook · g1 white king | a8 black queen · d8 black rook · g8 black king · f7 black pawn · g7 black pawn · h7 black pawn · a5 black pawn · d5 black rook · h4 white queen · h3 white pawn · d2 white rook · f2 white pawn · g2 white pawn · d1 white rook · g1 white king | a8 black queen · d8 black rook · g8 black king · f7 black pawn · g7 black pawn · h7 black pawn · a5 black pawn · d5 black rook · h4 white queen · h3 white pawn · d2 white rook · f2 white pawn · g2 white pawn · d1 white rook · g1 white king | a8 black queen · d8 black rook · g8 black king · f7 black pawn · g7 black pawn · h7 black pawn · a5 black pawn · d5 black rook · h4 white queen · h3 white pawn · d2 white rook · f2 white pawn · g2 white pawn · d1 white rook · g1 white king | a8 black queen · d8 black rook · g8 black king · f7 black pawn · g7 black pawn · h7 black pawn · a5 black pawn · d5 black rook · h4 white queen · h3 white pawn · d2 white rook · f2 white pawn · g2 white pawn · d1 white rook · g1 white king | 8 |
| 7 | a8 black queen · d8 black rook · g8 black king · f7 black pawn · g7 black pawn · h7 black pawn · a5 black pawn · d5 black rook · h4 white queen · h3 white pawn · d2 white rook · f2 white pawn · g2 white pawn · d1 white rook · g1 white king | a8 black queen · d8 black rook · g8 black king · f7 black pawn · g7 black pawn · h7 black pawn · a5 black pawn · d5 black rook · h4 white queen · h3 white pawn · d2 white rook · f2 white pawn · g2 white pawn · d1 white rook · g1 white king | a8 black queen · d8 black rook · g8 black king · f7 black pawn · g7 black pawn · h7 black pawn · a5 black pawn · d5 black rook · h4 white queen · h3 white pawn · d2 white rook · f2 white pawn · g2 white pawn · d1 white rook · g1 white king | a8 black queen · d8 black rook · g8 black king · f7 black pawn · g7 black pawn · h7 black pawn · a5 black pawn · d5 black rook · h4 white queen · h3 white pawn · d2 white rook · f2 white pawn · g2 white pawn · d1 white rook · g1 white king | a8 black queen · d8 black rook · g8 black king · f7 black pawn · g7 black pawn · h7 black pawn · a5 black pawn · d5 black rook · h4 white queen · h3 white pawn · d2 white rook · f2 white pawn · g2 white pawn · d1 white rook · g1 white king | a8 black queen · d8 black rook · g8 black king · f7 black pawn · g7 black pawn · h7 black pawn · a5 black pawn · d5 black rook · h4 white queen · h3 white pawn · d2 white rook · f2 white pawn · g2 white pawn · d1 white rook · g1 white king | a8 black queen · d8 black rook · g8 black king · f7 black pawn · g7 black pawn · h7 black pawn · a5 black pawn · d5 black rook · h4 white queen · h3 white pawn · d2 white rook · f2 white pawn · g2 white pawn · d1 white rook · g1 white king | a8 black queen · d8 black rook · g8 black king · f7 black pawn · g7 black pawn · h7 black pawn · a5 black pawn · d5 black rook · h4 white queen · h3 white pawn · d2 white rook · f2 white pawn · g2 white pawn · d1 white rook · g1 white king | 7 |
| 6 | a8 black queen · d8 black rook · g8 black king · f7 black pawn · g7 black pawn · h7 black pawn · a5 black pawn · d5 black rook · h4 white queen · h3 white pawn · d2 white rook · f2 white pawn · g2 white pawn · d1 white rook · g1 white king | a8 black queen · d8 black rook · g8 black king · f7 black pawn · g7 black pawn · h7 black pawn · a5 black pawn · d5 black rook · h4 white queen · h3 white pawn · d2 white rook · f2 white pawn · g2 white pawn · d1 white rook · g1 white king | a8 black queen · d8 black rook · g8 black king · f7 black pawn · g7 black pawn · h7 black pawn · a5 black pawn · d5 black rook · h4 white queen · h3 white pawn · d2 white rook · f2 white pawn · g2 white pawn · d1 white rook · g1 white king | a8 black queen · d8 black rook · g8 black king · f7 black pawn · g7 black pawn · h7 black pawn · a5 black pawn · d5 black rook · h4 white queen · h3 white pawn · d2 white rook · f2 white pawn · g2 white pawn · d1 white rook · g1 white king | a8 black queen · d8 black rook · g8 black king · f7 black pawn · g7 black pawn · h7 black pawn · a5 black pawn · d5 black rook · h4 white queen · h3 white pawn · d2 white rook · f2 white pawn · g2 white pawn · d1 white rook · g1 white king | a8 black queen · d8 black rook · g8 black king · f7 black pawn · g7 black pawn · h7 black pawn · a5 black pawn · d5 black rook · h4 white queen · h3 white pawn · d2 white rook · f2 white pawn · g2 white pawn · d1 white rook · g1 white king | a8 black queen · d8 black rook · g8 black king · f7 black pawn · g7 black pawn · h7 black pawn · a5 black pawn · d5 black rook · h4 white queen · h3 white pawn · d2 white rook · f2 white pawn · g2 white pawn · d1 white rook · g1 white king | a8 black queen · d8 black rook · g8 black king · f7 black pawn · g7 black pawn · h7 black pawn · a5 black pawn · d5 black rook · h4 white queen · h3 white pawn · d2 white rook · f2 white pawn · g2 white pawn · d1 white rook · g1 white king | 6 |
| 5 | a8 black queen · d8 black rook · g8 black king · f7 black pawn · g7 black pawn · h7 black pawn · a5 black pawn · d5 black rook · h4 white queen · h3 white pawn · d2 white rook · f2 white pawn · g2 white pawn · d1 white rook · g1 white king | a8 black queen · d8 black rook · g8 black king · f7 black pawn · g7 black pawn · h7 black pawn · a5 black pawn · d5 black rook · h4 white queen · h3 white pawn · d2 white rook · f2 white pawn · g2 white pawn · d1 white rook · g1 white king | a8 black queen · d8 black rook · g8 black king · f7 black pawn · g7 black pawn · h7 black pawn · a5 black pawn · d5 black rook · h4 white queen · h3 white pawn · d2 white rook · f2 white pawn · g2 white pawn · d1 white rook · g1 white king | a8 black queen · d8 black rook · g8 black king · f7 black pawn · g7 black pawn · h7 black pawn · a5 black pawn · d5 black rook · h4 white queen · h3 white pawn · d2 white rook · f2 white pawn · g2 white pawn · d1 white rook · g1 white king | a8 black queen · d8 black rook · g8 black king · f7 black pawn · g7 black pawn · h7 black pawn · a5 black pawn · d5 black rook · h4 white queen · h3 white pawn · d2 white rook · f2 white pawn · g2 white pawn · d1 white rook · g1 white king | a8 black queen · d8 black rook · g8 black king · f7 black pawn · g7 black pawn · h7 black pawn · a5 black pawn · d5 black rook · h4 white queen · h3 white pawn · d2 white rook · f2 white pawn · g2 white pawn · d1 white rook · g1 white king | a8 black queen · d8 black rook · g8 black king · f7 black pawn · g7 black pawn · h7 black pawn · a5 black pawn · d5 black rook · h4 white queen · h3 white pawn · d2 white rook · f2 white pawn · g2 white pawn · d1 white rook · g1 white king | a8 black queen · d8 black rook · g8 black king · f7 black pawn · g7 black pawn · h7 black pawn · a5 black pawn · d5 black rook · h4 white queen · h3 white pawn · d2 white rook · f2 white pawn · g2 white pawn · d1 white rook · g1 white king | 5 |
| 4 | a8 black queen · d8 black rook · g8 black king · f7 black pawn · g7 black pawn · h7 black pawn · a5 black pawn · d5 black rook · h4 white queen · h3 white pawn · d2 white rook · f2 white pawn · g2 white pawn · d1 white rook · g1 white king | a8 black queen · d8 black rook · g8 black king · f7 black pawn · g7 black pawn · h7 black pawn · a5 black pawn · d5 black rook · h4 white queen · h3 white pawn · d2 white rook · f2 white pawn · g2 white pawn · d1 white rook · g1 white king | a8 black queen · d8 black rook · g8 black king · f7 black pawn · g7 black pawn · h7 black pawn · a5 black pawn · d5 black rook · h4 white queen · h3 white pawn · d2 white rook · f2 white pawn · g2 white pawn · d1 white rook · g1 white king | a8 black queen · d8 black rook · g8 black king · f7 black pawn · g7 black pawn · h7 black pawn · a5 black pawn · d5 black rook · h4 white queen · h3 white pawn · d2 white rook · f2 white pawn · g2 white pawn · d1 white rook · g1 white king | a8 black queen · d8 black rook · g8 black king · f7 black pawn · g7 black pawn · h7 black pawn · a5 black pawn · d5 black rook · h4 white queen · h3 white pawn · d2 white rook · f2 white pawn · g2 white pawn · d1 white rook · g1 white king | a8 black queen · d8 black rook · g8 black king · f7 black pawn · g7 black pawn · h7 black pawn · a5 black pawn · d5 black rook · h4 white queen · h3 white pawn · d2 white rook · f2 white pawn · g2 white pawn · d1 white rook · g1 white king | a8 black queen · d8 black rook · g8 black king · f7 black pawn · g7 black pawn · h7 black pawn · a5 black pawn · d5 black rook · h4 white queen · h3 white pawn · d2 white rook · f2 white pawn · g2 white pawn · d1 white rook · g1 white king | a8 black queen · d8 black rook · g8 black king · f7 black pawn · g7 black pawn · h7 black pawn · a5 black pawn · d5 black rook · h4 white queen · h3 white pawn · d2 white rook · f2 white pawn · g2 white pawn · d1 white rook · g1 white king | 4 |
| 3 | a8 black queen · d8 black rook · g8 black king · f7 black pawn · g7 black pawn · h7 black pawn · a5 black pawn · d5 black rook · h4 white queen · h3 white pawn · d2 white rook · f2 white pawn · g2 white pawn · d1 white rook · g1 white king | a8 black queen · d8 black rook · g8 black king · f7 black pawn · g7 black pawn · h7 black pawn · a5 black pawn · d5 black rook · h4 white queen · h3 white pawn · d2 white rook · f2 white pawn · g2 white pawn · d1 white rook · g1 white king | a8 black queen · d8 black rook · g8 black king · f7 black pawn · g7 black pawn · h7 black pawn · a5 black pawn · d5 black rook · h4 white queen · h3 white pawn · d2 white rook · f2 white pawn · g2 white pawn · d1 white rook · g1 white king | a8 black queen · d8 black rook · g8 black king · f7 black pawn · g7 black pawn · h7 black pawn · a5 black pawn · d5 black rook · h4 white queen · h3 white pawn · d2 white rook · f2 white pawn · g2 white pawn · d1 white rook · g1 white king | a8 black queen · d8 black rook · g8 black king · f7 black pawn · g7 black pawn · h7 black pawn · a5 black pawn · d5 black rook · h4 white queen · h3 white pawn · d2 white rook · f2 white pawn · g2 white pawn · d1 white rook · g1 white king | a8 black queen · d8 black rook · g8 black king · f7 black pawn · g7 black pawn · h7 black pawn · a5 black pawn · d5 black rook · h4 white queen · h3 white pawn · d2 white rook · f2 white pawn · g2 white pawn · d1 white rook · g1 white king | a8 black queen · d8 black rook · g8 black king · f7 black pawn · g7 black pawn · h7 black pawn · a5 black pawn · d5 black rook · h4 white queen · h3 white pawn · d2 white rook · f2 white pawn · g2 white pawn · d1 white rook · g1 white king | a8 black queen · d8 black rook · g8 black king · f7 black pawn · g7 black pawn · h7 black pawn · a5 black pawn · d5 black rook · h4 white queen · h3 white pawn · d2 white rook · f2 white pawn · g2 white pawn · d1 white rook · g1 white king | 3 |
| 2 | a8 black queen · d8 black rook · g8 black king · f7 black pawn · g7 black pawn · h7 black pawn · a5 black pawn · d5 black rook · h4 white queen · h3 white pawn · d2 white rook · f2 white pawn · g2 white pawn · d1 white rook · g1 white king | a8 black queen · d8 black rook · g8 black king · f7 black pawn · g7 black pawn · h7 black pawn · a5 black pawn · d5 black rook · h4 white queen · h3 white pawn · d2 white rook · f2 white pawn · g2 white pawn · d1 white rook · g1 white king | a8 black queen · d8 black rook · g8 black king · f7 black pawn · g7 black pawn · h7 black pawn · a5 black pawn · d5 black rook · h4 white queen · h3 white pawn · d2 white rook · f2 white pawn · g2 white pawn · d1 white rook · g1 white king | a8 black queen · d8 black rook · g8 black king · f7 black pawn · g7 black pawn · h7 black pawn · a5 black pawn · d5 black rook · h4 white queen · h3 white pawn · d2 white rook · f2 white pawn · g2 white pawn · d1 white rook · g1 white king | a8 black queen · d8 black rook · g8 black king · f7 black pawn · g7 black pawn · h7 black pawn · a5 black pawn · d5 black rook · h4 white queen · h3 white pawn · d2 white rook · f2 white pawn · g2 white pawn · d1 white rook · g1 white king | a8 black queen · d8 black rook · g8 black king · f7 black pawn · g7 black pawn · h7 black pawn · a5 black pawn · d5 black rook · h4 white queen · h3 white pawn · d2 white rook · f2 white pawn · g2 white pawn · d1 white rook · g1 white king | a8 black queen · d8 black rook · g8 black king · f7 black pawn · g7 black pawn · h7 black pawn · a5 black pawn · d5 black rook · h4 white queen · h3 white pawn · d2 white rook · f2 white pawn · g2 white pawn · d1 white rook · g1 white king | a8 black queen · d8 black rook · g8 black king · f7 black pawn · g7 black pawn · h7 black pawn · a5 black pawn · d5 black rook · h4 white queen · h3 white pawn · d2 white rook · f2 white pawn · g2 white pawn · d1 white rook · g1 white king | 2 |
| 1 | a8 black queen · d8 black rook · g8 black king · f7 black pawn · g7 black pawn · h7 black pawn · a5 black pawn · d5 black rook · h4 white queen · h3 white pawn · d2 white rook · f2 white pawn · g2 white pawn · d1 white rook · g1 white king | a8 black queen · d8 black rook · g8 black king · f7 black pawn · g7 black pawn · h7 black pawn · a5 black pawn · d5 black rook · h4 white queen · h3 white pawn · d2 white rook · f2 white pawn · g2 white pawn · d1 white rook · g1 white king | a8 black queen · d8 black rook · g8 black king · f7 black pawn · g7 black pawn · h7 black pawn · a5 black pawn · d5 black rook · h4 white queen · h3 white pawn · d2 white rook · f2 white pawn · g2 white pawn · d1 white rook · g1 white king | a8 black queen · d8 black rook · g8 black king · f7 black pawn · g7 black pawn · h7 black pawn · a5 black pawn · d5 black rook · h4 white queen · h3 white pawn · d2 white rook · f2 white pawn · g2 white pawn · d1 white rook · g1 white king | a8 black queen · d8 black rook · g8 black king · f7 black pawn · g7 black pawn · h7 black pawn · a5 black pawn · d5 black rook · h4 white queen · h3 white pawn · d2 white rook · f2 white pawn · g2 white pawn · d1 white rook · g1 white king | a8 black queen · d8 black rook · g8 black king · f7 black pawn · g7 black pawn · h7 black pawn · a5 black pawn · d5 black rook · h4 white queen · h3 white pawn · d2 white rook · f2 white pawn · g2 white pawn · d1 white rook · g1 white king | a8 black queen · d8 black rook · g8 black king · f7 black pawn · g7 black pawn · h7 black pawn · a5 black pawn · d5 black rook · h4 white queen · h3 white pawn · d2 white rook · f2 white pawn · g2 white pawn · d1 white rook · g1 white king | a8 black queen · d8 black rook · g8 black king · f7 black pawn · g7 black pawn · h7 black pawn · a5 black pawn · d5 black rook · h4 white queen · h3 white pawn · d2 white rook · f2 white pawn · g2 white pawn · d1 white rook · g1 white king | 1 |
|   | a | b | c | d | e | f | g | h |   |

|   | a | b | c | d | e | f | g | h |   |
| 8 | g8 black king · b7 black pawn · f7 black pawn · g7 black pawn · h7 black pawn · e6 black pawn · f6 black knight · c5 white knight · d5 black bishop · g4 white pawn · c3 white pawn · e3 white pawn · f3 white bishop · g3 white king · h3 white pawn · f2 white pawn | g8 black king · b7 black pawn · f7 black pawn · g7 black pawn · h7 black pawn · e6 black pawn · f6 black knight · c5 white knight · d5 black bishop · g4 white pawn · c3 white pawn · e3 white pawn · f3 white bishop · g3 white king · h3 white pawn · f2 white pawn | g8 black king · b7 black pawn · f7 black pawn · g7 black pawn · h7 black pawn · e6 black pawn · f6 black knight · c5 white knight · d5 black bishop · g4 white pawn · c3 white pawn · e3 white pawn · f3 white bishop · g3 white king · h3 white pawn · f2 white pawn | g8 black king · b7 black pawn · f7 black pawn · g7 black pawn · h7 black pawn · e6 black pawn · f6 black knight · c5 white knight · d5 black bishop · g4 white pawn · c3 white pawn · e3 white pawn · f3 white bishop · g3 white king · h3 white pawn · f2 white pawn | g8 black king · b7 black pawn · f7 black pawn · g7 black pawn · h7 black pawn · e6 black pawn · f6 black knight · c5 white knight · d5 black bishop · g4 white pawn · c3 white pawn · e3 white pawn · f3 white bishop · g3 white king · h3 white pawn · f2 white pawn | g8 black king · b7 black pawn · f7 black pawn · g7 black pawn · h7 black pawn · e6 black pawn · f6 black knight · c5 white knight · d5 black bishop · g4 white pawn · c3 white pawn · e3 white pawn · f3 white bishop · g3 white king · h3 white pawn · f2 white pawn | g8 black king · b7 black pawn · f7 black pawn · g7 black pawn · h7 black pawn · e6 black pawn · f6 black knight · c5 white knight · d5 black bishop · g4 white pawn · c3 white pawn · e3 white pawn · f3 white bishop · g3 white king · h3 white pawn · f2 white pawn | g8 black king · b7 black pawn · f7 black pawn · g7 black pawn · h7 black pawn · e6 black pawn · f6 black knight · c5 white knight · d5 black bishop · g4 white pawn · c3 white pawn · e3 white pawn · f3 white bishop · g3 white king · h3 white pawn · f2 white pawn | 8 |
| 7 | g8 black king · b7 black pawn · f7 black pawn · g7 black pawn · h7 black pawn · e6 black pawn · f6 black knight · c5 white knight · d5 black bishop · g4 white pawn · c3 white pawn · e3 white pawn · f3 white bishop · g3 white king · h3 white pawn · f2 white pawn | g8 black king · b7 black pawn · f7 black pawn · g7 black pawn · h7 black pawn · e6 black pawn · f6 black knight · c5 white knight · d5 black bishop · g4 white pawn · c3 white pawn · e3 white pawn · f3 white bishop · g3 white king · h3 white pawn · f2 white pawn | g8 black king · b7 black pawn · f7 black pawn · g7 black pawn · h7 black pawn · e6 black pawn · f6 black knight · c5 white knight · d5 black bishop · g4 white pawn · c3 white pawn · e3 white pawn · f3 white bishop · g3 white king · h3 white pawn · f2 white pawn | g8 black king · b7 black pawn · f7 black pawn · g7 black pawn · h7 black pawn · e6 black pawn · f6 black knight · c5 white knight · d5 black bishop · g4 white pawn · c3 white pawn · e3 white pawn · f3 white bishop · g3 white king · h3 white pawn · f2 white pawn | g8 black king · b7 black pawn · f7 black pawn · g7 black pawn · h7 black pawn · e6 black pawn · f6 black knight · c5 white knight · d5 black bishop · g4 white pawn · c3 white pawn · e3 white pawn · f3 white bishop · g3 white king · h3 white pawn · f2 white pawn | g8 black king · b7 black pawn · f7 black pawn · g7 black pawn · h7 black pawn · e6 black pawn · f6 black knight · c5 white knight · d5 black bishop · g4 white pawn · c3 white pawn · e3 white pawn · f3 white bishop · g3 white king · h3 white pawn · f2 white pawn | g8 black king · b7 black pawn · f7 black pawn · g7 black pawn · h7 black pawn · e6 black pawn · f6 black knight · c5 white knight · d5 black bishop · g4 white pawn · c3 white pawn · e3 white pawn · f3 white bishop · g3 white king · h3 white pawn · f2 white pawn | g8 black king · b7 black pawn · f7 black pawn · g7 black pawn · h7 black pawn · e6 black pawn · f6 black knight · c5 white knight · d5 black bishop · g4 white pawn · c3 white pawn · e3 white pawn · f3 white bishop · g3 white king · h3 white pawn · f2 white pawn | 7 |
| 6 | g8 black king · b7 black pawn · f7 black pawn · g7 black pawn · h7 black pawn · e6 black pawn · f6 black knight · c5 white knight · d5 black bishop · g4 white pawn · c3 white pawn · e3 white pawn · f3 white bishop · g3 white king · h3 white pawn · f2 white pawn | g8 black king · b7 black pawn · f7 black pawn · g7 black pawn · h7 black pawn · e6 black pawn · f6 black knight · c5 white knight · d5 black bishop · g4 white pawn · c3 white pawn · e3 white pawn · f3 white bishop · g3 white king · h3 white pawn · f2 white pawn | g8 black king · b7 black pawn · f7 black pawn · g7 black pawn · h7 black pawn · e6 black pawn · f6 black knight · c5 white knight · d5 black bishop · g4 white pawn · c3 white pawn · e3 white pawn · f3 white bishop · g3 white king · h3 white pawn · f2 white pawn | g8 black king · b7 black pawn · f7 black pawn · g7 black pawn · h7 black pawn · e6 black pawn · f6 black knight · c5 white knight · d5 black bishop · g4 white pawn · c3 white pawn · e3 white pawn · f3 white bishop · g3 white king · h3 white pawn · f2 white pawn | g8 black king · b7 black pawn · f7 black pawn · g7 black pawn · h7 black pawn · e6 black pawn · f6 black knight · c5 white knight · d5 black bishop · g4 white pawn · c3 white pawn · e3 white pawn · f3 white bishop · g3 white king · h3 white pawn · f2 white pawn | g8 black king · b7 black pawn · f7 black pawn · g7 black pawn · h7 black pawn · e6 black pawn · f6 black knight · c5 white knight · d5 black bishop · g4 white pawn · c3 white pawn · e3 white pawn · f3 white bishop · g3 white king · h3 white pawn · f2 white pawn | g8 black king · b7 black pawn · f7 black pawn · g7 black pawn · h7 black pawn · e6 black pawn · f6 black knight · c5 white knight · d5 black bishop · g4 white pawn · c3 white pawn · e3 white pawn · f3 white bishop · g3 white king · h3 white pawn · f2 white pawn | g8 black king · b7 black pawn · f7 black pawn · g7 black pawn · h7 black pawn · e6 black pawn · f6 black knight · c5 white knight · d5 black bishop · g4 white pawn · c3 white pawn · e3 white pawn · f3 white bishop · g3 white king · h3 white pawn · f2 white pawn | 6 |
| 5 | g8 black king · b7 black pawn · f7 black pawn · g7 black pawn · h7 black pawn · e6 black pawn · f6 black knight · c5 white knight · d5 black bishop · g4 white pawn · c3 white pawn · e3 white pawn · f3 white bishop · g3 white king · h3 white pawn · f2 white pawn | g8 black king · b7 black pawn · f7 black pawn · g7 black pawn · h7 black pawn · e6 black pawn · f6 black knight · c5 white knight · d5 black bishop · g4 white pawn · c3 white pawn · e3 white pawn · f3 white bishop · g3 white king · h3 white pawn · f2 white pawn | g8 black king · b7 black pawn · f7 black pawn · g7 black pawn · h7 black pawn · e6 black pawn · f6 black knight · c5 white knight · d5 black bishop · g4 white pawn · c3 white pawn · e3 white pawn · f3 white bishop · g3 white king · h3 white pawn · f2 white pawn | g8 black king · b7 black pawn · f7 black pawn · g7 black pawn · h7 black pawn · e6 black pawn · f6 black knight · c5 white knight · d5 black bishop · g4 white pawn · c3 white pawn · e3 white pawn · f3 white bishop · g3 white king · h3 white pawn · f2 white pawn | g8 black king · b7 black pawn · f7 black pawn · g7 black pawn · h7 black pawn · e6 black pawn · f6 black knight · c5 white knight · d5 black bishop · g4 white pawn · c3 white pawn · e3 white pawn · f3 white bishop · g3 white king · h3 white pawn · f2 white pawn | g8 black king · b7 black pawn · f7 black pawn · g7 black pawn · h7 black pawn · e6 black pawn · f6 black knight · c5 white knight · d5 black bishop · g4 white pawn · c3 white pawn · e3 white pawn · f3 white bishop · g3 white king · h3 white pawn · f2 white pawn | g8 black king · b7 black pawn · f7 black pawn · g7 black pawn · h7 black pawn · e6 black pawn · f6 black knight · c5 white knight · d5 black bishop · g4 white pawn · c3 white pawn · e3 white pawn · f3 white bishop · g3 white king · h3 white pawn · f2 white pawn | g8 black king · b7 black pawn · f7 black pawn · g7 black pawn · h7 black pawn · e6 black pawn · f6 black knight · c5 white knight · d5 black bishop · g4 white pawn · c3 white pawn · e3 white pawn · f3 white bishop · g3 white king · h3 white pawn · f2 white pawn | 5 |
| 4 | g8 black king · b7 black pawn · f7 black pawn · g7 black pawn · h7 black pawn · e6 black pawn · f6 black knight · c5 white knight · d5 black bishop · g4 white pawn · c3 white pawn · e3 white pawn · f3 white bishop · g3 white king · h3 white pawn · f2 white pawn | g8 black king · b7 black pawn · f7 black pawn · g7 black pawn · h7 black pawn · e6 black pawn · f6 black knight · c5 white knight · d5 black bishop · g4 white pawn · c3 white pawn · e3 white pawn · f3 white bishop · g3 white king · h3 white pawn · f2 white pawn | g8 black king · b7 black pawn · f7 black pawn · g7 black pawn · h7 black pawn · e6 black pawn · f6 black knight · c5 white knight · d5 black bishop · g4 white pawn · c3 white pawn · e3 white pawn · f3 white bishop · g3 white king · h3 white pawn · f2 white pawn | g8 black king · b7 black pawn · f7 black pawn · g7 black pawn · h7 black pawn · e6 black pawn · f6 black knight · c5 white knight · d5 black bishop · g4 white pawn · c3 white pawn · e3 white pawn · f3 white bishop · g3 white king · h3 white pawn · f2 white pawn | g8 black king · b7 black pawn · f7 black pawn · g7 black pawn · h7 black pawn · e6 black pawn · f6 black knight · c5 white knight · d5 black bishop · g4 white pawn · c3 white pawn · e3 white pawn · f3 white bishop · g3 white king · h3 white pawn · f2 white pawn | g8 black king · b7 black pawn · f7 black pawn · g7 black pawn · h7 black pawn · e6 black pawn · f6 black knight · c5 white knight · d5 black bishop · g4 white pawn · c3 white pawn · e3 white pawn · f3 white bishop · g3 white king · h3 white pawn · f2 white pawn | g8 black king · b7 black pawn · f7 black pawn · g7 black pawn · h7 black pawn · e6 black pawn · f6 black knight · c5 white knight · d5 black bishop · g4 white pawn · c3 white pawn · e3 white pawn · f3 white bishop · g3 white king · h3 white pawn · f2 white pawn | g8 black king · b7 black pawn · f7 black pawn · g7 black pawn · h7 black pawn · e6 black pawn · f6 black knight · c5 white knight · d5 black bishop · g4 white pawn · c3 white pawn · e3 white pawn · f3 white bishop · g3 white king · h3 white pawn · f2 white pawn | 4 |
| 3 | g8 black king · b7 black pawn · f7 black pawn · g7 black pawn · h7 black pawn · e6 black pawn · f6 black knight · c5 white knight · d5 black bishop · g4 white pawn · c3 white pawn · e3 white pawn · f3 white bishop · g3 white king · h3 white pawn · f2 white pawn | g8 black king · b7 black pawn · f7 black pawn · g7 black pawn · h7 black pawn · e6 black pawn · f6 black knight · c5 white knight · d5 black bishop · g4 white pawn · c3 white pawn · e3 white pawn · f3 white bishop · g3 white king · h3 white pawn · f2 white pawn | g8 black king · b7 black pawn · f7 black pawn · g7 black pawn · h7 black pawn · e6 black pawn · f6 black knight · c5 white knight · d5 black bishop · g4 white pawn · c3 white pawn · e3 white pawn · f3 white bishop · g3 white king · h3 white pawn · f2 white pawn | g8 black king · b7 black pawn · f7 black pawn · g7 black pawn · h7 black pawn · e6 black pawn · f6 black knight · c5 white knight · d5 black bishop · g4 white pawn · c3 white pawn · e3 white pawn · f3 white bishop · g3 white king · h3 white pawn · f2 white pawn | g8 black king · b7 black pawn · f7 black pawn · g7 black pawn · h7 black pawn · e6 black pawn · f6 black knight · c5 white knight · d5 black bishop · g4 white pawn · c3 white pawn · e3 white pawn · f3 white bishop · g3 white king · h3 white pawn · f2 white pawn | g8 black king · b7 black pawn · f7 black pawn · g7 black pawn · h7 black pawn · e6 black pawn · f6 black knight · c5 white knight · d5 black bishop · g4 white pawn · c3 white pawn · e3 white pawn · f3 white bishop · g3 white king · h3 white pawn · f2 white pawn | g8 black king · b7 black pawn · f7 black pawn · g7 black pawn · h7 black pawn · e6 black pawn · f6 black knight · c5 white knight · d5 black bishop · g4 white pawn · c3 white pawn · e3 white pawn · f3 white bishop · g3 white king · h3 white pawn · f2 white pawn | g8 black king · b7 black pawn · f7 black pawn · g7 black pawn · h7 black pawn · e6 black pawn · f6 black knight · c5 white knight · d5 black bishop · g4 white pawn · c3 white pawn · e3 white pawn · f3 white bishop · g3 white king · h3 white pawn · f2 white pawn | 3 |
| 2 | g8 black king · b7 black pawn · f7 black pawn · g7 black pawn · h7 black pawn · e6 black pawn · f6 black knight · c5 white knight · d5 black bishop · g4 white pawn · c3 white pawn · e3 white pawn · f3 white bishop · g3 white king · h3 white pawn · f2 white pawn | g8 black king · b7 black pawn · f7 black pawn · g7 black pawn · h7 black pawn · e6 black pawn · f6 black knight · c5 white knight · d5 black bishop · g4 white pawn · c3 white pawn · e3 white pawn · f3 white bishop · g3 white king · h3 white pawn · f2 white pawn | g8 black king · b7 black pawn · f7 black pawn · g7 black pawn · h7 black pawn · e6 black pawn · f6 black knight · c5 white knight · d5 black bishop · g4 white pawn · c3 white pawn · e3 white pawn · f3 white bishop · g3 white king · h3 white pawn · f2 white pawn | g8 black king · b7 black pawn · f7 black pawn · g7 black pawn · h7 black pawn · e6 black pawn · f6 black knight · c5 white knight · d5 black bishop · g4 white pawn · c3 white pawn · e3 white pawn · f3 white bishop · g3 white king · h3 white pawn · f2 white pawn | g8 black king · b7 black pawn · f7 black pawn · g7 black pawn · h7 black pawn · e6 black pawn · f6 black knight · c5 white knight · d5 black bishop · g4 white pawn · c3 white pawn · e3 white pawn · f3 white bishop · g3 white king · h3 white pawn · f2 white pawn | g8 black king · b7 black pawn · f7 black pawn · g7 black pawn · h7 black pawn · e6 black pawn · f6 black knight · c5 white knight · d5 black bishop · g4 white pawn · c3 white pawn · e3 white pawn · f3 white bishop · g3 white king · h3 white pawn · f2 white pawn | g8 black king · b7 black pawn · f7 black pawn · g7 black pawn · h7 black pawn · e6 black pawn · f6 black knight · c5 white knight · d5 black bishop · g4 white pawn · c3 white pawn · e3 white pawn · f3 white bishop · g3 white king · h3 white pawn · f2 white pawn | g8 black king · b7 black pawn · f7 black pawn · g7 black pawn · h7 black pawn · e6 black pawn · f6 black knight · c5 white knight · d5 black bishop · g4 white pawn · c3 white pawn · e3 white pawn · f3 white bishop · g3 white king · h3 white pawn · f2 white pawn | 2 |
| 1 | g8 black king · b7 black pawn · f7 black pawn · g7 black pawn · h7 black pawn · e6 black pawn · f6 black knight · c5 white knight · d5 black bishop · g4 white pawn · c3 white pawn · e3 white pawn · f3 white bishop · g3 white king · h3 white pawn · f2 white pawn | g8 black king · b7 black pawn · f7 black pawn · g7 black pawn · h7 black pawn · e6 black pawn · f6 black knight · c5 white knight · d5 black bishop · g4 white pawn · c3 white pawn · e3 white pawn · f3 white bishop · g3 white king · h3 white pawn · f2 white pawn | g8 black king · b7 black pawn · f7 black pawn · g7 black pawn · h7 black pawn · e6 black pawn · f6 black knight · c5 white knight · d5 black bishop · g4 white pawn · c3 white pawn · e3 white pawn · f3 white bishop · g3 white king · h3 white pawn · f2 white pawn | g8 black king · b7 black pawn · f7 black pawn · g7 black pawn · h7 black pawn · e6 black pawn · f6 black knight · c5 white knight · d5 black bishop · g4 white pawn · c3 white pawn · e3 white pawn · f3 white bishop · g3 white king · h3 white pawn · f2 white pawn | g8 black king · b7 black pawn · f7 black pawn · g7 black pawn · h7 black pawn · e6 black pawn · f6 black knight · c5 white knight · d5 black bishop · g4 white pawn · c3 white pawn · e3 white pawn · f3 white bishop · g3 white king · h3 white pawn · f2 white pawn | g8 black king · b7 black pawn · f7 black pawn · g7 black pawn · h7 black pawn · e6 black pawn · f6 black knight · c5 white knight · d5 black bishop · g4 white pawn · c3 white pawn · e3 white pawn · f3 white bishop · g3 white king · h3 white pawn · f2 white pawn | g8 black king · b7 black pawn · f7 black pawn · g7 black pawn · h7 black pawn · e6 black pawn · f6 black knight · c5 white knight · d5 black bishop · g4 white pawn · c3 white pawn · e3 white pawn · f3 white bishop · g3 white king · h3 white pawn · f2 white pawn | g8 black king · b7 black pawn · f7 black pawn · g7 black pawn · h7 black pawn · e6 black pawn · f6 black knight · c5 white knight · d5 black bishop · g4 white pawn · c3 white pawn · e3 white pawn · f3 white bishop · g3 white king · h3 white pawn · f2 white pawn | 1 |
|   | a | b | c | d | e | f | g | h |   |

Трећу употребу даје амерички мајстор и писац Брус Падолфини, који наводи да једно коришћење икс реја је "одбрана рађње дуж колоне, реда или дијегонале" која "штити пријатељског човека преко противничког у средини дуж исте линије моћи". Џрерми Силван користи тремин у истом случају, илуструјући икс реј са два дијаграма на лијево и десно. У лијевом диајграму, бијели побјеђује са икс рејом 1.Д:д8+! праћено са 1. Т:д8 2. Т:д8+ (имајте на уму како је бијели топ одбранио своју краљицу кроз црног топа на д5) Д:д8 3. Т:д8# или 1. Д:д8 2. Т:д5 Дф8 3. Тд8 и побјеђује. У дијаграму надесно, бијели осваја пјешака са 1. С:б7!, када бијели ловац на ф3 брани бијелог скакача на б7 кроз црног ловца на д5. Силман наводи да икс реј "искориштава фигуре за које се чини да су адекватно одбрањени, али заиста нису".
|   | a | b | c | d | e | f | g | h |   |
| 8 | a8 black rook · b7 black king · c7 black knight · e7 white queen · h7 black pawn · b6 black pawn · c6 black pawn · e6 black pawn · e5 white pawn · g5 black pawn · c4 white pawn · d4 white pawn · g4 black queen · c3 white knight · f3 black pawn · d2 white bishop · f2 white pawn · g2 white pawn · h2 white pawn · f1 white rook · g1 white king | a8 black rook · b7 black king · c7 black knight · e7 white queen · h7 black pawn · b6 black pawn · c6 black pawn · e6 black pawn · e5 white pawn · g5 black pawn · c4 white pawn · d4 white pawn · g4 black queen · c3 white knight · f3 black pawn · d2 white bishop · f2 white pawn · g2 white pawn · h2 white pawn · f1 white rook · g1 white king | a8 black rook · b7 black king · c7 black knight · e7 white queen · h7 black pawn · b6 black pawn · c6 black pawn · e6 black pawn · e5 white pawn · g5 black pawn · c4 white pawn · d4 white pawn · g4 black queen · c3 white knight · f3 black pawn · d2 white bishop · f2 white pawn · g2 white pawn · h2 white pawn · f1 white rook · g1 white king | a8 black rook · b7 black king · c7 black knight · e7 white queen · h7 black pawn · b6 black pawn · c6 black pawn · e6 black pawn · e5 white pawn · g5 black pawn · c4 white pawn · d4 white pawn · g4 black queen · c3 white knight · f3 black pawn · d2 white bishop · f2 white pawn · g2 white pawn · h2 white pawn · f1 white rook · g1 white king | a8 black rook · b7 black king · c7 black knight · e7 white queen · h7 black pawn · b6 black pawn · c6 black pawn · e6 black pawn · e5 white pawn · g5 black pawn · c4 white pawn · d4 white pawn · g4 black queen · c3 white knight · f3 black pawn · d2 white bishop · f2 white pawn · g2 white pawn · h2 white pawn · f1 white rook · g1 white king | a8 black rook · b7 black king · c7 black knight · e7 white queen · h7 black pawn · b6 black pawn · c6 black pawn · e6 black pawn · e5 white pawn · g5 black pawn · c4 white pawn · d4 white pawn · g4 black queen · c3 white knight · f3 black pawn · d2 white bishop · f2 white pawn · g2 white pawn · h2 white pawn · f1 white rook · g1 white king | a8 black rook · b7 black king · c7 black knight · e7 white queen · h7 black pawn · b6 black pawn · c6 black pawn · e6 black pawn · e5 white pawn · g5 black pawn · c4 white pawn · d4 white pawn · g4 black queen · c3 white knight · f3 black pawn · d2 white bishop · f2 white pawn · g2 white pawn · h2 white pawn · f1 white rook · g1 white king | a8 black rook · b7 black king · c7 black knight · e7 white queen · h7 black pawn · b6 black pawn · c6 black pawn · e6 black pawn · e5 white pawn · g5 black pawn · c4 white pawn · d4 white pawn · g4 black queen · c3 white knight · f3 black pawn · d2 white bishop · f2 white pawn · g2 white pawn · h2 white pawn · f1 white rook · g1 white king | 8 |
| 7 | a8 black rook · b7 black king · c7 black knight · e7 white queen · h7 black pawn · b6 black pawn · c6 black pawn · e6 black pawn · e5 white pawn · g5 black pawn · c4 white pawn · d4 white pawn · g4 black queen · c3 white knight · f3 black pawn · d2 white bishop · f2 white pawn · g2 white pawn · h2 white pawn · f1 white rook · g1 white king | a8 black rook · b7 black king · c7 black knight · e7 white queen · h7 black pawn · b6 black pawn · c6 black pawn · e6 black pawn · e5 white pawn · g5 black pawn · c4 white pawn · d4 white pawn · g4 black queen · c3 white knight · f3 black pawn · d2 white bishop · f2 white pawn · g2 white pawn · h2 white pawn · f1 white rook · g1 white king | a8 black rook · b7 black king · c7 black knight · e7 white queen · h7 black pawn · b6 black pawn · c6 black pawn · e6 black pawn · e5 white pawn · g5 black pawn · c4 white pawn · d4 white pawn · g4 black queen · c3 white knight · f3 black pawn · d2 white bishop · f2 white pawn · g2 white pawn · h2 white pawn · f1 white rook · g1 white king | a8 black rook · b7 black king · c7 black knight · e7 white queen · h7 black pawn · b6 black pawn · c6 black pawn · e6 black pawn · e5 white pawn · g5 black pawn · c4 white pawn · d4 white pawn · g4 black queen · c3 white knight · f3 black pawn · d2 white bishop · f2 white pawn · g2 white pawn · h2 white pawn · f1 white rook · g1 white king | a8 black rook · b7 black king · c7 black knight · e7 white queen · h7 black pawn · b6 black pawn · c6 black pawn · e6 black pawn · e5 white pawn · g5 black pawn · c4 white pawn · d4 white pawn · g4 black queen · c3 white knight · f3 black pawn · d2 white bishop · f2 white pawn · g2 white pawn · h2 white pawn · f1 white rook · g1 white king | a8 black rook · b7 black king · c7 black knight · e7 white queen · h7 black pawn · b6 black pawn · c6 black pawn · e6 black pawn · e5 white pawn · g5 black pawn · c4 white pawn · d4 white pawn · g4 black queen · c3 white knight · f3 black pawn · d2 white bishop · f2 white pawn · g2 white pawn · h2 white pawn · f1 white rook · g1 white king | a8 black rook · b7 black king · c7 black knight · e7 white queen · h7 black pawn · b6 black pawn · c6 black pawn · e6 black pawn · e5 white pawn · g5 black pawn · c4 white pawn · d4 white pawn · g4 black queen · c3 white knight · f3 black pawn · d2 white bishop · f2 white pawn · g2 white pawn · h2 white pawn · f1 white rook · g1 white king | a8 black rook · b7 black king · c7 black knight · e7 white queen · h7 black pawn · b6 black pawn · c6 black pawn · e6 black pawn · e5 white pawn · g5 black pawn · c4 white pawn · d4 white pawn · g4 black queen · c3 white knight · f3 black pawn · d2 white bishop · f2 white pawn · g2 white pawn · h2 white pawn · f1 white rook · g1 white king | 7 |
| 6 | a8 black rook · b7 black king · c7 black knight · e7 white queen · h7 black pawn · b6 black pawn · c6 black pawn · e6 black pawn · e5 white pawn · g5 black pawn · c4 white pawn · d4 white pawn · g4 black queen · c3 white knight · f3 black pawn · d2 white bishop · f2 white pawn · g2 white pawn · h2 white pawn · f1 white rook · g1 white king | a8 black rook · b7 black king · c7 black knight · e7 white queen · h7 black pawn · b6 black pawn · c6 black pawn · e6 black pawn · e5 white pawn · g5 black pawn · c4 white pawn · d4 white pawn · g4 black queen · c3 white knight · f3 black pawn · d2 white bishop · f2 white pawn · g2 white pawn · h2 white pawn · f1 white rook · g1 white king | a8 black rook · b7 black king · c7 black knight · e7 white queen · h7 black pawn · b6 black pawn · c6 black pawn · e6 black pawn · e5 white pawn · g5 black pawn · c4 white pawn · d4 white pawn · g4 black queen · c3 white knight · f3 black pawn · d2 white bishop · f2 white pawn · g2 white pawn · h2 white pawn · f1 white rook · g1 white king | a8 black rook · b7 black king · c7 black knight · e7 white queen · h7 black pawn · b6 black pawn · c6 black pawn · e6 black pawn · e5 white pawn · g5 black pawn · c4 white pawn · d4 white pawn · g4 black queen · c3 white knight · f3 black pawn · d2 white bishop · f2 white pawn · g2 white pawn · h2 white pawn · f1 white rook · g1 white king | a8 black rook · b7 black king · c7 black knight · e7 white queen · h7 black pawn · b6 black pawn · c6 black pawn · e6 black pawn · e5 white pawn · g5 black pawn · c4 white pawn · d4 white pawn · g4 black queen · c3 white knight · f3 black pawn · d2 white bishop · f2 white pawn · g2 white pawn · h2 white pawn · f1 white rook · g1 white king | a8 black rook · b7 black king · c7 black knight · e7 white queen · h7 black pawn · b6 black pawn · c6 black pawn · e6 black pawn · e5 white pawn · g5 black pawn · c4 white pawn · d4 white pawn · g4 black queen · c3 white knight · f3 black pawn · d2 white bishop · f2 white pawn · g2 white pawn · h2 white pawn · f1 white rook · g1 white king | a8 black rook · b7 black king · c7 black knight · e7 white queen · h7 black pawn · b6 black pawn · c6 black pawn · e6 black pawn · e5 white pawn · g5 black pawn · c4 white pawn · d4 white pawn · g4 black queen · c3 white knight · f3 black pawn · d2 white bishop · f2 white pawn · g2 white pawn · h2 white pawn · f1 white rook · g1 white king | a8 black rook · b7 black king · c7 black knight · e7 white queen · h7 black pawn · b6 black pawn · c6 black pawn · e6 black pawn · e5 white pawn · g5 black pawn · c4 white pawn · d4 white pawn · g4 black queen · c3 white knight · f3 black pawn · d2 white bishop · f2 white pawn · g2 white pawn · h2 white pawn · f1 white rook · g1 white king | 6 |
| 5 | a8 black rook · b7 black king · c7 black knight · e7 white queen · h7 black pawn · b6 black pawn · c6 black pawn · e6 black pawn · e5 white pawn · g5 black pawn · c4 white pawn · d4 white pawn · g4 black queen · c3 white knight · f3 black pawn · d2 white bishop · f2 white pawn · g2 white pawn · h2 white pawn · f1 white rook · g1 white king | a8 black rook · b7 black king · c7 black knight · e7 white queen · h7 black pawn · b6 black pawn · c6 black pawn · e6 black pawn · e5 white pawn · g5 black pawn · c4 white pawn · d4 white pawn · g4 black queen · c3 white knight · f3 black pawn · d2 white bishop · f2 white pawn · g2 white pawn · h2 white pawn · f1 white rook · g1 white king | a8 black rook · b7 black king · c7 black knight · e7 white queen · h7 black pawn · b6 black pawn · c6 black pawn · e6 black pawn · e5 white pawn · g5 black pawn · c4 white pawn · d4 white pawn · g4 black queen · c3 white knight · f3 black pawn · d2 white bishop · f2 white pawn · g2 white pawn · h2 white pawn · f1 white rook · g1 white king | a8 black rook · b7 black king · c7 black knight · e7 white queen · h7 black pawn · b6 black pawn · c6 black pawn · e6 black pawn · e5 white pawn · g5 black pawn · c4 white pawn · d4 white pawn · g4 black queen · c3 white knight · f3 black pawn · d2 white bishop · f2 white pawn · g2 white pawn · h2 white pawn · f1 white rook · g1 white king | a8 black rook · b7 black king · c7 black knight · e7 white queen · h7 black pawn · b6 black pawn · c6 black pawn · e6 black pawn · e5 white pawn · g5 black pawn · c4 white pawn · d4 white pawn · g4 black queen · c3 white knight · f3 black pawn · d2 white bishop · f2 white pawn · g2 white pawn · h2 white pawn · f1 white rook · g1 white king | a8 black rook · b7 black king · c7 black knight · e7 white queen · h7 black pawn · b6 black pawn · c6 black pawn · e6 black pawn · e5 white pawn · g5 black pawn · c4 white pawn · d4 white pawn · g4 black queen · c3 white knight · f3 black pawn · d2 white bishop · f2 white pawn · g2 white pawn · h2 white pawn · f1 white rook · g1 white king | a8 black rook · b7 black king · c7 black knight · e7 white queen · h7 black pawn · b6 black pawn · c6 black pawn · e6 black pawn · e5 white pawn · g5 black pawn · c4 white pawn · d4 white pawn · g4 black queen · c3 white knight · f3 black pawn · d2 white bishop · f2 white pawn · g2 white pawn · h2 white pawn · f1 white rook · g1 white king | a8 black rook · b7 black king · c7 black knight · e7 white queen · h7 black pawn · b6 black pawn · c6 black pawn · e6 black pawn · e5 white pawn · g5 black pawn · c4 white pawn · d4 white pawn · g4 black queen · c3 white knight · f3 black pawn · d2 white bishop · f2 white pawn · g2 white pawn · h2 white pawn · f1 white rook · g1 white king | 5 |
| 4 | a8 black rook · b7 black king · c7 black knight · e7 white queen · h7 black pawn · b6 black pawn · c6 black pawn · e6 black pawn · e5 white pawn · g5 black pawn · c4 white pawn · d4 white pawn · g4 black queen · c3 white knight · f3 black pawn · d2 white bishop · f2 white pawn · g2 white pawn · h2 white pawn · f1 white rook · g1 white king | a8 black rook · b7 black king · c7 black knight · e7 white queen · h7 black pawn · b6 black pawn · c6 black pawn · e6 black pawn · e5 white pawn · g5 black pawn · c4 white pawn · d4 white pawn · g4 black queen · c3 white knight · f3 black pawn · d2 white bishop · f2 white pawn · g2 white pawn · h2 white pawn · f1 white rook · g1 white king | a8 black rook · b7 black king · c7 black knight · e7 white queen · h7 black pawn · b6 black pawn · c6 black pawn · e6 black pawn · e5 white pawn · g5 black pawn · c4 white pawn · d4 white pawn · g4 black queen · c3 white knight · f3 black pawn · d2 white bishop · f2 white pawn · g2 white pawn · h2 white pawn · f1 white rook · g1 white king | a8 black rook · b7 black king · c7 black knight · e7 white queen · h7 black pawn · b6 black pawn · c6 black pawn · e6 black pawn · e5 white pawn · g5 black pawn · c4 white pawn · d4 white pawn · g4 black queen · c3 white knight · f3 black pawn · d2 white bishop · f2 white pawn · g2 white pawn · h2 white pawn · f1 white rook · g1 white king | a8 black rook · b7 black king · c7 black knight · e7 white queen · h7 black pawn · b6 black pawn · c6 black pawn · e6 black pawn · e5 white pawn · g5 black pawn · c4 white pawn · d4 white pawn · g4 black queen · c3 white knight · f3 black pawn · d2 white bishop · f2 white pawn · g2 white pawn · h2 white pawn · f1 white rook · g1 white king | a8 black rook · b7 black king · c7 black knight · e7 white queen · h7 black pawn · b6 black pawn · c6 black pawn · e6 black pawn · e5 white pawn · g5 black pawn · c4 white pawn · d4 white pawn · g4 black queen · c3 white knight · f3 black pawn · d2 white bishop · f2 white pawn · g2 white pawn · h2 white pawn · f1 white rook · g1 white king | a8 black rook · b7 black king · c7 black knight · e7 white queen · h7 black pawn · b6 black pawn · c6 black pawn · e6 black pawn · e5 white pawn · g5 black pawn · c4 white pawn · d4 white pawn · g4 black queen · c3 white knight · f3 black pawn · d2 white bishop · f2 white pawn · g2 white pawn · h2 white pawn · f1 white rook · g1 white king | a8 black rook · b7 black king · c7 black knight · e7 white queen · h7 black pawn · b6 black pawn · c6 black pawn · e6 black pawn · e5 white pawn · g5 black pawn · c4 white pawn · d4 white pawn · g4 black queen · c3 white knight · f3 black pawn · d2 white bishop · f2 white pawn · g2 white pawn · h2 white pawn · f1 white rook · g1 white king | 4 |
| 3 | a8 black rook · b7 black king · c7 black knight · e7 white queen · h7 black pawn · b6 black pawn · c6 black pawn · e6 black pawn · e5 white pawn · g5 black pawn · c4 white pawn · d4 white pawn · g4 black queen · c3 white knight · f3 black pawn · d2 white bishop · f2 white pawn · g2 white pawn · h2 white pawn · f1 white rook · g1 white king | a8 black rook · b7 black king · c7 black knight · e7 white queen · h7 black pawn · b6 black pawn · c6 black pawn · e6 black pawn · e5 white pawn · g5 black pawn · c4 white pawn · d4 white pawn · g4 black queen · c3 white knight · f3 black pawn · d2 white bishop · f2 white pawn · g2 white pawn · h2 white pawn · f1 white rook · g1 white king | a8 black rook · b7 black king · c7 black knight · e7 white queen · h7 black pawn · b6 black pawn · c6 black pawn · e6 black pawn · e5 white pawn · g5 black pawn · c4 white pawn · d4 white pawn · g4 black queen · c3 white knight · f3 black pawn · d2 white bishop · f2 white pawn · g2 white pawn · h2 white pawn · f1 white rook · g1 white king | a8 black rook · b7 black king · c7 black knight · e7 white queen · h7 black pawn · b6 black pawn · c6 black pawn · e6 black pawn · e5 white pawn · g5 black pawn · c4 white pawn · d4 white pawn · g4 black queen · c3 white knight · f3 black pawn · d2 white bishop · f2 white pawn · g2 white pawn · h2 white pawn · f1 white rook · g1 white king | a8 black rook · b7 black king · c7 black knight · e7 white queen · h7 black pawn · b6 black pawn · c6 black pawn · e6 black pawn · e5 white pawn · g5 black pawn · c4 white pawn · d4 white pawn · g4 black queen · c3 white knight · f3 black pawn · d2 white bishop · f2 white pawn · g2 white pawn · h2 white pawn · f1 white rook · g1 white king | a8 black rook · b7 black king · c7 black knight · e7 white queen · h7 black pawn · b6 black pawn · c6 black pawn · e6 black pawn · e5 white pawn · g5 black pawn · c4 white pawn · d4 white pawn · g4 black queen · c3 white knight · f3 black pawn · d2 white bishop · f2 white pawn · g2 white pawn · h2 white pawn · f1 white rook · g1 white king | a8 black rook · b7 black king · c7 black knight · e7 white queen · h7 black pawn · b6 black pawn · c6 black pawn · e6 black pawn · e5 white pawn · g5 black pawn · c4 white pawn · d4 white pawn · g4 black queen · c3 white knight · f3 black pawn · d2 white bishop · f2 white pawn · g2 white pawn · h2 white pawn · f1 white rook · g1 white king | a8 black rook · b7 black king · c7 black knight · e7 white queen · h7 black pawn · b6 black pawn · c6 black pawn · e6 black pawn · e5 white pawn · g5 black pawn · c4 white pawn · d4 white pawn · g4 black queen · c3 white knight · f3 black pawn · d2 white bishop · f2 white pawn · g2 white pawn · h2 white pawn · f1 white rook · g1 white king | 3 |
| 2 | a8 black rook · b7 black king · c7 black knight · e7 white queen · h7 black pawn · b6 black pawn · c6 black pawn · e6 black pawn · e5 white pawn · g5 black pawn · c4 white pawn · d4 white pawn · g4 black queen · c3 white knight · f3 black pawn · d2 white bishop · f2 white pawn · g2 white pawn · h2 white pawn · f1 white rook · g1 white king | a8 black rook · b7 black king · c7 black knight · e7 white queen · h7 black pawn · b6 black pawn · c6 black pawn · e6 black pawn · e5 white pawn · g5 black pawn · c4 white pawn · d4 white pawn · g4 black queen · c3 white knight · f3 black pawn · d2 white bishop · f2 white pawn · g2 white pawn · h2 white pawn · f1 white rook · g1 white king | a8 black rook · b7 black king · c7 black knight · e7 white queen · h7 black pawn · b6 black pawn · c6 black pawn · e6 black pawn · e5 white pawn · g5 black pawn · c4 white pawn · d4 white pawn · g4 black queen · c3 white knight · f3 black pawn · d2 white bishop · f2 white pawn · g2 white pawn · h2 white pawn · f1 white rook · g1 white king | a8 black rook · b7 black king · c7 black knight · e7 white queen · h7 black pawn · b6 black pawn · c6 black pawn · e6 black pawn · e5 white pawn · g5 black pawn · c4 white pawn · d4 white pawn · g4 black queen · c3 white knight · f3 black pawn · d2 white bishop · f2 white pawn · g2 white pawn · h2 white pawn · f1 white rook · g1 white king | a8 black rook · b7 black king · c7 black knight · e7 white queen · h7 black pawn · b6 black pawn · c6 black pawn · e6 black pawn · e5 white pawn · g5 black pawn · c4 white pawn · d4 white pawn · g4 black queen · c3 white knight · f3 black pawn · d2 white bishop · f2 white pawn · g2 white pawn · h2 white pawn · f1 white rook · g1 white king | a8 black rook · b7 black king · c7 black knight · e7 white queen · h7 black pawn · b6 black pawn · c6 black pawn · e6 black pawn · e5 white pawn · g5 black pawn · c4 white pawn · d4 white pawn · g4 black queen · c3 white knight · f3 black pawn · d2 white bishop · f2 white pawn · g2 white pawn · h2 white pawn · f1 white rook · g1 white king | a8 black rook · b7 black king · c7 black knight · e7 white queen · h7 black pawn · b6 black pawn · c6 black pawn · e6 black pawn · e5 white pawn · g5 black pawn · c4 white pawn · d4 white pawn · g4 black queen · c3 white knight · f3 black pawn · d2 white bishop · f2 white pawn · g2 white pawn · h2 white pawn · f1 white rook · g1 white king | a8 black rook · b7 black king · c7 black knight · e7 white queen · h7 black pawn · b6 black pawn · c6 black pawn · e6 black pawn · e5 white pawn · g5 black pawn · c4 white pawn · d4 white pawn · g4 black queen · c3 white knight · f3 black pawn · d2 white bishop · f2 white pawn · g2 white pawn · h2 white pawn · f1 white rook · g1 white king | 2 |
| 1 | a8 black rook · b7 black king · c7 black knight · e7 white queen · h7 black pawn · b6 black pawn · c6 black pawn · e6 black pawn · e5 white pawn · g5 black pawn · c4 white pawn · d4 white pawn · g4 black queen · c3 white knight · f3 black pawn · d2 white bishop · f2 white pawn · g2 white pawn · h2 white pawn · f1 white rook · g1 white king | a8 black rook · b7 black king · c7 black knight · e7 white queen · h7 black pawn · b6 black pawn · c6 black pawn · e6 black pawn · e5 white pawn · g5 black pawn · c4 white pawn · d4 white pawn · g4 black queen · c3 white knight · f3 black pawn · d2 white bishop · f2 white pawn · g2 white pawn · h2 white pawn · f1 white rook · g1 white king | a8 black rook · b7 black king · c7 black knight · e7 white queen · h7 black pawn · b6 black pawn · c6 black pawn · e6 black pawn · e5 white pawn · g5 black pawn · c4 white pawn · d4 white pawn · g4 black queen · c3 white knight · f3 black pawn · d2 white bishop · f2 white pawn · g2 white pawn · h2 white pawn · f1 white rook · g1 white king | a8 black rook · b7 black king · c7 black knight · e7 white queen · h7 black pawn · b6 black pawn · c6 black pawn · e6 black pawn · e5 white pawn · g5 black pawn · c4 white pawn · d4 white pawn · g4 black queen · c3 white knight · f3 black pawn · d2 white bishop · f2 white pawn · g2 white pawn · h2 white pawn · f1 white rook · g1 white king | a8 black rook · b7 black king · c7 black knight · e7 white queen · h7 black pawn · b6 black pawn · c6 black pawn · e6 black pawn · e5 white pawn · g5 black pawn · c4 white pawn · d4 white pawn · g4 black queen · c3 white knight · f3 black pawn · d2 white bishop · f2 white pawn · g2 white pawn · h2 white pawn · f1 white rook · g1 white king | a8 black rook · b7 black king · c7 black knight · e7 white queen · h7 black pawn · b6 black pawn · c6 black pawn · e6 black pawn · e5 white pawn · g5 black pawn · c4 white pawn · d4 white pawn · g4 black queen · c3 white knight · f3 black pawn · d2 white bishop · f2 white pawn · g2 white pawn · h2 white pawn · f1 white rook · g1 white king | a8 black rook · b7 black king · c7 black knight · e7 white queen · h7 black pawn · b6 black pawn · c6 black pawn · e6 black pawn · e5 white pawn · g5 black pawn · c4 white pawn · d4 white pawn · g4 black queen · c3 white knight · f3 black pawn · d2 white bishop · f2 white pawn · g2 white pawn · h2 white pawn · f1 white rook · g1 white king | a8 black rook · b7 black king · c7 black knight · e7 white queen · h7 black pawn · b6 black pawn · c6 black pawn · e6 black pawn · e5 white pawn · g5 black pawn · c4 white pawn · d4 white pawn · g4 black queen · c3 white knight · f3 black pawn · d2 white bishop · f2 white pawn · g2 white pawn · h2 white pawn · f1 white rook · g1 white king | 1 |
|   | a | b | c | d | e | f | g | h |   |

|   | a | b | c | d | e | f | g | h |   |
| 8 | a8 black rook · b8 black knight · d8 black queen · e8 black rook · g8 black king · b7 black pawn · e7 black knight · f7 black pawn · c6 black pawn · g6 black pawn · b4 black pawn · c4 white pawn · d4 black bishop · h3 white queen · a2 white pawn · b2 white bishop · d2 white pawn · f2 white pawn · g2 white pawn · c1 white king · d1 white rook · f1 white bishop · h1 white rook | a8 black rook · b8 black knight · d8 black queen · e8 black rook · g8 black king · b7 black pawn · e7 black knight · f7 black pawn · c6 black pawn · g6 black pawn · b4 black pawn · c4 white pawn · d4 black bishop · h3 white queen · a2 white pawn · b2 white bishop · d2 white pawn · f2 white pawn · g2 white pawn · c1 white king · d1 white rook · f1 white bishop · h1 white rook | a8 black rook · b8 black knight · d8 black queen · e8 black rook · g8 black king · b7 black pawn · e7 black knight · f7 black pawn · c6 black pawn · g6 black pawn · b4 black pawn · c4 white pawn · d4 black bishop · h3 white queen · a2 white pawn · b2 white bishop · d2 white pawn · f2 white pawn · g2 white pawn · c1 white king · d1 white rook · f1 white bishop · h1 white rook | a8 black rook · b8 black knight · d8 black queen · e8 black rook · g8 black king · b7 black pawn · e7 black knight · f7 black pawn · c6 black pawn · g6 black pawn · b4 black pawn · c4 white pawn · d4 black bishop · h3 white queen · a2 white pawn · b2 white bishop · d2 white pawn · f2 white pawn · g2 white pawn · c1 white king · d1 white rook · f1 white bishop · h1 white rook | a8 black rook · b8 black knight · d8 black queen · e8 black rook · g8 black king · b7 black pawn · e7 black knight · f7 black pawn · c6 black pawn · g6 black pawn · b4 black pawn · c4 white pawn · d4 black bishop · h3 white queen · a2 white pawn · b2 white bishop · d2 white pawn · f2 white pawn · g2 white pawn · c1 white king · d1 white rook · f1 white bishop · h1 white rook | a8 black rook · b8 black knight · d8 black queen · e8 black rook · g8 black king · b7 black pawn · e7 black knight · f7 black pawn · c6 black pawn · g6 black pawn · b4 black pawn · c4 white pawn · d4 black bishop · h3 white queen · a2 white pawn · b2 white bishop · d2 white pawn · f2 white pawn · g2 white pawn · c1 white king · d1 white rook · f1 white bishop · h1 white rook | a8 black rook · b8 black knight · d8 black queen · e8 black rook · g8 black king · b7 black pawn · e7 black knight · f7 black pawn · c6 black pawn · g6 black pawn · b4 black pawn · c4 white pawn · d4 black bishop · h3 white queen · a2 white pawn · b2 white bishop · d2 white pawn · f2 white pawn · g2 white pawn · c1 white king · d1 white rook · f1 white bishop · h1 white rook | a8 black rook · b8 black knight · d8 black queen · e8 black rook · g8 black king · b7 black pawn · e7 black knight · f7 black pawn · c6 black pawn · g6 black pawn · b4 black pawn · c4 white pawn · d4 black bishop · h3 white queen · a2 white pawn · b2 white bishop · d2 white pawn · f2 white pawn · g2 white pawn · c1 white king · d1 white rook · f1 white bishop · h1 white rook | 8 |
| 7 | a8 black rook · b8 black knight · d8 black queen · e8 black rook · g8 black king · b7 black pawn · e7 black knight · f7 black pawn · c6 black pawn · g6 black pawn · b4 black pawn · c4 white pawn · d4 black bishop · h3 white queen · a2 white pawn · b2 white bishop · d2 white pawn · f2 white pawn · g2 white pawn · c1 white king · d1 white rook · f1 white bishop · h1 white rook | a8 black rook · b8 black knight · d8 black queen · e8 black rook · g8 black king · b7 black pawn · e7 black knight · f7 black pawn · c6 black pawn · g6 black pawn · b4 black pawn · c4 white pawn · d4 black bishop · h3 white queen · a2 white pawn · b2 white bishop · d2 white pawn · f2 white pawn · g2 white pawn · c1 white king · d1 white rook · f1 white bishop · h1 white rook | a8 black rook · b8 black knight · d8 black queen · e8 black rook · g8 black king · b7 black pawn · e7 black knight · f7 black pawn · c6 black pawn · g6 black pawn · b4 black pawn · c4 white pawn · d4 black bishop · h3 white queen · a2 white pawn · b2 white bishop · d2 white pawn · f2 white pawn · g2 white pawn · c1 white king · d1 white rook · f1 white bishop · h1 white rook | a8 black rook · b8 black knight · d8 black queen · e8 black rook · g8 black king · b7 black pawn · e7 black knight · f7 black pawn · c6 black pawn · g6 black pawn · b4 black pawn · c4 white pawn · d4 black bishop · h3 white queen · a2 white pawn · b2 white bishop · d2 white pawn · f2 white pawn · g2 white pawn · c1 white king · d1 white rook · f1 white bishop · h1 white rook | a8 black rook · b8 black knight · d8 black queen · e8 black rook · g8 black king · b7 black pawn · e7 black knight · f7 black pawn · c6 black pawn · g6 black pawn · b4 black pawn · c4 white pawn · d4 black bishop · h3 white queen · a2 white pawn · b2 white bishop · d2 white pawn · f2 white pawn · g2 white pawn · c1 white king · d1 white rook · f1 white bishop · h1 white rook | a8 black rook · b8 black knight · d8 black queen · e8 black rook · g8 black king · b7 black pawn · e7 black knight · f7 black pawn · c6 black pawn · g6 black pawn · b4 black pawn · c4 white pawn · d4 black bishop · h3 white queen · a2 white pawn · b2 white bishop · d2 white pawn · f2 white pawn · g2 white pawn · c1 white king · d1 white rook · f1 white bishop · h1 white rook | a8 black rook · b8 black knight · d8 black queen · e8 black rook · g8 black king · b7 black pawn · e7 black knight · f7 black pawn · c6 black pawn · g6 black pawn · b4 black pawn · c4 white pawn · d4 black bishop · h3 white queen · a2 white pawn · b2 white bishop · d2 white pawn · f2 white pawn · g2 white pawn · c1 white king · d1 white rook · f1 white bishop · h1 white rook | a8 black rook · b8 black knight · d8 black queen · e8 black rook · g8 black king · b7 black pawn · e7 black knight · f7 black pawn · c6 black pawn · g6 black pawn · b4 black pawn · c4 white pawn · d4 black bishop · h3 white queen · a2 white pawn · b2 white bishop · d2 white pawn · f2 white pawn · g2 white pawn · c1 white king · d1 white rook · f1 white bishop · h1 white rook | 7 |
| 6 | a8 black rook · b8 black knight · d8 black queen · e8 black rook · g8 black king · b7 black pawn · e7 black knight · f7 black pawn · c6 black pawn · g6 black pawn · b4 black pawn · c4 white pawn · d4 black bishop · h3 white queen · a2 white pawn · b2 white bishop · d2 white pawn · f2 white pawn · g2 white pawn · c1 white king · d1 white rook · f1 white bishop · h1 white rook | a8 black rook · b8 black knight · d8 black queen · e8 black rook · g8 black king · b7 black pawn · e7 black knight · f7 black pawn · c6 black pawn · g6 black pawn · b4 black pawn · c4 white pawn · d4 black bishop · h3 white queen · a2 white pawn · b2 white bishop · d2 white pawn · f2 white pawn · g2 white pawn · c1 white king · d1 white rook · f1 white bishop · h1 white rook | a8 black rook · b8 black knight · d8 black queen · e8 black rook · g8 black king · b7 black pawn · e7 black knight · f7 black pawn · c6 black pawn · g6 black pawn · b4 black pawn · c4 white pawn · d4 black bishop · h3 white queen · a2 white pawn · b2 white bishop · d2 white pawn · f2 white pawn · g2 white pawn · c1 white king · d1 white rook · f1 white bishop · h1 white rook | a8 black rook · b8 black knight · d8 black queen · e8 black rook · g8 black king · b7 black pawn · e7 black knight · f7 black pawn · c6 black pawn · g6 black pawn · b4 black pawn · c4 white pawn · d4 black bishop · h3 white queen · a2 white pawn · b2 white bishop · d2 white pawn · f2 white pawn · g2 white pawn · c1 white king · d1 white rook · f1 white bishop · h1 white rook | a8 black rook · b8 black knight · d8 black queen · e8 black rook · g8 black king · b7 black pawn · e7 black knight · f7 black pawn · c6 black pawn · g6 black pawn · b4 black pawn · c4 white pawn · d4 black bishop · h3 white queen · a2 white pawn · b2 white bishop · d2 white pawn · f2 white pawn · g2 white pawn · c1 white king · d1 white rook · f1 white bishop · h1 white rook | a8 black rook · b8 black knight · d8 black queen · e8 black rook · g8 black king · b7 black pawn · e7 black knight · f7 black pawn · c6 black pawn · g6 black pawn · b4 black pawn · c4 white pawn · d4 black bishop · h3 white queen · a2 white pawn · b2 white bishop · d2 white pawn · f2 white pawn · g2 white pawn · c1 white king · d1 white rook · f1 white bishop · h1 white rook | a8 black rook · b8 black knight · d8 black queen · e8 black rook · g8 black king · b7 black pawn · e7 black knight · f7 black pawn · c6 black pawn · g6 black pawn · b4 black pawn · c4 white pawn · d4 black bishop · h3 white queen · a2 white pawn · b2 white bishop · d2 white pawn · f2 white pawn · g2 white pawn · c1 white king · d1 white rook · f1 white bishop · h1 white rook | a8 black rook · b8 black knight · d8 black queen · e8 black rook · g8 black king · b7 black pawn · e7 black knight · f7 black pawn · c6 black pawn · g6 black pawn · b4 black pawn · c4 white pawn · d4 black bishop · h3 white queen · a2 white pawn · b2 white bishop · d2 white pawn · f2 white pawn · g2 white pawn · c1 white king · d1 white rook · f1 white bishop · h1 white rook | 6 |
| 5 | a8 black rook · b8 black knight · d8 black queen · e8 black rook · g8 black king · b7 black pawn · e7 black knight · f7 black pawn · c6 black pawn · g6 black pawn · b4 black pawn · c4 white pawn · d4 black bishop · h3 white queen · a2 white pawn · b2 white bishop · d2 white pawn · f2 white pawn · g2 white pawn · c1 white king · d1 white rook · f1 white bishop · h1 white rook | a8 black rook · b8 black knight · d8 black queen · e8 black rook · g8 black king · b7 black pawn · e7 black knight · f7 black pawn · c6 black pawn · g6 black pawn · b4 black pawn · c4 white pawn · d4 black bishop · h3 white queen · a2 white pawn · b2 white bishop · d2 white pawn · f2 white pawn · g2 white pawn · c1 white king · d1 white rook · f1 white bishop · h1 white rook | a8 black rook · b8 black knight · d8 black queen · e8 black rook · g8 black king · b7 black pawn · e7 black knight · f7 black pawn · c6 black pawn · g6 black pawn · b4 black pawn · c4 white pawn · d4 black bishop · h3 white queen · a2 white pawn · b2 white bishop · d2 white pawn · f2 white pawn · g2 white pawn · c1 white king · d1 white rook · f1 white bishop · h1 white rook | a8 black rook · b8 black knight · d8 black queen · e8 black rook · g8 black king · b7 black pawn · e7 black knight · f7 black pawn · c6 black pawn · g6 black pawn · b4 black pawn · c4 white pawn · d4 black bishop · h3 white queen · a2 white pawn · b2 white bishop · d2 white pawn · f2 white pawn · g2 white pawn · c1 white king · d1 white rook · f1 white bishop · h1 white rook | a8 black rook · b8 black knight · d8 black queen · e8 black rook · g8 black king · b7 black pawn · e7 black knight · f7 black pawn · c6 black pawn · g6 black pawn · b4 black pawn · c4 white pawn · d4 black bishop · h3 white queen · a2 white pawn · b2 white bishop · d2 white pawn · f2 white pawn · g2 white pawn · c1 white king · d1 white rook · f1 white bishop · h1 white rook | a8 black rook · b8 black knight · d8 black queen · e8 black rook · g8 black king · b7 black pawn · e7 black knight · f7 black pawn · c6 black pawn · g6 black pawn · b4 black pawn · c4 white pawn · d4 black bishop · h3 white queen · a2 white pawn · b2 white bishop · d2 white pawn · f2 white pawn · g2 white pawn · c1 white king · d1 white rook · f1 white bishop · h1 white rook | a8 black rook · b8 black knight · d8 black queen · e8 black rook · g8 black king · b7 black pawn · e7 black knight · f7 black pawn · c6 black pawn · g6 black pawn · b4 black pawn · c4 white pawn · d4 black bishop · h3 white queen · a2 white pawn · b2 white bishop · d2 white pawn · f2 white pawn · g2 white pawn · c1 white king · d1 white rook · f1 white bishop · h1 white rook | a8 black rook · b8 black knight · d8 black queen · e8 black rook · g8 black king · b7 black pawn · e7 black knight · f7 black pawn · c6 black pawn · g6 black pawn · b4 black pawn · c4 white pawn · d4 black bishop · h3 white queen · a2 white pawn · b2 white bishop · d2 white pawn · f2 white pawn · g2 white pawn · c1 white king · d1 white rook · f1 white bishop · h1 white rook | 5 |
| 4 | a8 black rook · b8 black knight · d8 black queen · e8 black rook · g8 black king · b7 black pawn · e7 black knight · f7 black pawn · c6 black pawn · g6 black pawn · b4 black pawn · c4 white pawn · d4 black bishop · h3 white queen · a2 white pawn · b2 white bishop · d2 white pawn · f2 white pawn · g2 white pawn · c1 white king · d1 white rook · f1 white bishop · h1 white rook | a8 black rook · b8 black knight · d8 black queen · e8 black rook · g8 black king · b7 black pawn · e7 black knight · f7 black pawn · c6 black pawn · g6 black pawn · b4 black pawn · c4 white pawn · d4 black bishop · h3 white queen · a2 white pawn · b2 white bishop · d2 white pawn · f2 white pawn · g2 white pawn · c1 white king · d1 white rook · f1 white bishop · h1 white rook | a8 black rook · b8 black knight · d8 black queen · e8 black rook · g8 black king · b7 black pawn · e7 black knight · f7 black pawn · c6 black pawn · g6 black pawn · b4 black pawn · c4 white pawn · d4 black bishop · h3 white queen · a2 white pawn · b2 white bishop · d2 white pawn · f2 white pawn · g2 white pawn · c1 white king · d1 white rook · f1 white bishop · h1 white rook | a8 black rook · b8 black knight · d8 black queen · e8 black rook · g8 black king · b7 black pawn · e7 black knight · f7 black pawn · c6 black pawn · g6 black pawn · b4 black pawn · c4 white pawn · d4 black bishop · h3 white queen · a2 white pawn · b2 white bishop · d2 white pawn · f2 white pawn · g2 white pawn · c1 white king · d1 white rook · f1 white bishop · h1 white rook | a8 black rook · b8 black knight · d8 black queen · e8 black rook · g8 black king · b7 black pawn · e7 black knight · f7 black pawn · c6 black pawn · g6 black pawn · b4 black pawn · c4 white pawn · d4 black bishop · h3 white queen · a2 white pawn · b2 white bishop · d2 white pawn · f2 white pawn · g2 white pawn · c1 white king · d1 white rook · f1 white bishop · h1 white rook | a8 black rook · b8 black knight · d8 black queen · e8 black rook · g8 black king · b7 black pawn · e7 black knight · f7 black pawn · c6 black pawn · g6 black pawn · b4 black pawn · c4 white pawn · d4 black bishop · h3 white queen · a2 white pawn · b2 white bishop · d2 white pawn · f2 white pawn · g2 white pawn · c1 white king · d1 white rook · f1 white bishop · h1 white rook | a8 black rook · b8 black knight · d8 black queen · e8 black rook · g8 black king · b7 black pawn · e7 black knight · f7 black pawn · c6 black pawn · g6 black pawn · b4 black pawn · c4 white pawn · d4 black bishop · h3 white queen · a2 white pawn · b2 white bishop · d2 white pawn · f2 white pawn · g2 white pawn · c1 white king · d1 white rook · f1 white bishop · h1 white rook | a8 black rook · b8 black knight · d8 black queen · e8 black rook · g8 black king · b7 black pawn · e7 black knight · f7 black pawn · c6 black pawn · g6 black pawn · b4 black pawn · c4 white pawn · d4 black bishop · h3 white queen · a2 white pawn · b2 white bishop · d2 white pawn · f2 white pawn · g2 white pawn · c1 white king · d1 white rook · f1 white bishop · h1 white rook | 4 |
| 3 | a8 black rook · b8 black knight · d8 black queen · e8 black rook · g8 black king · b7 black pawn · e7 black knight · f7 black pawn · c6 black pawn · g6 black pawn · b4 black pawn · c4 white pawn · d4 black bishop · h3 white queen · a2 white pawn · b2 white bishop · d2 white pawn · f2 white pawn · g2 white pawn · c1 white king · d1 white rook · f1 white bishop · h1 white rook | a8 black rook · b8 black knight · d8 black queen · e8 black rook · g8 black king · b7 black pawn · e7 black knight · f7 black pawn · c6 black pawn · g6 black pawn · b4 black pawn · c4 white pawn · d4 black bishop · h3 white queen · a2 white pawn · b2 white bishop · d2 white pawn · f2 white pawn · g2 white pawn · c1 white king · d1 white rook · f1 white bishop · h1 white rook | a8 black rook · b8 black knight · d8 black queen · e8 black rook · g8 black king · b7 black pawn · e7 black knight · f7 black pawn · c6 black pawn · g6 black pawn · b4 black pawn · c4 white pawn · d4 black bishop · h3 white queen · a2 white pawn · b2 white bishop · d2 white pawn · f2 white pawn · g2 white pawn · c1 white king · d1 white rook · f1 white bishop · h1 white rook | a8 black rook · b8 black knight · d8 black queen · e8 black rook · g8 black king · b7 black pawn · e7 black knight · f7 black pawn · c6 black pawn · g6 black pawn · b4 black pawn · c4 white pawn · d4 black bishop · h3 white queen · a2 white pawn · b2 white bishop · d2 white pawn · f2 white pawn · g2 white pawn · c1 white king · d1 white rook · f1 white bishop · h1 white rook | a8 black rook · b8 black knight · d8 black queen · e8 black rook · g8 black king · b7 black pawn · e7 black knight · f7 black pawn · c6 black pawn · g6 black pawn · b4 black pawn · c4 white pawn · d4 black bishop · h3 white queen · a2 white pawn · b2 white bishop · d2 white pawn · f2 white pawn · g2 white pawn · c1 white king · d1 white rook · f1 white bishop · h1 white rook | a8 black rook · b8 black knight · d8 black queen · e8 black rook · g8 black king · b7 black pawn · e7 black knight · f7 black pawn · c6 black pawn · g6 black pawn · b4 black pawn · c4 white pawn · d4 black bishop · h3 white queen · a2 white pawn · b2 white bishop · d2 white pawn · f2 white pawn · g2 white pawn · c1 white king · d1 white rook · f1 white bishop · h1 white rook | a8 black rook · b8 black knight · d8 black queen · e8 black rook · g8 black king · b7 black pawn · e7 black knight · f7 black pawn · c6 black pawn · g6 black pawn · b4 black pawn · c4 white pawn · d4 black bishop · h3 white queen · a2 white pawn · b2 white bishop · d2 white pawn · f2 white pawn · g2 white pawn · c1 white king · d1 white rook · f1 white bishop · h1 white rook | a8 black rook · b8 black knight · d8 black queen · e8 black rook · g8 black king · b7 black pawn · e7 black knight · f7 black pawn · c6 black pawn · g6 black pawn · b4 black pawn · c4 white pawn · d4 black bishop · h3 white queen · a2 white pawn · b2 white bishop · d2 white pawn · f2 white pawn · g2 white pawn · c1 white king · d1 white rook · f1 white bishop · h1 white rook | 3 |
| 2 | a8 black rook · b8 black knight · d8 black queen · e8 black rook · g8 black king · b7 black pawn · e7 black knight · f7 black pawn · c6 black pawn · g6 black pawn · b4 black pawn · c4 white pawn · d4 black bishop · h3 white queen · a2 white pawn · b2 white bishop · d2 white pawn · f2 white pawn · g2 white pawn · c1 white king · d1 white rook · f1 white bishop · h1 white rook | a8 black rook · b8 black knight · d8 black queen · e8 black rook · g8 black king · b7 black pawn · e7 black knight · f7 black pawn · c6 black pawn · g6 black pawn · b4 black pawn · c4 white pawn · d4 black bishop · h3 white queen · a2 white pawn · b2 white bishop · d2 white pawn · f2 white pawn · g2 white pawn · c1 white king · d1 white rook · f1 white bishop · h1 white rook | a8 black rook · b8 black knight · d8 black queen · e8 black rook · g8 black king · b7 black pawn · e7 black knight · f7 black pawn · c6 black pawn · g6 black pawn · b4 black pawn · c4 white pawn · d4 black bishop · h3 white queen · a2 white pawn · b2 white bishop · d2 white pawn · f2 white pawn · g2 white pawn · c1 white king · d1 white rook · f1 white bishop · h1 white rook | a8 black rook · b8 black knight · d8 black queen · e8 black rook · g8 black king · b7 black pawn · e7 black knight · f7 black pawn · c6 black pawn · g6 black pawn · b4 black pawn · c4 white pawn · d4 black bishop · h3 white queen · a2 white pawn · b2 white bishop · d2 white pawn · f2 white pawn · g2 white pawn · c1 white king · d1 white rook · f1 white bishop · h1 white rook | a8 black rook · b8 black knight · d8 black queen · e8 black rook · g8 black king · b7 black pawn · e7 black knight · f7 black pawn · c6 black pawn · g6 black pawn · b4 black pawn · c4 white pawn · d4 black bishop · h3 white queen · a2 white pawn · b2 white bishop · d2 white pawn · f2 white pawn · g2 white pawn · c1 white king · d1 white rook · f1 white bishop · h1 white rook | a8 black rook · b8 black knight · d8 black queen · e8 black rook · g8 black king · b7 black pawn · e7 black knight · f7 black pawn · c6 black pawn · g6 black pawn · b4 black pawn · c4 white pawn · d4 black bishop · h3 white queen · a2 white pawn · b2 white bishop · d2 white pawn · f2 white pawn · g2 white pawn · c1 white king · d1 white rook · f1 white bishop · h1 white rook | a8 black rook · b8 black knight · d8 black queen · e8 black rook · g8 black king · b7 black pawn · e7 black knight · f7 black pawn · c6 black pawn · g6 black pawn · b4 black pawn · c4 white pawn · d4 black bishop · h3 white queen · a2 white pawn · b2 white bishop · d2 white pawn · f2 white pawn · g2 white pawn · c1 white king · d1 white rook · f1 white bishop · h1 white rook | a8 black rook · b8 black knight · d8 black queen · e8 black rook · g8 black king · b7 black pawn · e7 black knight · f7 black pawn · c6 black pawn · g6 black pawn · b4 black pawn · c4 white pawn · d4 black bishop · h3 white queen · a2 white pawn · b2 white bishop · d2 white pawn · f2 white pawn · g2 white pawn · c1 white king · d1 white rook · f1 white bishop · h1 white rook | 2 |
| 1 | a8 black rook · b8 black knight · d8 black queen · e8 black rook · g8 black king · b7 black pawn · e7 black knight · f7 black pawn · c6 black pawn · g6 black pawn · b4 black pawn · c4 white pawn · d4 black bishop · h3 white queen · a2 white pawn · b2 white bishop · d2 white pawn · f2 white pawn · g2 white pawn · c1 white king · d1 white rook · f1 white bishop · h1 white rook | a8 black rook · b8 black knight · d8 black queen · e8 black rook · g8 black king · b7 black pawn · e7 black knight · f7 black pawn · c6 black pawn · g6 black pawn · b4 black pawn · c4 white pawn · d4 black bishop · h3 white queen · a2 white pawn · b2 white bishop · d2 white pawn · f2 white pawn · g2 white pawn · c1 white king · d1 white rook · f1 white bishop · h1 white rook | a8 black rook · b8 black knight · d8 black queen · e8 black rook · g8 black king · b7 black pawn · e7 black knight · f7 black pawn · c6 black pawn · g6 black pawn · b4 black pawn · c4 white pawn · d4 black bishop · h3 white queen · a2 white pawn · b2 white bishop · d2 white pawn · f2 white pawn · g2 white pawn · c1 white king · d1 white rook · f1 white bishop · h1 white rook | a8 black rook · b8 black knight · d8 black queen · e8 black rook · g8 black king · b7 black pawn · e7 black knight · f7 black pawn · c6 black pawn · g6 black pawn · b4 black pawn · c4 white pawn · d4 black bishop · h3 white queen · a2 white pawn · b2 white bishop · d2 white pawn · f2 white pawn · g2 white pawn · c1 white king · d1 white rook · f1 white bishop · h1 white rook | a8 black rook · b8 black knight · d8 black queen · e8 black rook · g8 black king · b7 black pawn · e7 black knight · f7 black pawn · c6 black pawn · g6 black pawn · b4 black pawn · c4 white pawn · d4 black bishop · h3 white queen · a2 white pawn · b2 white bishop · d2 white pawn · f2 white pawn · g2 white pawn · c1 white king · d1 white rook · f1 white bishop · h1 white rook | a8 black rook · b8 black knight · d8 black queen · e8 black rook · g8 black king · b7 black pawn · e7 black knight · f7 black pawn · c6 black pawn · g6 black pawn · b4 black pawn · c4 white pawn · d4 black bishop · h3 white queen · a2 white pawn · b2 white bishop · d2 white pawn · f2 white pawn · g2 white pawn · c1 white king · d1 white rook · f1 white bishop · h1 white rook | a8 black rook · b8 black knight · d8 black queen · e8 black rook · g8 black king · b7 black pawn · e7 black knight · f7 black pawn · c6 black pawn · g6 black pawn · b4 black pawn · c4 white pawn · d4 black bishop · h3 white queen · a2 white pawn · b2 white bishop · d2 white pawn · f2 white pawn · g2 white pawn · c1 white king · d1 white rook · f1 white bishop · h1 white rook | a8 black rook · b8 black knight · d8 black queen · e8 black rook · g8 black king · b7 black pawn · e7 black knight · f7 black pawn · c6 black pawn · g6 black pawn · b4 black pawn · c4 white pawn · d4 black bishop · h3 white queen · a2 white pawn · b2 white bishop · d2 white pawn · f2 white pawn · g2 white pawn · c1 white king · d1 white rook · f1 white bishop · h1 white rook | 1 |
|   | a | b | c | d | e | f | g | h |   |

Рејмонд Кин такође користи овај термин на овај начин у анализи Фишер–Бисгуиер, Њујорк 1957. Дискутујући могуће варијанте које би могле проистећи из ове игре (погледај позицију на лијево), Кин пише да 28. Д:г5 (када бијела дама брани против 28. Д:г2# кроз црну даму на д4) "брани мат—икс реј мотив, како је Фишер једном то описао".
У партији Еве–Ломан, Ротердам 1923 (дијаграм надесно), биејли је форсирао мат са 17. Дх8+! Л:х8 18. Т:х8#. Нејштадт пише о томе 17. Дх8+, Икс реј! Ловац на б2 напада поље х8 'кроз' противничког ловца."